# Metro w Paryżu
Metro w Paryżu (fr. métro de Paris) – system podziemnej kolei obsługującej Paryż i jego aglomerację zarządzany przez Régie autonome des transports parisiens (RATP). Przebiega po wydzielonych, w większości podziemnych trasach o łącznej długości 218,2 km z 302 stacjami, w tym 58 przesiadkowych między liniami. Posiada 16 linii oznaczonych kolorami i numerami od 1 do 14 oraz 3 bis i 7 bis. Charakterystyczna dla paryskiego metra, które stało się jednym z symboli miasta, jest gęstość jego sieci (245 stacji w granicach Paryża – na obszarze 86,9 km²), jak również jednolity styl stacji z wpływami secesji.
Jest drugim pod względem obciążenia systemem metra w Europie, po moskiewskim – w 2013 r. metro w Paryżu przewiozło 1 527 mln pasażerów, a w 2012 r. przyjmowało ich ponad 4,7 mln dziennie. Kompleks stacji Châtelet – Les Halles z dworcem podmiejskim Gare de Châtelet – Les Halles, gdzie zbiega się 5 linii metra i 3 linie RER jest najbardziej ruchliwą podziemną stacją kolejową na świecie pod względem liczby pasażerów i pociągów.
Pierwsza linia metra w Paryżu została otwarta podczas wystawy światowej w 1900 r. Aż do II wojny światowej sieć była sukcesywnie rozwijana, w latach 30. powstają pierwsze stacje poza granicami miasta. Po wojnie, w latach rosnącej popularności samochodów osobowych (lata 50. i 60.), nastąpiła przerwa w rozbudowie. Od kryzysu naftowego w latach 70. metro ponownie jest przedłużane w kierunku bliskich przedmieść (petite couronne). Początkowe założenia konstrukcyjne, takie jak niewielkie odległości między stacjami czy umiarkowana pojemność składów, ograniczają dziś możliwości rozbudowy systemu. Mimo to pod koniec XX wieku metro w Paryżu wzbogaciło się o nową, całkowicie zautomatyzowaną linię 14, a w ramach projektu Grand Paris Express przewidziane są przedłużenia istniejących i budowa czterech zupełnie nowych linii do 2030 roku.
Obsługę komunikacyjną Paryża i jego aglomeracji zapewniają również inne środki komunikacji miejskiej: kolejka podmiejska RER i sieć kolei regionalnej Transilien (1 198 mln pasażerów w 2013 r.), 9 linii tramwaju na wydzielonych torowiskach (190 mln pasażerów w 2013 r.), sieć linii autobusowych (1 283 mln pasażerów w 2013 r., w tym 315 mln w Paryżu, 959 mln na przedmieściach i 9,5 mln na liniach nocnych), jak również trzy linie całkowicie zautomatyzowanego lekkiego metra zapewniające obsługę lotnisk.

## Historia

### Początki

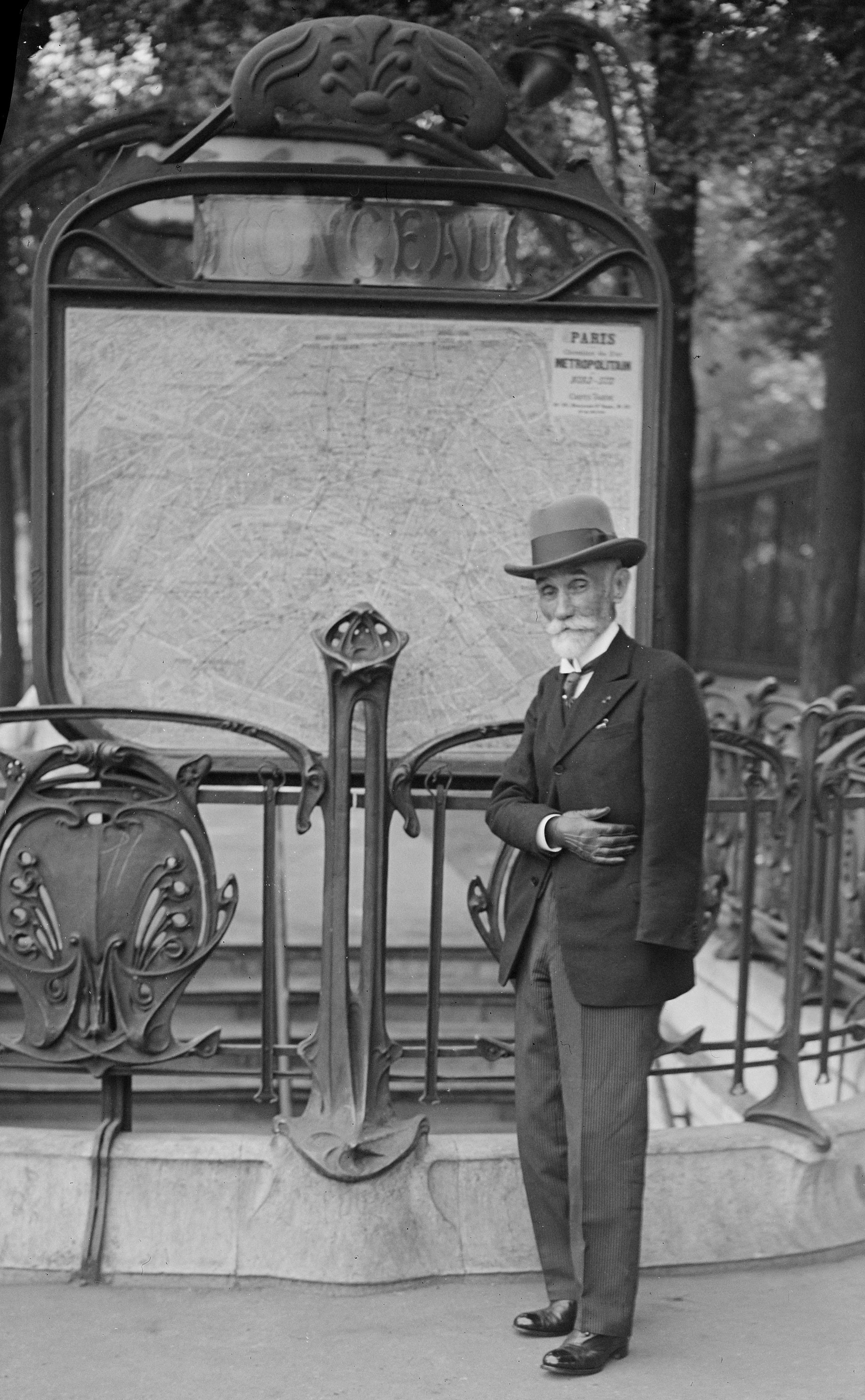
Fulgence Bienvenüe, ojciec paryskiego metra

Około 1845 roku miasto Paryż i spółki kolejowe planowały stworzenie wewnątrz miasta sieci kolejowej, która miałaby służyć do transportu towarów. Po pierwszych wyborach samorządowych w Paryżu w 1871 r. temat został włączony do porządku obrad pierwszego posiedzenia rady departamentu Seine – przedstawiony projekt dotyczył budowy lokalnej kolei mającej obsługiwać całe terytorium departamentu (dziś podzielonego na Paryż, Hauts-de-Seine, Sekwanę-Saint-Denis i Dolinę Marny) i stanowić środek transportu pośredni między omnibusem i tramwajem konnym a koleją dalekobieżną. W tym okresie kolej wewnątrz Paryża ograniczała się do dziewięciu dworców czołowych (Gare du Nord, Gare de l’Est, Gare de la Bastille, Gare de Lyon, Gare d’Orléans, Gare d’Enfer, Gare Montparnasse, Gare des Invalides i Gare Saint-Lazare) i sześciu przelotowych (Gare de Reuilly, gare de Bel-Air, Gare d’Orléans-Ceinture, Gare du Champ de Mars, Gare du Boulevard Victor et Gare des Batignolles), połączonych ze sobą linią okrężną Petite Ceinture, otwartą dla ruchu pasażerskiego i liczącą 21 stacji.
W następnym okresie powstały dwie konkurencyjne koncepcje – paryski magistrat chciał linii przeznaczonej w szczególności dla potrzeb ruchu pasażerskiego, obsługującej wyłącznie miasto i pozostającej pod zwierzchnictwem władz lokalnych, podczas gdy kompanie kolejowe i organy państwowe (Prefektura, Rada Stanu, Administracja Dróg i Mostów) optowały za przedłużeniem istniejących linii kolejowych kończących się dworcami czołowymi, w którym to rozwiązaniu nowe linie zostałyby włączone w istniejące trasy podmiejskie i regionalne. Konflikt pogłębiły różnice polityczne między lewicowym magistratem Paryża a rządem pozostającym od lat w rękach konserwatystów, jak również brak autonomii władz miejskich, które podlegały prefekturze (Paryż utracił autonomię w 1871, a odzyskał ją dopiero w 1976 r.).
Między 1856 a 1890 r. powstało kilka projektów, z których żaden nie został wprowadzony w życie. Od strony technicznej rywalizują ze sobą koncepcje linii nadziemnych poprowadzonych na wiaduktach, na wzór pierwszych sieci metra w Stanach Zjednoczonych, i linii podziemnych. Przeciwnicy kolei nadziemnej niepokoili się o krajobraz miasta, zaś kolej podziemna wzbudzała obawy o bezpieczeństwo i zdrowie podróżnych.
Martin Nadaud, wolnomularz i polityk, przeciwnik Napoleona III (przebywający z tego względu przez długi czas na wygnaniu w Londynie), a od 1871 r. reprezentant dzielnicy Père Lachaise w radzie miejskiej, zaproponował budowę sieci metra w Paryżu. W Mémoires de Léonard, ancien garçon maçon pisze: Rada miejska zdecydowała się w 1872 r. wysłać do Londynu komisję, która zbada tamtejsze metro […] Jechaliśmy największą linią metra, każdy z członków komisji miał gazetę w ręce i mógł ją czytać, powietrza było wystarczająco, a dym nikomu nie przeszkadzał. Wówczas pan Alphand powiedział mi: „ma pan rację mówiąc o użyteczności metra, to dobrze pomyślany obiekt, z łatwością można by zbudować taki i w Paryżu”. […] Wierzyłem, że nic nie stanie na przeszkodzie w budowie naszego metra, ale nie wziąłem pod uwagę paryskich zwyczajów.
Londyn i Nowy Jork, stanąwszy przed podobnym dylematem, zbudowały początkowo sieci będące przedłużeniem istniejących linii kolejowych wewnątrz miasta, a dopiero potem stworzyły specjalne systemy (o innej niż kolejowa skrajni). Londyn w 1863 uruchomił linię międzydworcową obsługiwaną pociągami parowymi. W 1867 w Nowym Jorku została otwarta sieć miejskiej kolei parowej na metalowych wiaduktach (pierwsze prawdziwe metro, należące do Interborough Rapid Transit Company, o mniejszej skrajni, zostało uruchomione w 1904). W 1890 ruszyła pierwsza prawdziwa linia metra londyńskiego (the Tube), podziemna i elektryczna, o obniżonej skrajni. Wreszcie w 1896 Budapeszt uruchomił linię całkowicie podziemnego tramwaju, Földalatti.
Połączenie kilku czynników doprowadziło do odblokowania projektu paryskiego: presja opinii publicznej wywołana wcześniejszymi niepowodzeniami, wzrost populacji miasta, przykład innych stolic (już około dziesięć z nich wybudowało metro), zmiany na głównych stanowiskach w administracji miejskiej (w szczególności pojawienie się André Berthelota), służbach technicznych państwa i w rządzie, zmiana układu politycznego, pojawienie się lobby przemysłowego (spółki elektrotechniczne) sprzyjającego metru oraz zbliżająca się wystawa światowa i igrzyska olimpijskie w 1900 r. Wszystkie te czynniki skłoniły władze do rozpoczęcia długo oczekiwanej budowy metra. Zwyciężyło rozwiązanie proponowane przez magistrat, któremu to państwo powierzyło projekt i realizację przedsięwzięcia.
Po przyjęciu projektu sieci opracowanego przez Fulgence’a Bienvenüe’a i Edmonda Hueta 20 kwietnia 1896 r. „kolej metropolitalna” (fr. chemin de fer métropolitain) została zadeklarowana jako projekt pożytku publicznego ustawą z 30 marca 1898 r. Ustawa przewidywała budowę 6 linii w pierwszej kolejności i 3 kolejnych w przyszłości. Prace zostały rozpoczęte 4 października 1898 r., w ramach umowy zawartej między Miastem Paryżem a Kompanią Paryskiej Kolei Metropolitalnej (fr. Compagnie du chemin de fer métropolitain de Paris, CMP) należącą do Belga, barona Empain, która dostarczyła kapitał 100 000 akcji i 250 franków podpisanych w Belgii. Koncesja ta została wzięta pod sekwestr 1 stycznia 1945 r. i znacjonalizowana ustawą z 21 marca 1948, pociągając za sobą rekompensatę za zerwanie koncesji 1 stycznia 1945, jak również zniszczenie archiwów, co oznaczało zatarcie wszelkich śladów wskazujących na założenie i eksploatację metra w Paryżu przez sektor prywatny.
Specyfikacja metra od początku zakładała, że będzie ono podziemne, elektryczne, normalnotorowe, o skrajni 2,4 m wykluczającej ruch normalnych pociągów. Taka skrajnia została ustalona po to, by metro nie mogło opuścić w przyszłości obszaru miasta, a także by uniemożliwić wjazd jakiegokolwiek składu z zewnątrz do podziemi Paryża. Miało to znaczenie strategiczne dla obronności, a polityczne dla władz miejskich – gwarantowało niezależność sieci pozostającej całkowicie w gestii magistratu. Specyfikacja wymusiła maksymalny spadek toru 40 mm/m i minimalny promień łuku 75 m. Długość stacji została ustalona na 75 m (później została ona zwiększona do 90 m na liniach 1 i 4, a następnie do 105 m na niektórych stacjach).

### Narodziny metra

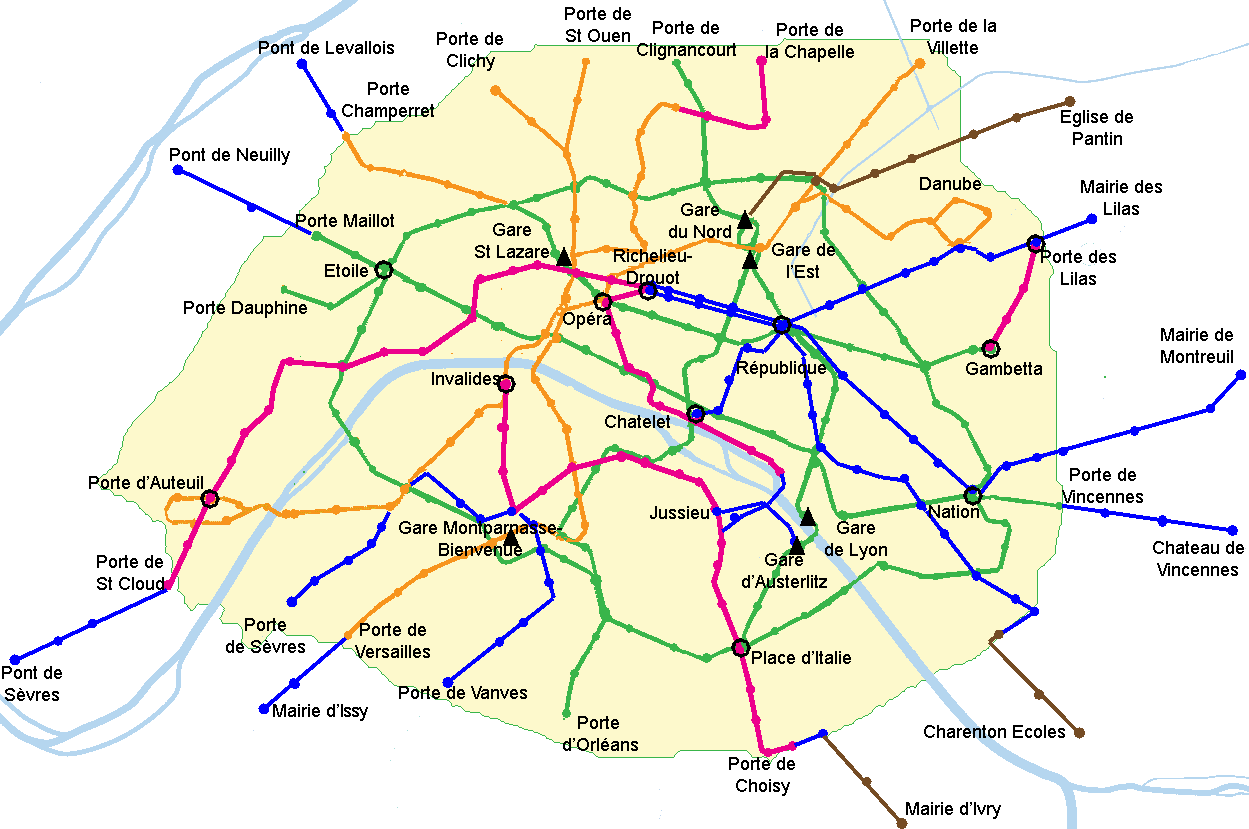
Rozwój metra w Paryżu do 1949 r.:
1900–1910, 1910–1914, 1914–1930, 1930–1939, 1939–1949

Początkowy projekt obejmował linię okrężną Étoile – Nation – Étoile i dwie linie poprzeczne, północ-południe (Porte de Clignancourt – Porte d’Orléans) i wschód-zachód (Avenue Gambetta – Porte Maillot).
Pierwsza linia (Porte de Vincennes – Porte Maillot) została otwarta 19 lipca 1900 r. i miała za zadanie obsługiwać teren igrzysk olimpijskich w Lasku Vinceńskim. Wejścia powstały według projektu Hectora Guimarda, architekta tworzącego w stylu art nouveau.

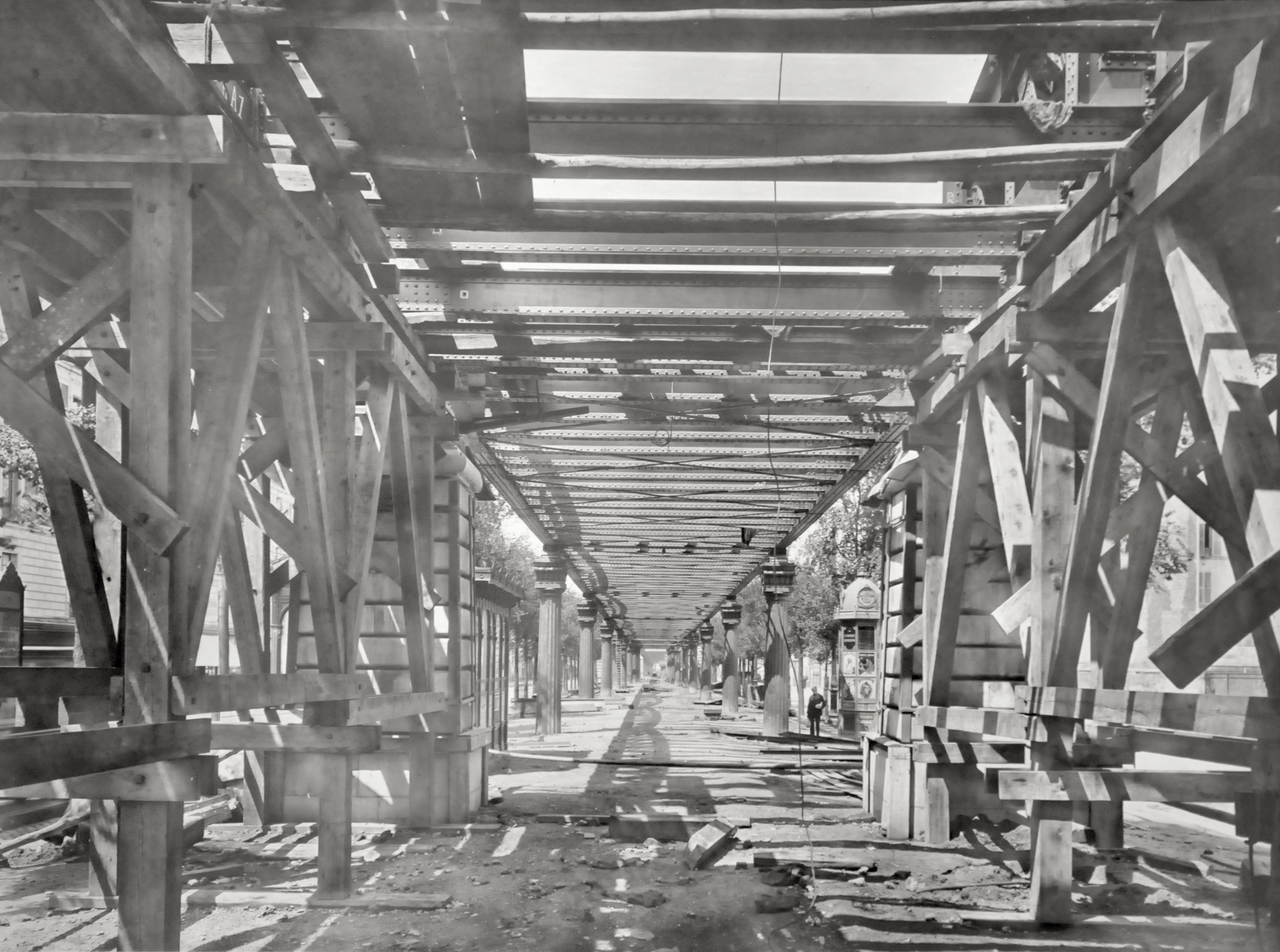
Budowa metra na wiaduktach w 1905 r.
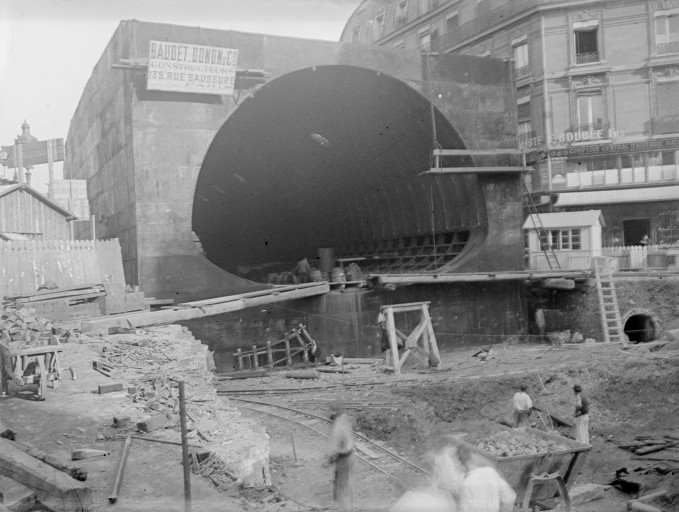
Budowa kesonu (między 1902 a 1910 r.) podczas prac nad odcinkiem położonym poniżej zwierciadła wód podziemnych (stacja Saint-Michel, linia 4)
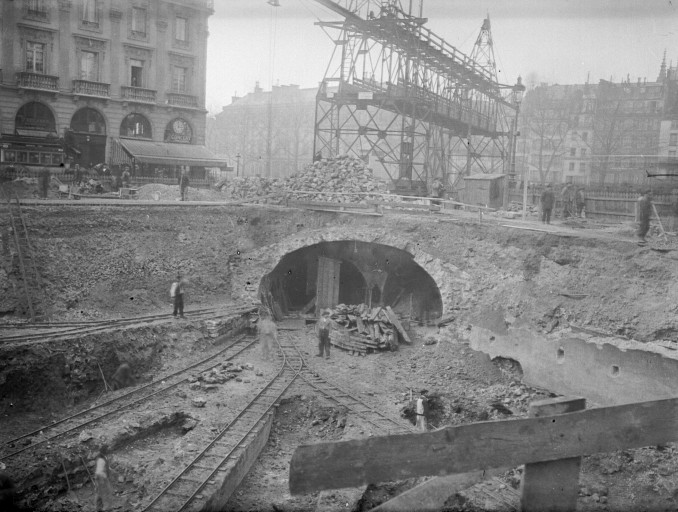
Metoda odkrywkowa

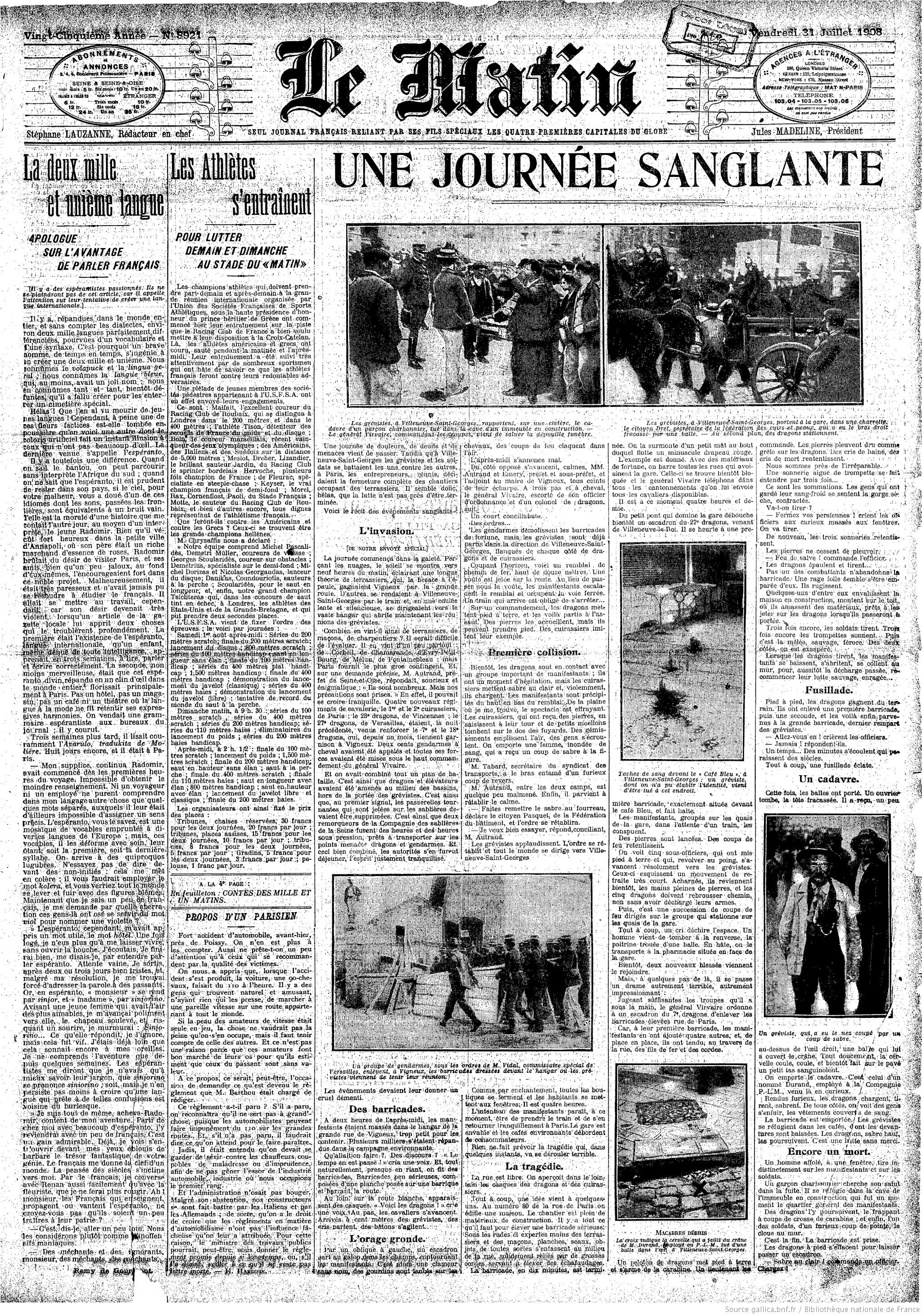
„Krwawy dzień”, tytuł z pierwszej strony Le Matin z 31 lipca 1908 r.: budowa metra nie przebiegała bez znacznych konfliktów społecznych. Za kadencji premiera Georgesa Clemenceau wybuchł strajk pracowników kamieniołomów w Draveil i Villeneuve-Saint-Georges, podczas gdy kompanie osiągały ogromne zyski dzięki budowie metra.

Przy budowie stosowano trzy techniki: metodę odkrywkową (z ang. cut-and-cover) w płytkich częściach tunelu, co wymagało rozkopania ulicy znajdującej się powyżej, metodę tarczową, która początkowo spotkała się z uznaniem budowniczych, lecz później była rzadko używana ze względu na niespoistość i różnorodność paryskiego gruntu, oraz starą metodę szalowania znaną z kopalni, która ostatecznie stała się najczęstsza. Linia 1 została zrealizowana w rekordowym tempie od 30 marca 1898 r. do 19 lipca 1900 r.
Inauguracja linii odbyła się bez rozgłosu, gdyż CMP chciała stopniować obciążenie linii. Paryżanie natychmiast przekonali się do nowego środka transportu, który oferował istotne skrócenie czasu podróży i większy komfort niż komunikacja naziemna. Szybko trzeba było zwiększyć częstotliwość kursowania i wydłużyć składy, które w ciągu dwóch lat z 2 wagonów przedłużono do 8 na najbardziej obleganych odcinkach. W 1900 r. w wagonach funkcjonowały dwie klasy: koszt podróży w pierwszej wynosił 25 centymów, zaś w drugiej – 15 centymów, niezależnie od dystansu.
Wagony na osiach o niskiej mocy szybko okazały się nieadekwatne do skali ruchu na linii. Pożar jednego ze składów na stacji Couronnes (84 zabitych), wywołany przez wadliwe obwody i nieadekwatną technologię, pociągnął za sobą rychłe zastąpienie wagonów na osiach dłuższymi wagonami na wózkach, a następnie, od 1908 r., składami z metalowym pudłem, wyposażonymi w system umożliwiający zdalne sterowanie wagonami silnikowymi.
31 stycznia 1904 r. została podpisana kolejna umowa, w której miasto powierzyło Spółce Podziemnej Kolei Elektrycznej Północ-Południe (fr. Société du chemin de fer électrique souterrain Nord-Sud de Paris, Nord-Sud) budowę linii pomiędzy Montmartre (właściwie Notre-Dame-de-Lorette) i Porte de Versailles. Inauguracja linii miała miejsce 4 listopada 1910, z opóźnieniem wywołanym wylewem Sekwany w styczniu 1910 r.
Obie spółki, CMP i Nord-Sud, współistniały aż do 1929, kiedy to zostały połączone pod szyldem CMP. Stosowały one kompatybilne technologie, jednak charakteryzowały się odmiennym wystrojem stacji i pociągów. Na obu sieciach istniały dublujące się nazwy stacji (na przykład dwie stacje Grenelle). W 1913 roku metro liczyło już 10 linii: osiem należących do CMP i dwie w gestii Nord-Sud (obecne linie 12 i 13 na północ od stacji Saint-Lazare). Liczba pasażerów rocznie wzrosła z 55 milionów w 1901 do 467 milionów w 1913. Rozwój sieci postępował podczas I wojny światowej, a w okresie międzywojennym otwarte zostają linie 9, 10 i 11. W 1929 r. CMP wchłonęła obie linie należące do znajdującej się w kłopotach finansowych spółki Nord-Sud, za obopólnym porozumieniem przedsiębiorstw.

### Pierwsze przedłużenia w kierunku przedmieść
W 1929 r. władze departamentu Seine podjęły decyzję o wydłużeniu 15 odcinków metra na bliskie przedmieścia (petite couronne), gdzie populacja sięgnęła już 2,5 mln, niemal dorównując liczbie mieszkańców wewnętrznego (intra-muros) Paryża (3 mln). Oprócz tego miały zostać zbudowane także trzy zupełnie nowe linie.
W 1939 r. oszczędności motywowane wybuchem II wojny światowej wymusiły zamknięcie części stacji, co nie przeszkodziło metru przewieźć półtora miliarda pasażerów w 1941 r., kiedy komunikacja autobusowa nie funkcjowała z powodu braku paliwa i opon.
W 1949 r. gotowych było dziewięć przedłużeń linii na przedmieścia, zrealizowanych w ramach projektu z 1929: linia 1 dotarła do Neuilly na zachodzie i do Vincennes na wschodzie, linia 3 do Levallois-Perret, linia 5 do Pantin, linia 7 do Ivry-sur-Seine, linia 9 do Boulogne-Billancourt, linia 11 do Lilas, a linia 12 do Issy-les-Moulineaux.
1 stycznia 1942 r. CMP barona Empain połączyła się ze Spółką Transportu Publicznego w Regionie Paryskim (fr. Société des transports en commun de la région parisienne, STCRP), która zarządza komunikacją naziemną. Jej sieć z kolei została przejęta w 1949 roku przez Autonomiczny Zarząd Transportu Paryskiego (fr. Régie autonome des transports parisiens, RATP), utworzony ustawą z 21 marca 1948 r. Metro paryskie jest do dziś zarządzane przez ten organizm, który nie stanowi już zakładu komunalnego (fr. régie), jak wskazuje jego nazwa, a przedsiębiorstwo publiczne o charakterze przemysłowym i handlowym (fr. établissement public à caractère industriel et commercial, EPIC). W gestii RATP znajduje się także kolej linowo-terenowa na Montmartre, linie autobusowe i tramwajowe oraz część linii A i B kolei podmiejskiej RER.

### Modernizacja sieci

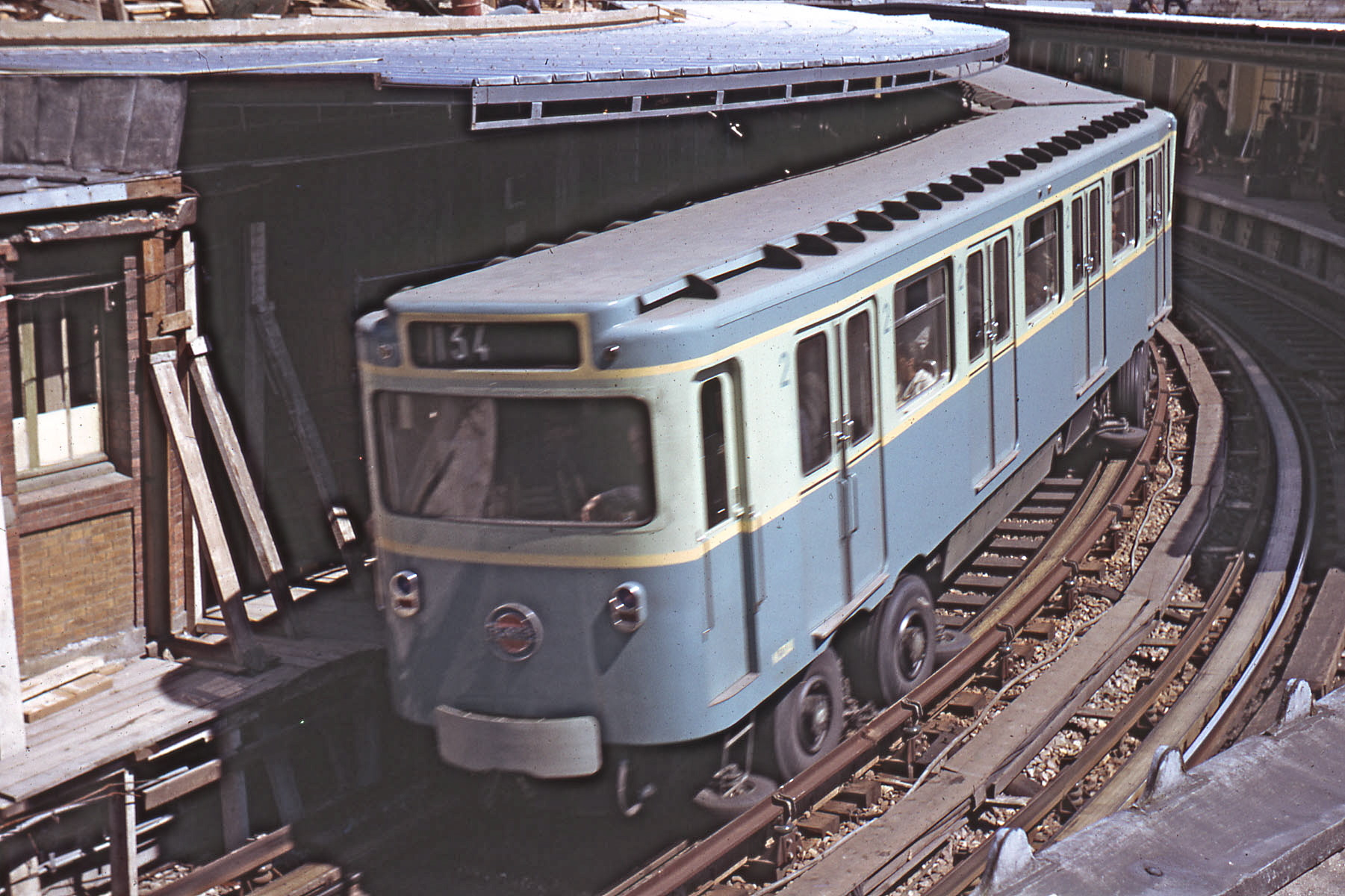
Skład MP 59 na linii 1 w oryginalnym malowaniu na stacji Bastille w 1963 r.

Dwa dziesięciolecia między 1952 a 1972 r. były trudnym okresem w historii metra w Paryżu – komunikacja indywidualna przeżywała rozkwit, a z braku funduszy i woli polityków nie następowała rozbudowa sieci. Większe inwestycje ograniczały się do wprowadzenia pociągów podzielnych i oryginalnej koncepcji pociągów ogumionych (MP 55, a następnie MP 59) na niektórych liniach, jak również do częściowego remontu wystroju stacji. W 1962 r. rozpoczęły się prace nad linią A kolei podmiejskiej Réseau Express Régional (RER), nowym środkiem transportu stanowiącym uzupełnienie metra.
Od 1967 r. składy Sprague-Thomson zastępowano nowym taborem serii MF 67. Linia 3 była pierwszą, którą kursowały składy o wszystkich wagonach wyposażonych w silniki, co pozwoliło na lepsze przyspieszenie. W dalszej perspektywie to rozwiązanie zostało jednak zarzucone. Pociągi typu Sprague-Thomson ostatecznie przestały kursować w 1983 r.
Pierwszy kryzys naftowy spowodował wznowienie rozbudowy metra od 1972 r.
Między 1969 a 1973 r. kontrolerów biletów sukcesywnie zastąpiły bramki wejściowe (turnikiety).
W 1978 r. rozpoczęła się eksploatacja nowych składów MF 77. Dzięki swojej ergonomii miały zapewnić obsługę linii sięgających daleko na przedmieścia, co wymagało osiągania wysokich prędkości maksymalnych.

### Współczesne przedłużenia i otwarcia linii

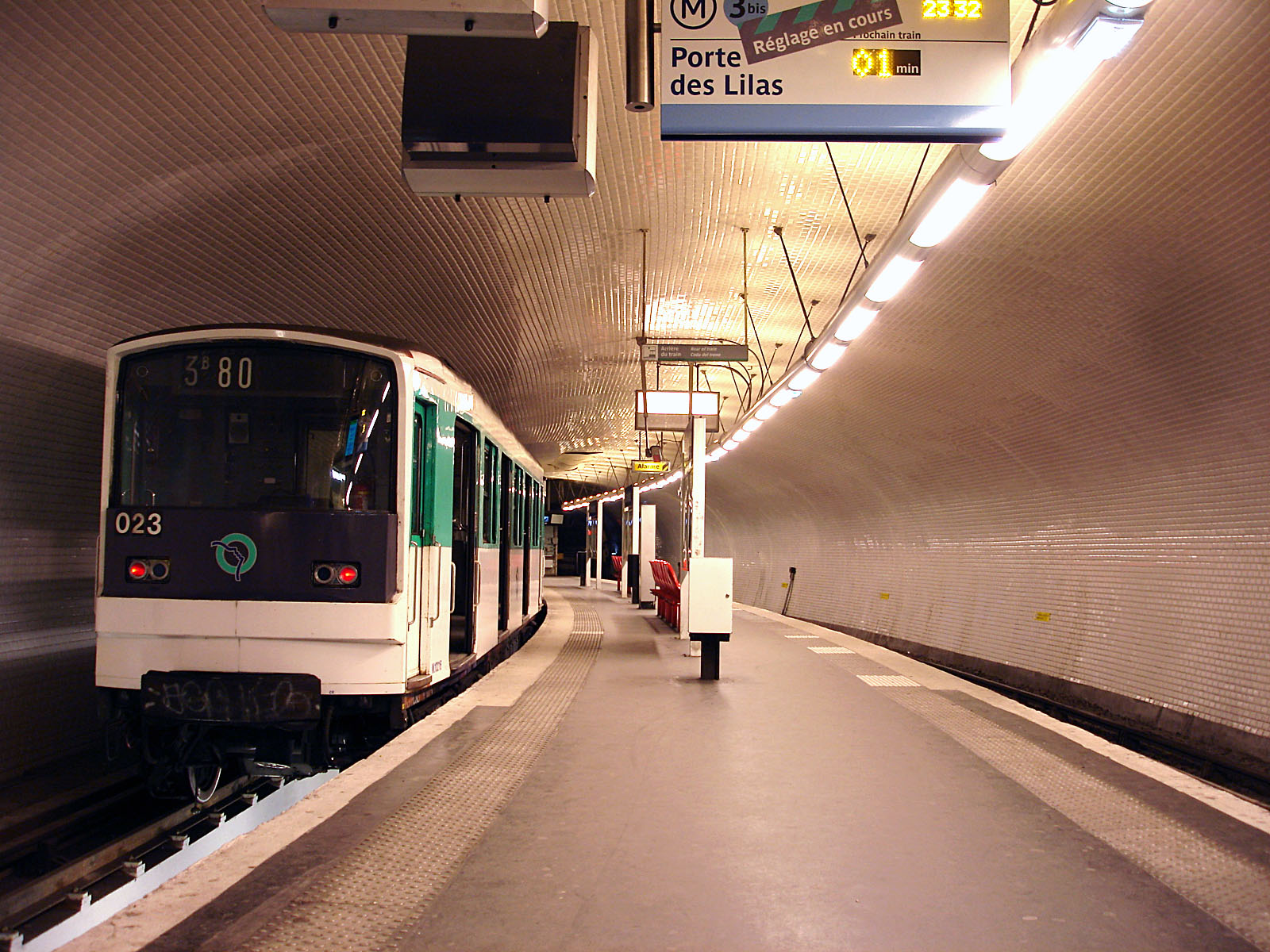
Skład MF 67 na stacji Gambetta (linia 3 bis) w styczniu 2010 r.

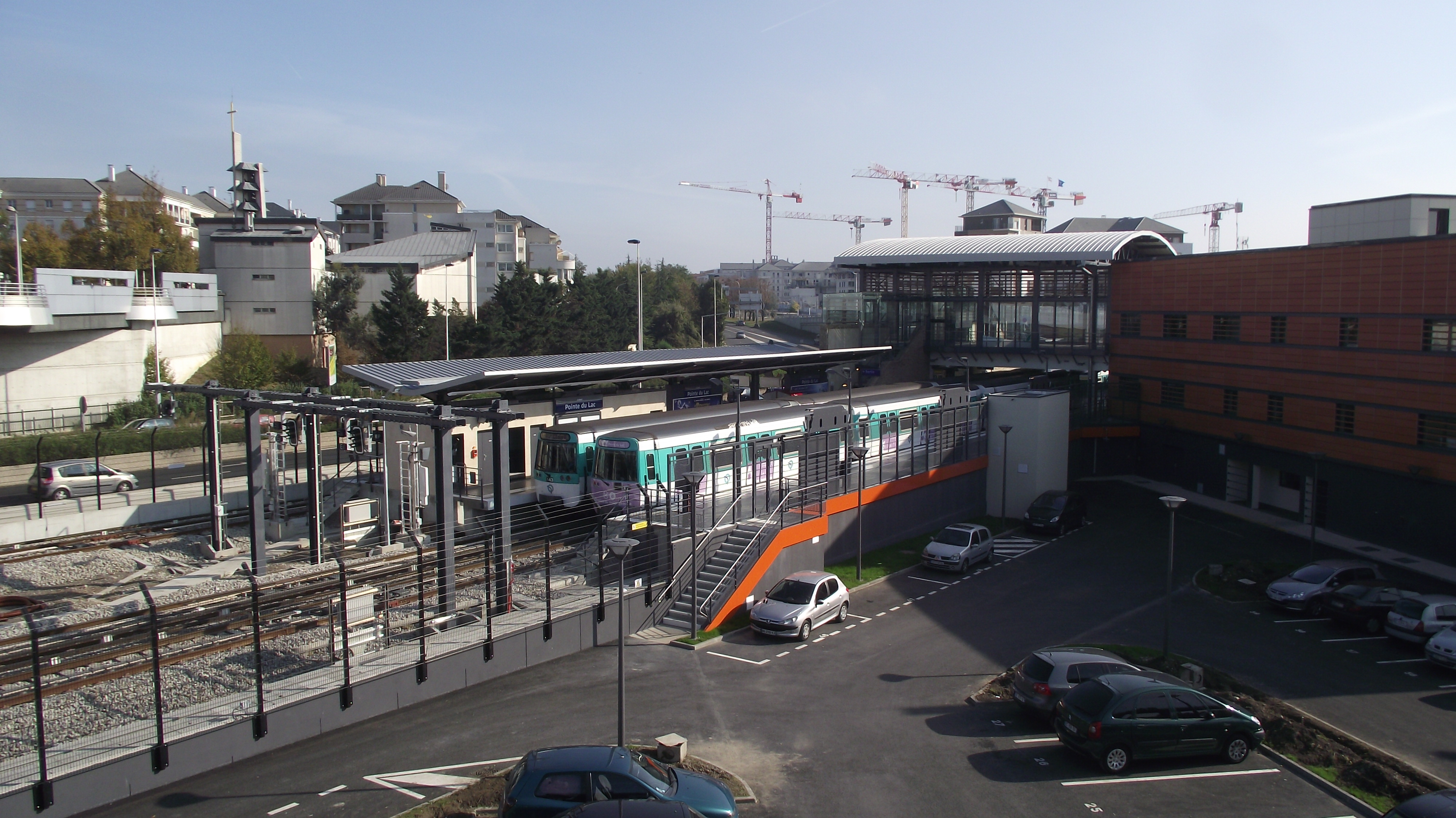
Stacja Pointe du Lac (linia 8) w październiku 2011 r.

Liczba linii metra zwiększała się odtąd wyłącznie z powodu odłączenia najmniej uczęszczanych odcinków linii 7 i 3, które stają się niezależnymi liniami 7 bis (w 1967 r.) i 3 bis (w 1971 r.). Następnie liczba linii zmniejszyła się z 16 do 15 w wyniku połączenia w latach 70. ówczesnych linii 13 (północna część aktualnej linii 13) i 14 (dawna linia łącząca Invalides z Porte de Vanves) po ukończeniu połączenia między Saint-Lazare i Invalides.
Od lat 70. uruchamiano odcinki mające zapewnić lepszą obsługę bliskich przedmieść (petite couronne) Paryża:
- 19 września 1970[16]: przedłużenie linii 8 od Charenton – Écoles do Maisons-Alfort – Stade.
- 2 kwietnia 1971[13]: przedłużenie linii 3 od Gambetta do Gallieni.
- 27 kwietnia 1972[16]: przedłużenie linii 8 od Maisons-Alfort – Stade do Maisons-Alfort – Les Juilliottes.
- 24 września 1973[16]: przedłużenie linii 8 od Maisons-Alfort – Les Juilliottes do Créteil – L’Échat.
- 10 września 1974[16]: przedłużenie linii 8 od Créteil – L’Échat do Créteil – Préfecture.
- 21 maja 1976: przedłużenie linii 13 od Carrefour Pleyel do Saint-Denis – Basilique.
- 9 listopada 1976: przedłużenie dawnej linii 14, która staje się jednocześnie linią 13, od Porte de Vanves do Châtillon – Montrouge.
- 4 października 1979: przedłużenie linii 7 od Porte de la Villette do Fort d’Aubervilliers.
- 9 maja 1980: przedłużenie linii 13 od Porte de Clichy do Gabriel Péri – Asnières – Gennevilliers.
- 3 października 1980: przedłużenie linii 10 od Porte d’Auteuil do Boulogne – Jean Jaurès
- 2 października 1981: przedłużenie linii 10 od Boulogne – Jean Jaurès do Boulogne – Pont de Saint-Cloud.
- 10 grudnia 1982[16]: utworzenie odgałęzienia linii 7 od Maison Blanche do Kremlin-Bicêtre.
- 25 kwietnia 1985: przedłużenie linii 5 od Église de Pantin do Bobigny – Pablo Picasso.
- 28 lutego 1985: przedłużenie linii 7 od Kremlin-Bicêtre do Villejuif – Louis Aragon.
- 6 maja 1987[16]: przedłużenie linii 7 od Fort d’Aubervilliers do La Courneuve – 8 Mai 1945.
- 1 kwietnia 1992: przedłużenie linii 1 od Pont de Neuilly do La Défense.
- 25 maja 1998: przedłużenie linii 13 od Basilique de Saint-Denis (dawniej Saint-Denis – Basilique) do Saint-Denis – Université.
- 15 października 1998: otwarcie linii 14 od Madeleine do Bibliothèque François-Mitterrand.
- 16 grudnia 2003: pierwsze przedłużenie linii 14 od Madeleine do Saint-Lazare.
- 27 czerwca 2007: drugie przedłużenie linii 14 od Bibliothèque François-Mitterrand do Olympiades.
- 14 czerwca 2008: przedłużenie linii 13 od Gabriel Péri (dawniej Gabriel Péri – Asnières – Gennevilliers) do Asnières – Gennevilliers – Les Courtilles(inne języki).
- 8 października 2011[17]: przedłużenie linii 8 od Créteil – Préfecture do Pointe du Lac.
- 18 grudnia 2012: przedłużenie linii 12 od Porte de la Chapelle do Front Populaire.
- 23 marca 2013: przedłużenie linii 4 od Porte d’Orléans do Mairie de Montrouge.
- 31 maja 2022: przedłużenie linii 12 od Front Populaire do Mairie d’Aubervillers

### Realizacja linii 14

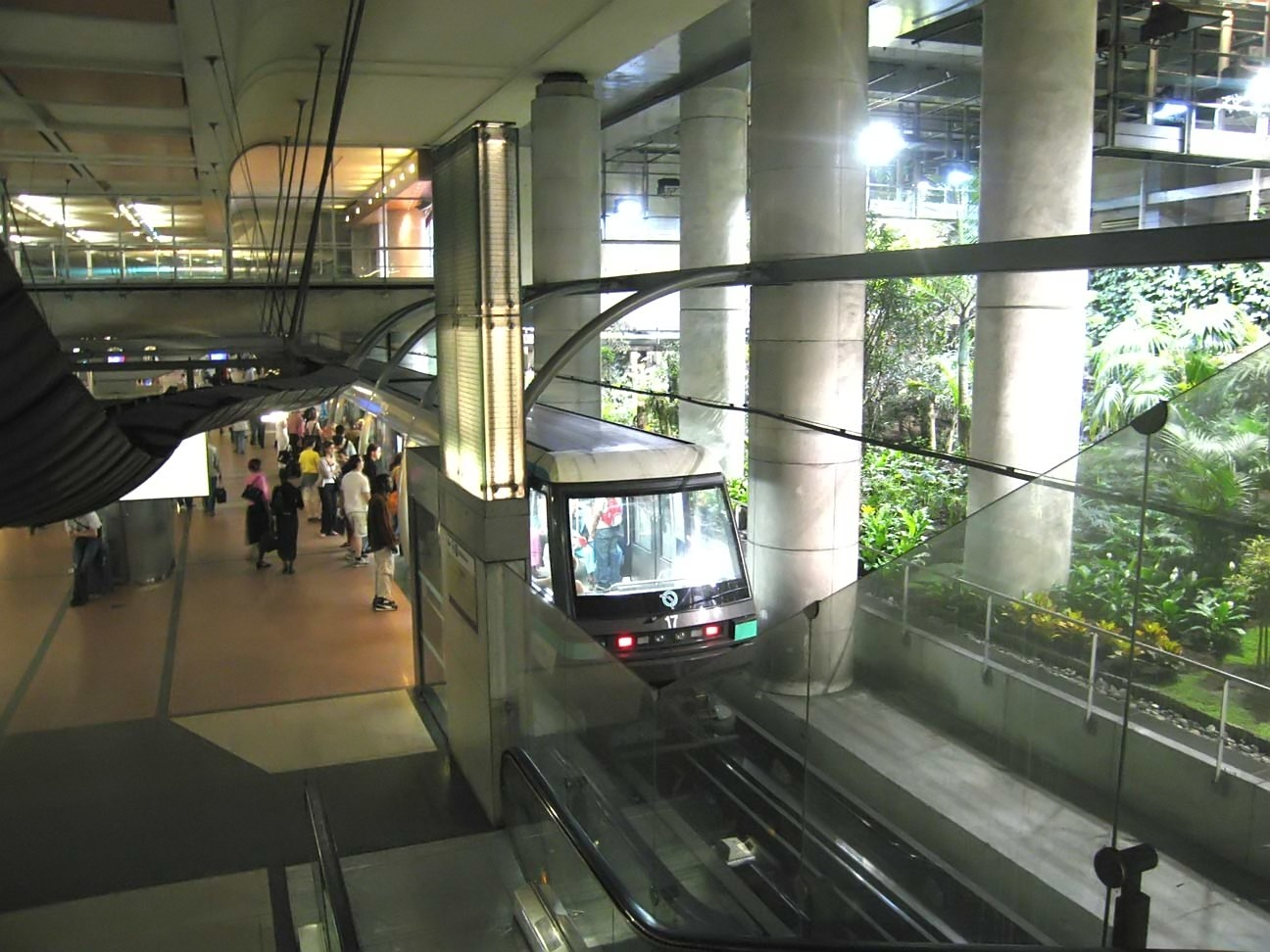
Skład MP 89 CA na linii 14, na stacji Gare de Lyon w czerwcu 2006 r.

15 października 1998 r. otwarto pierwszą zupełnie nową linię od lat 30. Początkowo, z braku środków (STIF jednocześnie finansował projekt EOLE, czyli linii E kolejki RER), linia 14 została uruchomiona tylko między stacjami Bibliothèque François-Mitterrand i Madeleine. W dalszej kolejności przedłużono ją kolejno do Saint-Lazare i Olympiades.
Linia numer 14 jest pierwszą w Paryżu w pełni zautomatyzowaną linią, sterowaną bez udziału maszynistów, dzięki systemowi automatyzacji eksploatacji pociągów (fr. système d’automatisation de l’exploitation des trains, SAET) dostarczonemu przez Siemens Transportation Systems. Układ automatycznie rozsuwanych drzwi peronowych zapewnia bezpieczeństwo na stacjach. Linia charakteryzuje się większymi niż zazwyczaj odległościami między stacjami, zbliżonymi do tych znanych z RER, co owocuje szczególnie wysoką prędkością handlową. Linia 14, jej pociągi, jak również rozmiary i dekoracja jej stacji stanowią sztandarowy projekt zarówno dla RATP, jak i dla spółek Alstom i Siemens Transportation Systems. Na stacjach mogą zmieścić się 8-wagonowe pociągi, jednak aktualnie na linii kursują składy o 6 wagonach.

### Automatyzacja linii 1

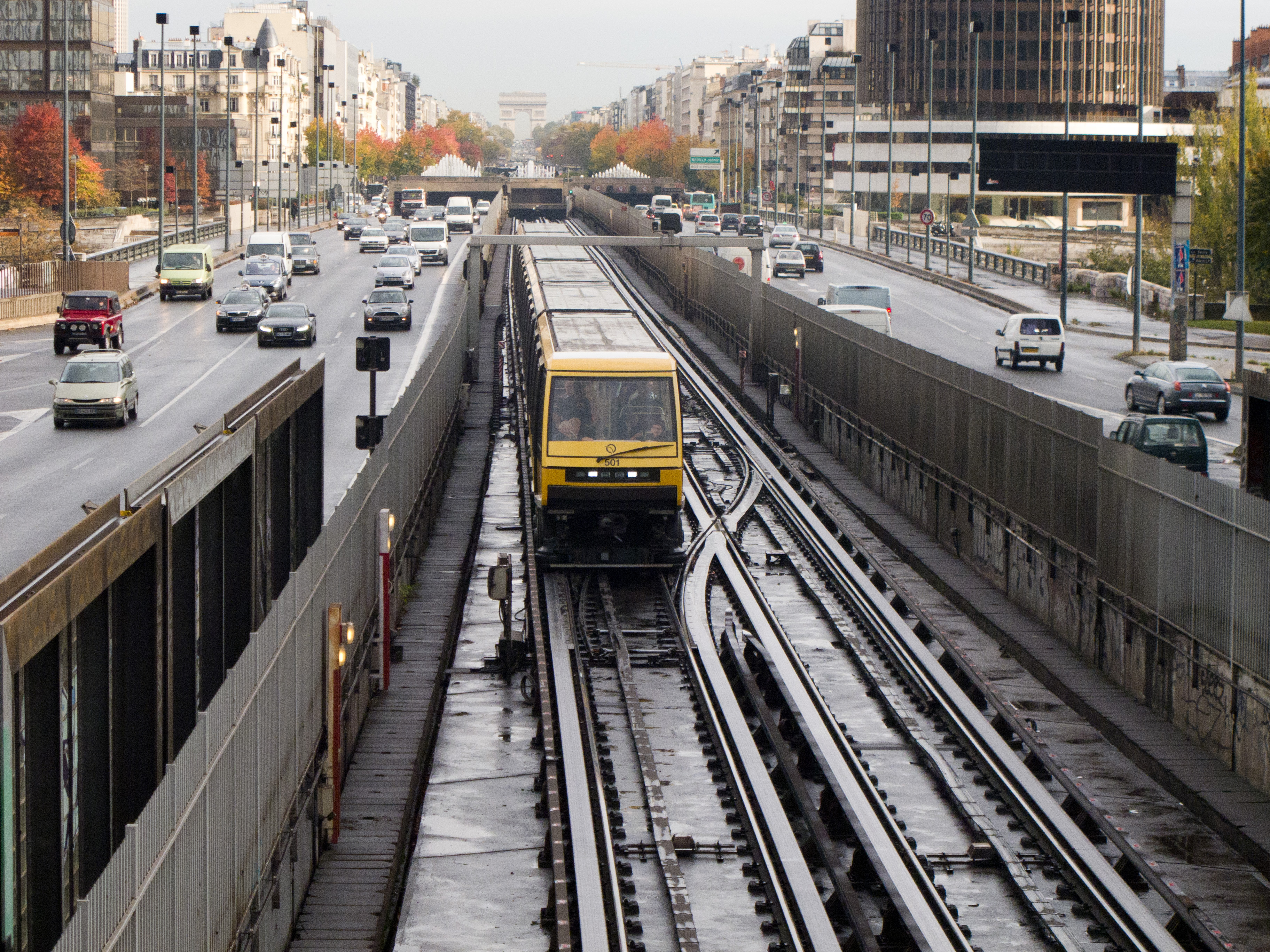
Skład MP 05 oklejony złotą folią w pierwszym dnia kursowania na linii 1. Pont de Neuilly, listopad 2011 r.

Po uruchomieniu pierwszej całkowicie automatycznej linii kolejnym kamieniem milowym w najnowszej historii metra była pierwsza pełna automatyzacja linii już istniejącej, ale sterowanej przez maszynistów. W 2005 roku RATP zdecydowała się na taki krok wobec najbardziej obciążonej linii 1 w celu zwiększenia jej przepustowości. Prace przeprowadzono bez większych przerw w kursowaniu, co było dużym osiągnięciem, zważywszy na skalę ruchu na linii.
Prace nad automatyzacją rozpoczęły się w 2006 r., między innymi remontem okablowania, sygnalizacji bocznej i przekształceniem dawnej pętli przy stacji końcowej Porte Maillot w zakład utrzymania pociągów. Na stacjach przeprowadzono szeroko zakrojone prace remontowe, obejmujące odnowienie ścian i oświetlenia, podniesienie poziomu peronów i instalację systemu automatycznie rozsuwanych drzwi peronowych, które zapobiegają wtargnięciom na tory. Wykonano modernizację centralnej dyspozytorni linii 1 i zainstalowano system automatyzacji eksploatacji pociągów (fr. système d’automatisation de l’exploitation des trains, SAET) dostarczony przez firmę Siemens Transportation Systems.
RATP zdecydowała wyposażyć linię w automatyczne składy serii MP 05 wyprodukowane przez firmę Alstom. Pierwsze pociągi bez maszynisty wyjechały na trasę 3 listopada 2011 r., rozpoczynając okres przejściowy, w którym linia 1 obsługiwana była składami automatycznymi i tradycyjnymi jednocześnie. Zakończył się on 22 grudnia 2012 r., gdy po linii zaczęły kursować wyłącznie pociągi całkowicie zautomatyzowane.

## Sieć

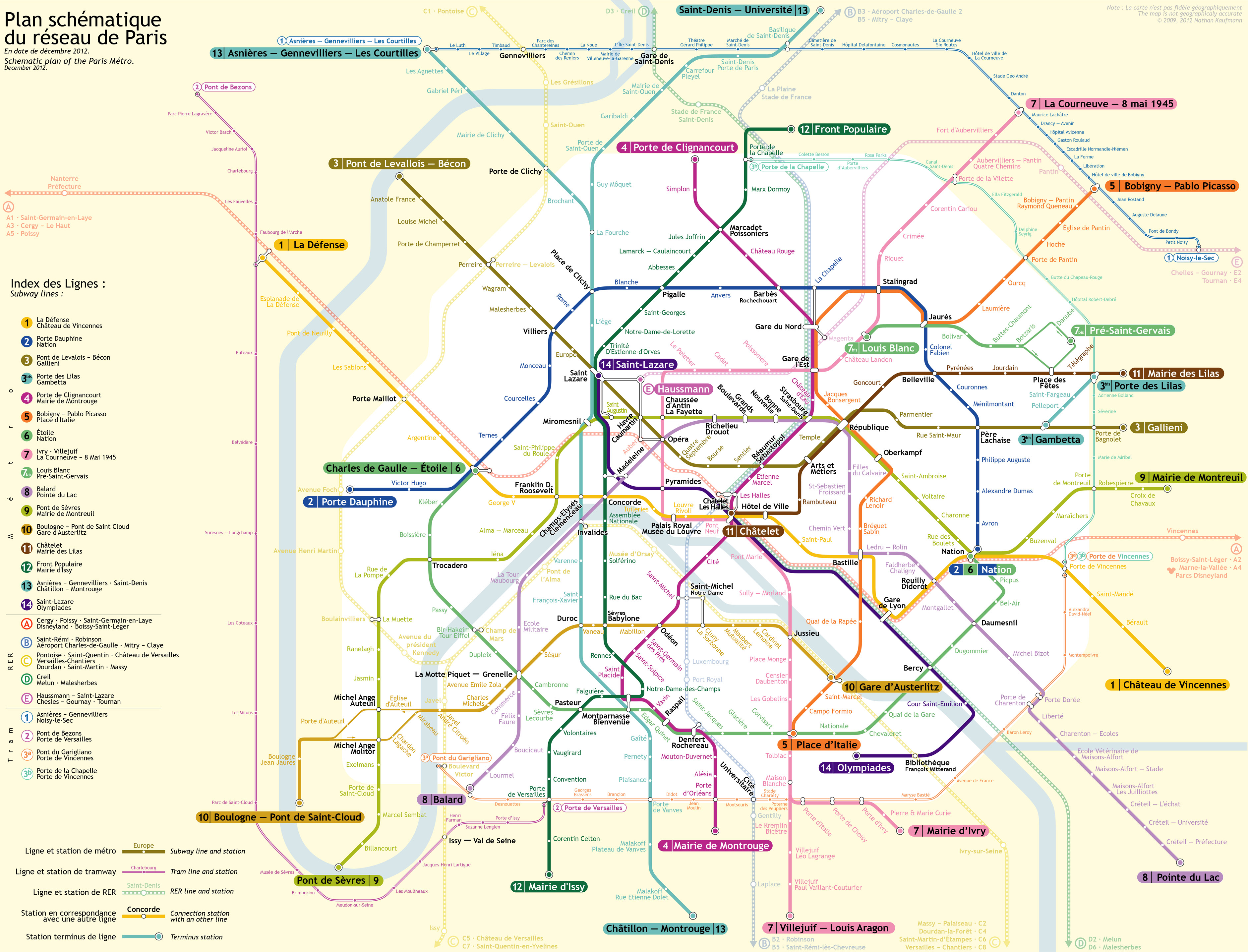
Schemat linii paryskiego metra (stan na marzec 2013)

Od 31 maja 2022 r. długość sieci paryskiego metra wynosi 226,9 km. Składa się na nią 16 linii, poprowadzonych bezkolizyjnie i głównie pod ziemią, oraz 308 stacji (lub 391, jeśli stacje przesiadkowe liczone są dla każdej linii oddzielnie).

### Długość i pokrycie terenu miasta
Sieć metra w Paryżu, długa na 226,9 km, została zaprojektowana tak, by zapewnić możliwie dokładną obsługę miasta – stacje są położone bardzo blisko siebie (średnia odległość na całej sieci 548 m, przy czym na linii 4 wynosi ona 465 m, zaś na linii 14 ponad 1 km), tworząc gęstą siatkę wewnątrz Paryża. Bliskie przedmieścia (petite couronne) są natomiast obsługiwane wyłącznie przez przedłużenia linii, przez co aby dostać się z jednego przedmieścia na drugie, trzeba przejechać przez Paryż. Niska prędkość handlowa praktycznie wyklucza obsługę odległych przedmieść.
Metro paryskie jest w większości podziemne. Odcinki nadziemne przebiegają na wiaduktach w wewnętrznym (intra-muros) Paryżu (linie 1, 2, 5 i 6) i na poziomie gruntu na przedmieściach (linie 1, 5, 8 i 13). Tunele położone są płytko, gdyż różnorodność paryskich gleb nie pozwala na drążenie na dużych głębokościach; ukształtowanie terenu wymusiło kilka wyjątków (wzgórze Montmartre, Ménilmontant). Z powodu niewielkiej głębokości, tunele muszą przebiegać w osi ulic, co skutkuje niekiedy bardzo krętymi trasami – minimalna średnica łuku 75 m, i tak stosunkowo niewielka jak na kolej, została w niektórych miejscach przekroczona (Bastille, Notre-Dame-de-Lorette).
Pociągi poruszają się po liniach wyposażonych tylko w dwa tory, co nie pozwala na ruch pociągów ekspresowych (jak to ma miejsce w Nowym Jorku), gdyż składy obsługują wszystkie napotkane stacje. Linie 7 i 13 są jedynymi, które rozgałęziają się na końcowych odcinkach. Tory, gdy są pod ziemią, niemal zawsze znajdują się we wspólnym tunelu. Ruch jest prawostronny, tak jak w większości systemów metra i tramwaju we Francji, w odróżnieniu od sieci kolejowej SNCF. Rozstaw szyn wynosi 1 435 mm. Zasilanie odbywa się za pośrednictwem bocznej trzeciej szyny, prądem stałym o napięciu 750 V.

### Linie w eksploatacji
Sieć paryskiego metra składa się z 16 linii, w tym dwie krótkie linie „bis”.
| Linia | Stacje końcowe                                                                               | Uruchomienie | Długość w km | Liczba stacji | Ruch         | Tabor                            | Wagonów w składzie | Pasażerowie w mln (2017) |
| ----- | -------------------------------------------------------------------------------------------- | ------------ | ------------ | ------------- | ------------ | -------------------------------- | ------------------ | ------------------------ |
|       | La Défense ↔ Château de Vincennes                                                            | 1900         | 16,6         | 25            | Automatyczny | MP 05                            | 6                  | 181,2                    |
|       | Porte Dauphine ↔ Nation                                                                      | 1900         | 12,3         | 25            | Standardowy  | MF 01                            | 5                  | 105,2                    |
|       | Pont de Levallois – Bécon ↔ Gallieni                                                         | 1904         | 11,7         | 25            | Standardowy  | MF 67                            | 5                  | 101,4                    |
|       | Gambetta ↔ Porte des Lilas                                                                   | 1921         | 1,3          | 4             | Standardowy  | MF 67                            | 3                  | 101,4                    |
|       | Porte de Clignancourt ↔ Bagneux – Lucie Aubrac                                               | 1908         | 14,0         | 29            | Automatyczny | MP 89 CC, MP 89 CA, MP 05, MP 14 | 6                  | 155,9                    |
|       | Bobigny – Pablo Picasso ↔ Place d’Italie                                                     | 1906         | 14,6         | 22            | Standardowy  | MF 01                            | 5                  | 110,9                    |
|       | Charles de Gaulle – Étoile ↔ Nation                                                          | 1907         | 13,7         | 28            | Standardowy  | MP 73, MP 89 CC                  | 5                  | 114,3                    |
|       | La Courneuve – 8 Mai 1945 ↔ Villejuif – Louis Aragon / Mairie d’Ivry                         | 1910         | 22,5         | 38            | Standardowy  | MF 77                            | 5                  | 135,1                    |
|       | Louis Blanc ↔ Pré Saint-Gervais                                                              | 1911         | 3,1          | 8             | Standardowy  | MF 88                            | 3                  | 135,1                    |
|       | Balard ↔ Pointe du Lac                                                                       | 1913         | 23,4         | 38            | Standardowy  | MF 77                            | 5                  | 105,5                    |
|       | Pont de Sèvres ↔ Mairie de Montreuil                                                         | 1922         | 19,6         | 37            | Standardowy  | MF 01                            | 5                  | 137,9                    |
|       | Boulogne – Pont de Saint-Cloud ↔ Gare d’Austerlitz                                           | 1913         | 11,7         | 23            | Standardowy  | MF 67                            | 5                  | 45,3                     |
|       | Châtelet ↔ Rosny-Bois-Perrier                                                                | 1935         | 11,7         | 19            | Standardowy  | MP 14                            | 5                  | 47,1                     |
|       | Mairie d’Aubervilliers ↔ Mairie d’Issy                                                       | 1910         | 17,2         | 31            | Standardowy  | MF 67                            | 5                  | 84,3                     |
|       | Asnières – Gennevilliers – Les Courtilles / Saint-Denis – Université ↔ Châtillon – Montrouge | 1911         | 24,4         | 32            | Standardowy  | MF 77                            | 5                  | 131,4                    |
|       | Mairie de Saint-Ouen ↔ Olympiades                                                            | 1998         | 14,5         | 13            | Automatyczny | MP 05, MP 14                     | 6 lub 8            | 83,3                     |

### Stacje
Metro w Paryżu od 31 maja 2022 r. liczy 308 stacji (lub 391, jeśli stacje przesiadkowe liczone są dla każdej linii oddzielnie). Kilka pokoleń architektów pracowało nad tym, by każda z nich zapewniała jak najlepsze warunki obsługi pasażerów.

#### Stacje czynne
Typowa stacja paryskiego metra znajduje się pod ziemią i posiada dwa tory z dwoma peronami bocznymi o szerokości 4 metrów (niekiedy węższe z powodu małej szerokości ulicy biegnącej nad linią metra). Około pięćdziesięciu stacji posiada inny układ – dawne stacje końcowe posiadają albo dwa tory z peronem wyspowym (stacja Porte Dauphine), albo trzy tory i dwa perony (Carrefour Pleyel), a czasami nawet cztery tory (Château de Vincennes). Istnieją także stacje jednotorowe w miejscach, gdzie z powodu trudnego gruntu stacja została przedzielona ścianą nośną (Saint-Georges) oraz na jednokierunkowych pętlach (Église d’Auteuil). Nietypowy układ stacji, które nie spełniają powyższych reguł, dodaje im oryginalności (Cluny – la Sorbonne).
Długość stacji ustalona w 1900 r. na 75 metrów została następnie zwiększona do 90 metrów na obciążonych liniach (linia 1, 3, 7, 8, 9), a nawet do 105 metrów na niektórych stacjach. Zasadniczo stacje posiadają sklepienie łukowe, a w miejscach, gdzie jest zbyt płytko – płaski sufit na metalowych belkach (stacja Concorde na linii 1). Stacje należące do dawnej sieci Nord-Sud charakteryzują się podwyższonym sklepieniem, wymuszonym przez przewody trakcyjne (zdemontowane po włączeniu kolei Nord-Sud do sieci metra).
Stacje położone na wiaduktach, które zostały zbudowane w pierwszych latach funkcjonowania metra, posiadają perony zadaszone wiatą (linia 2) lub szklanym dachem (linia 6). Najnowsza linia 14 wyróżnia się wśród pozostałych stacjami długimi na 120 metrów, wysokimi sufitami i dwukrotnie większą szerokością peronów.
Wystrój stacji wynika ze stylu wybranego przy planowaniu metra w 1900 r. i stosowanego także przy kolejnych inwestycjach i remontach. Charakteryzuje się on przede wszystkim białymi kafelkami pokrywającymi ściany i sklepienia. Niektóre tzw. „kulturalne” stacje otrzymały oryginalną dekorację tematyczną – pierwszą z nich była Louvre – Rivoli na linii 1, gdzie w podświetlonych niszach umieszczono kopie arcydzieł znajdujących się w pobliskim Luwrze. Wiele innych stacji otrzymało tego typu szczególny wystrój, najważniejsze z nich to Bastille, Hôtel de Ville i Tuileries (linia 1), Parmentier (linia 3), Pont Neuf (linia 7), Cluny – La Sorbonne (linia 10) czy Arts et Métiers (linia 11).

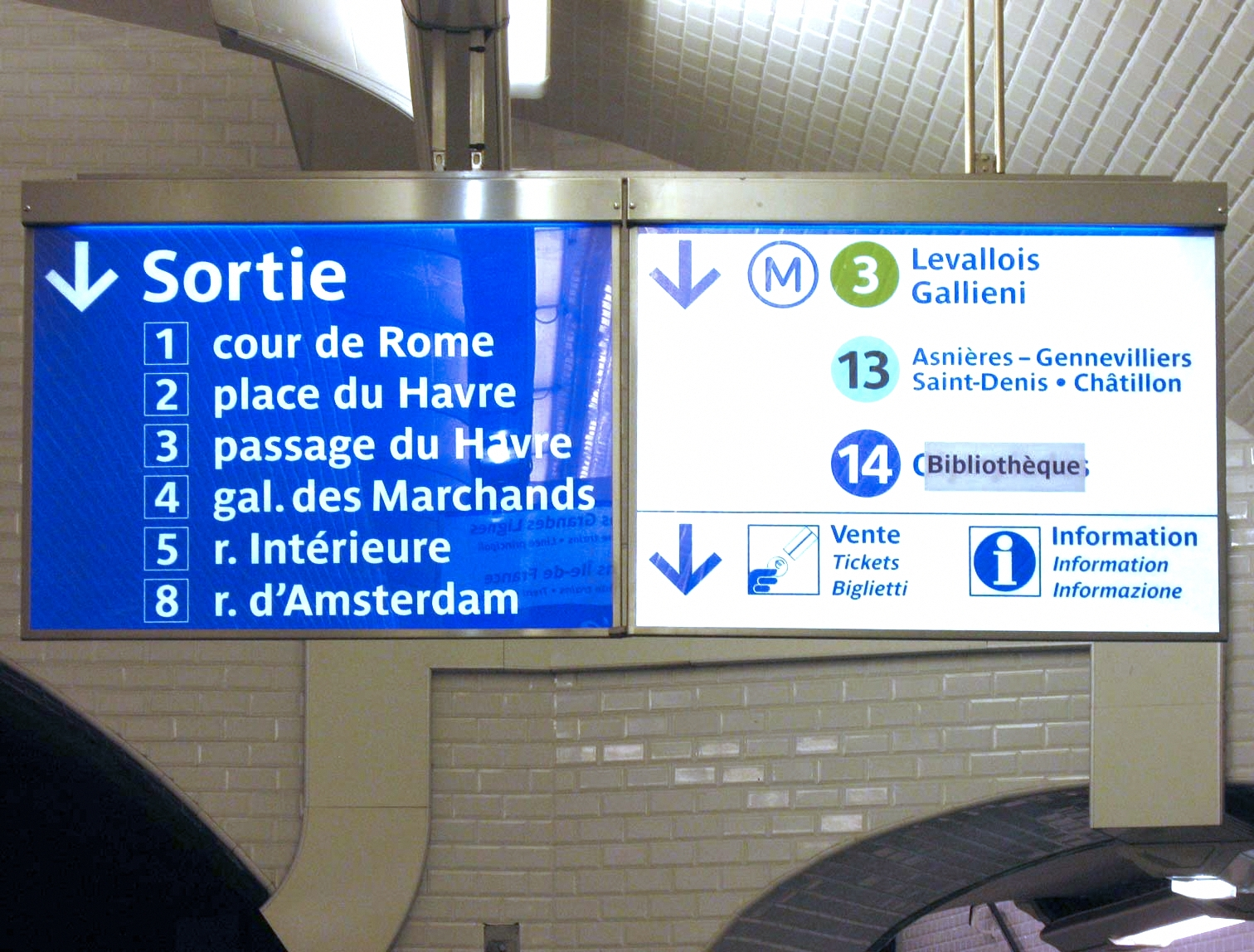
Oznaczenia na stacji Saint-Lazare (linia 12)

Na oznaczenie każdej linii składa się jej numer i stacje końcowe. Pasażer od wejścia na stację (która może być wspólna dla kilku linii) jest prowadzony na pożądany peron przez tablice wskazujące drogę. Na peronie nazwa stacji jest umieszczona na ścianach w regularnych odstępach, podczas gdy numer linii i kierunek są podane na tablicy umieszczonej w połowie długości peronu.
Tablice kierujące do wyjść z peronu mają niebieskie tło, podczas gdy te wskazujące przesiadki są białe (z pomarańczowym akcentem w przypadku starszych tablic). Każda stacja jest wyposażona w system SIEL wskazujący czas do przyjazdu następnych dwóch pociągów.
Od 1996 r. na wszystkich planach i tablicach RATP używa fontu Parisine stworzonego specjalnie dla komunikacji miejskiej w Paryżu. Jest to krój bardziej zwarty i jednolity pod względem szerokości, a jednocześnie bardziej czytelny dla turystów nieprzyzwyczajonych do alfabetu łacińskiego niż standardowe fonty.

#### Stacje nieczynne
Z powodu mobilizacji pracowników metra paryskiego na fronty II wojny światowej, wiele stacji zostało zamkniętych. Po wojnie większość z nich została ponownie włączona do użytku, jednakże zdecydowano, że niektóre (Arsenal, Champ-de-Mars, Croix-Rouge oraz St-Martin) pozostaną zamknięte z tego powodu, iż znajdują się w niewielkiej odległości od innych (np. stacja St-Martin, znajdująca się pomiędzy stacjami République i Strasbourg – Saint-Denis umiejscowiona jest w odległości mniejszej niż 100 m od stacji Strasbourg – Saint-Denis). W całym systemie paryskiego metra istnieją także stacje nigdy nieotwarte (Porte Molitor / Murat oraz Haxo). Wszystkie te stacje nazywane są „Stations fantômes” i są obiektem zainteresowania poszukiwaczy przygód z powodu ich oryginalności.

## Tabor
Aktualną flotę metra w Paryżu stanowi niejednolity tabor, klasyczny (MF) i ogumiony (MP), sterowany ręcznie (CC) i automatycznie (CA). Najstarsze pociągi są w eksploatacji od 1963 r.
Tabor klasyczny

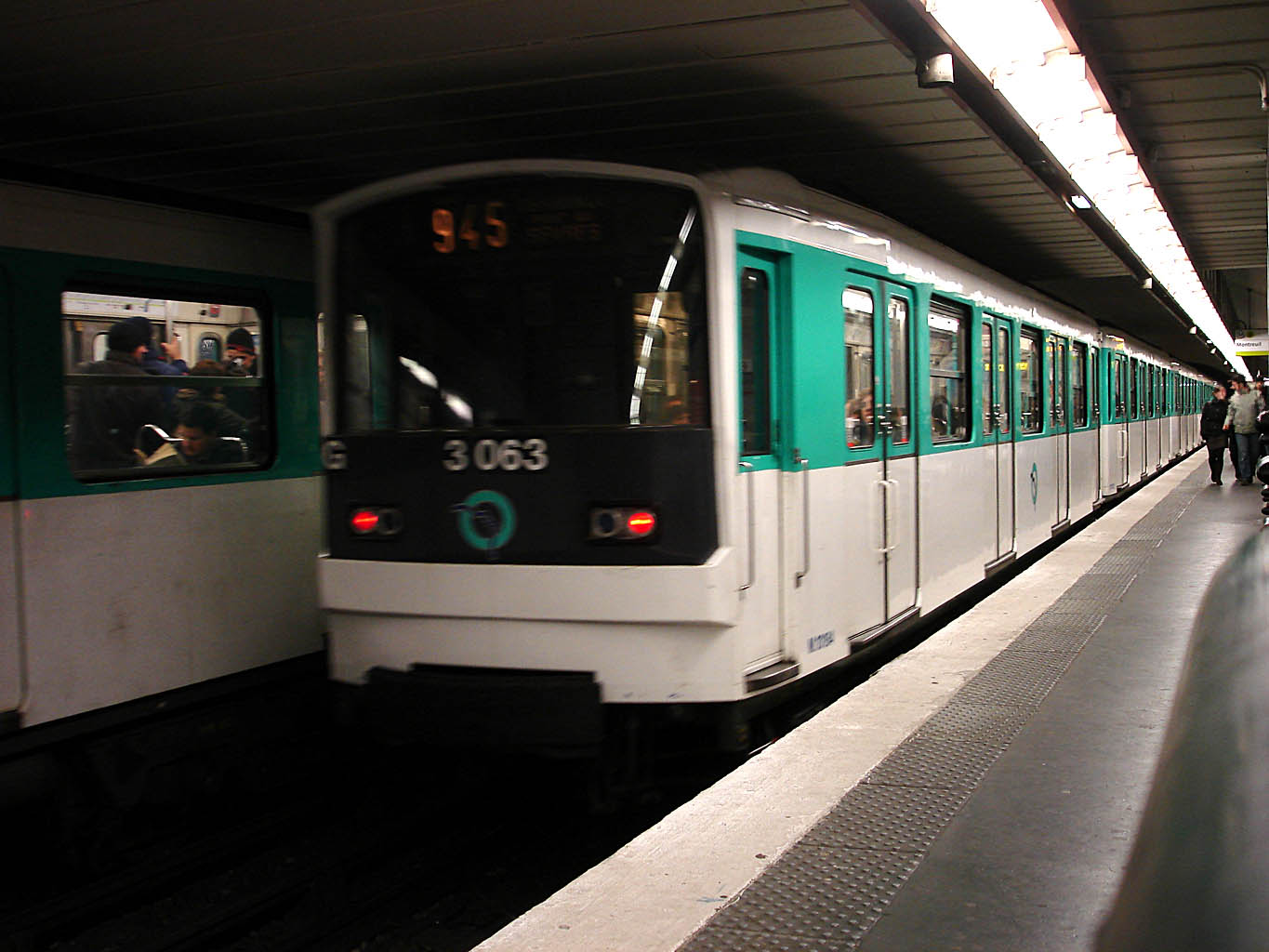
MF 67 (od 1967 r.)
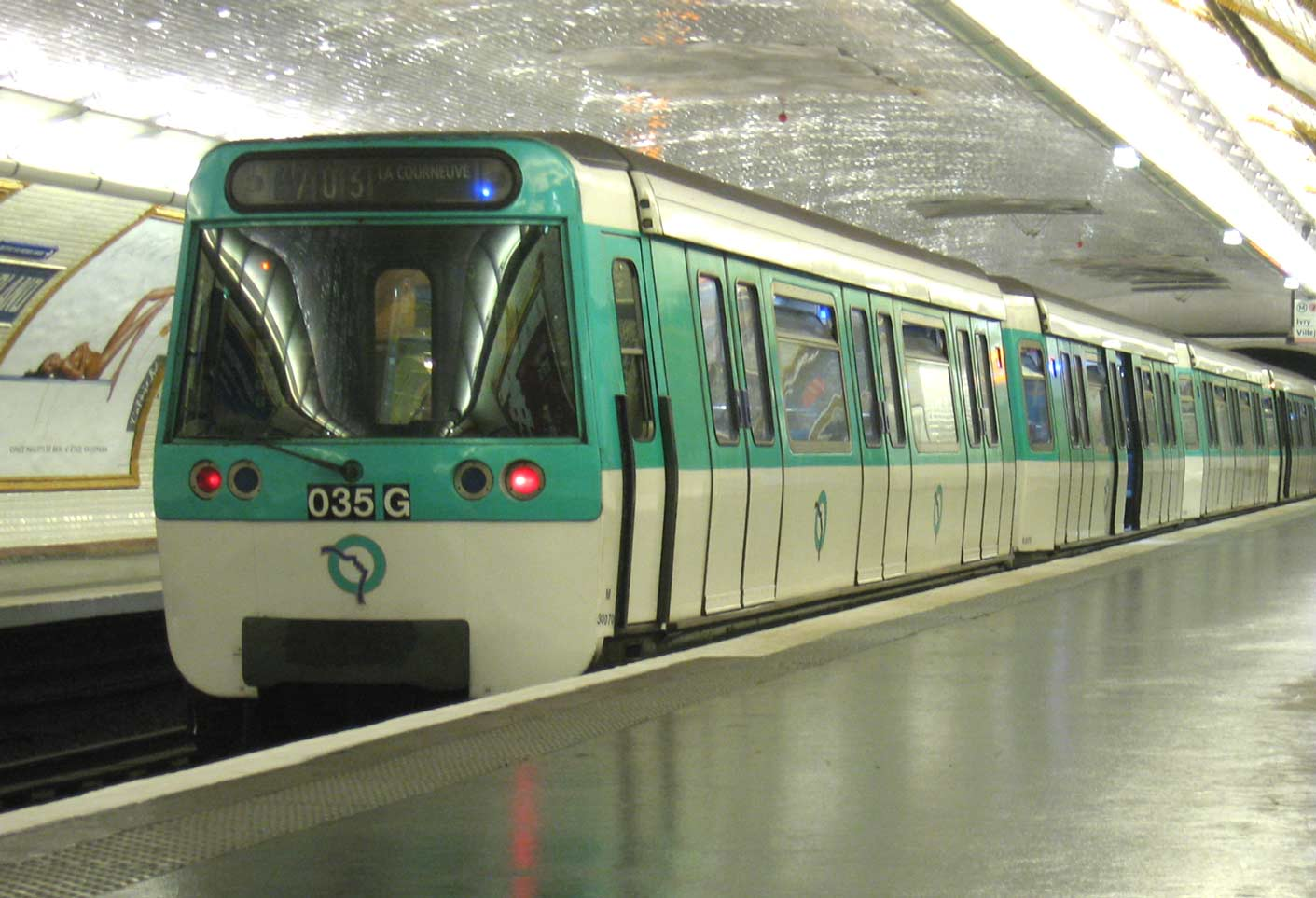
MF 77(inne języki) (od 1978 r.)
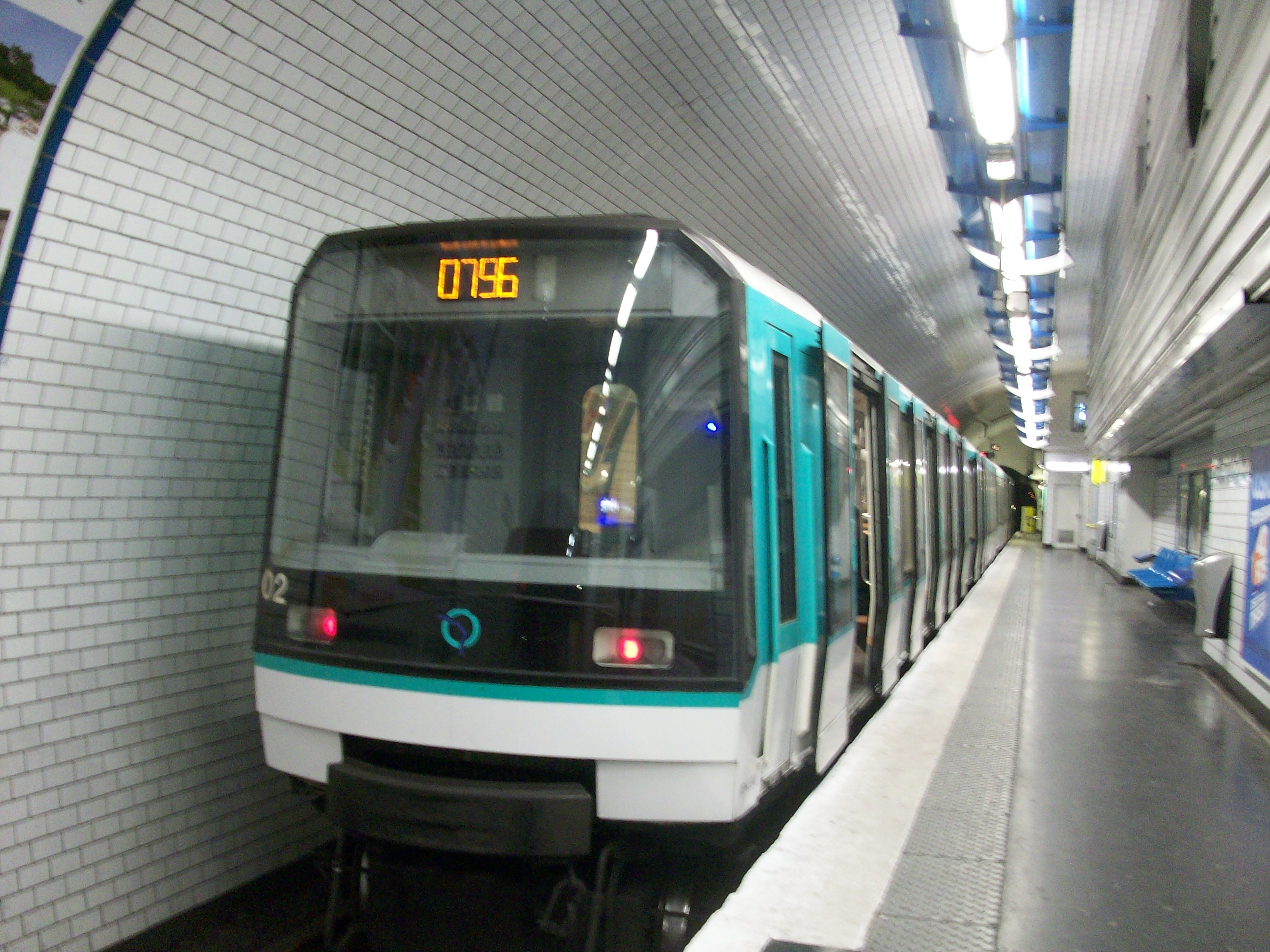
MF 88(inne języki) (od 1993 r.)
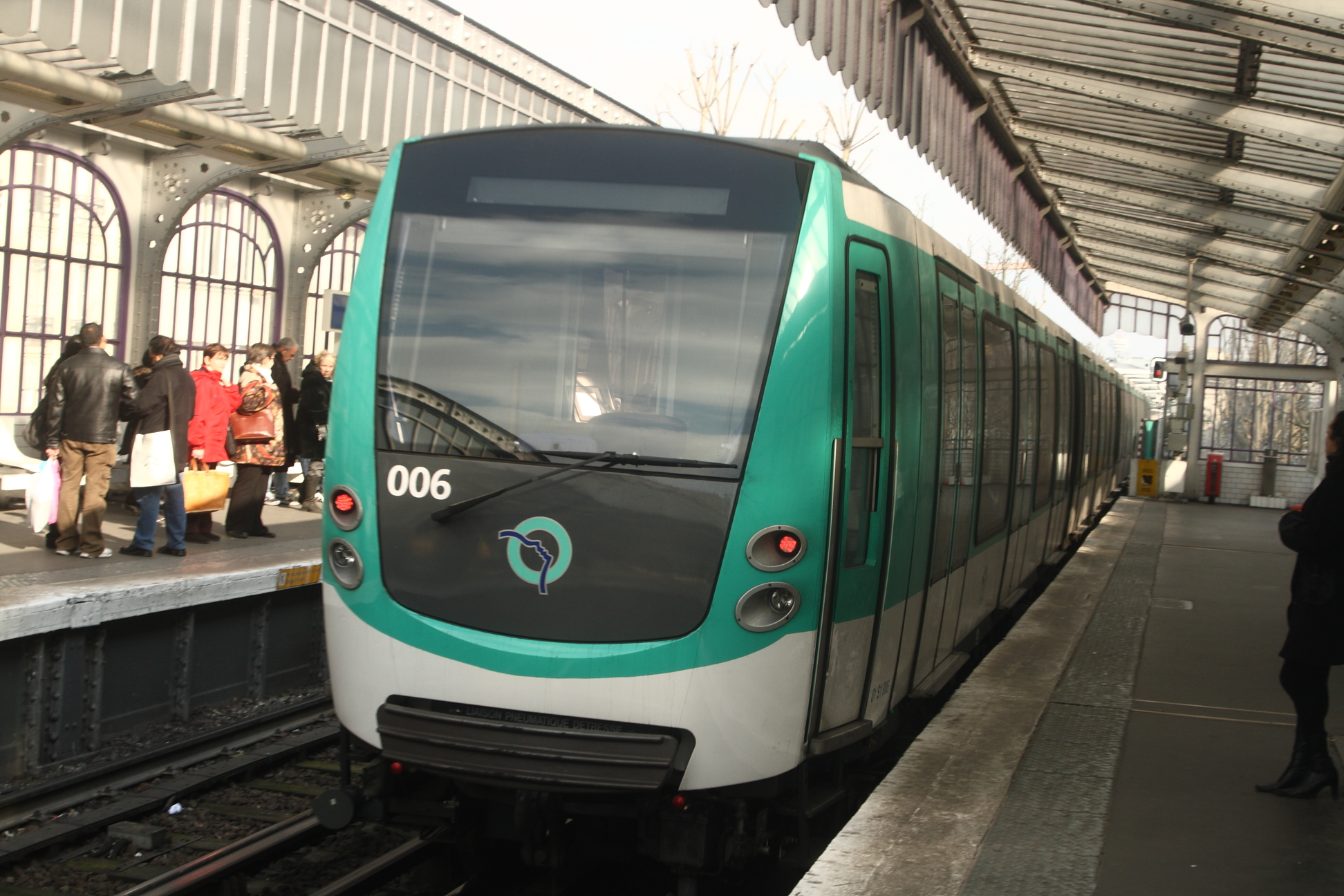
MF 01 (od 2007 r.)

Tabor ogumiony

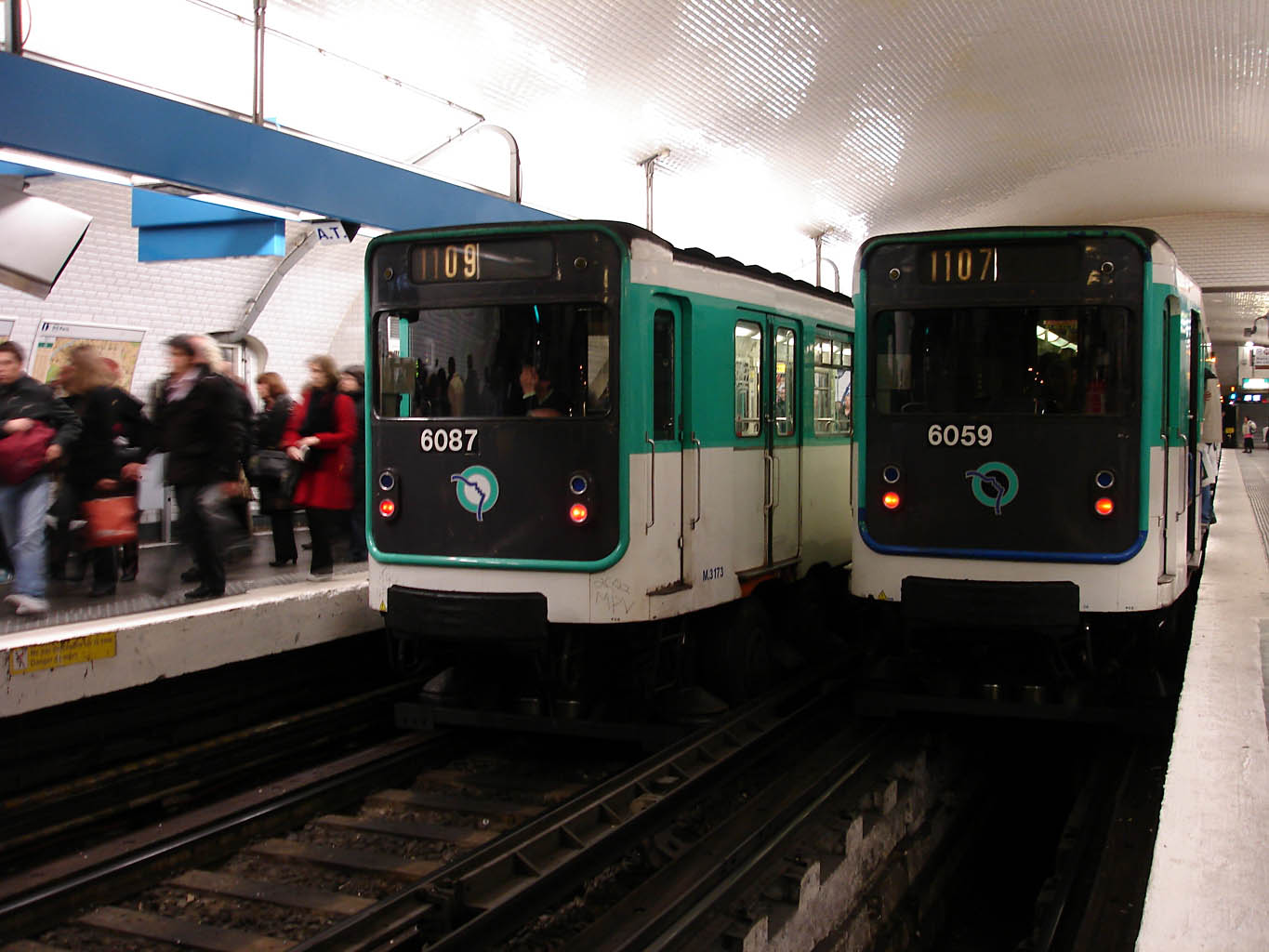
MP 59 (od 1963 r.)
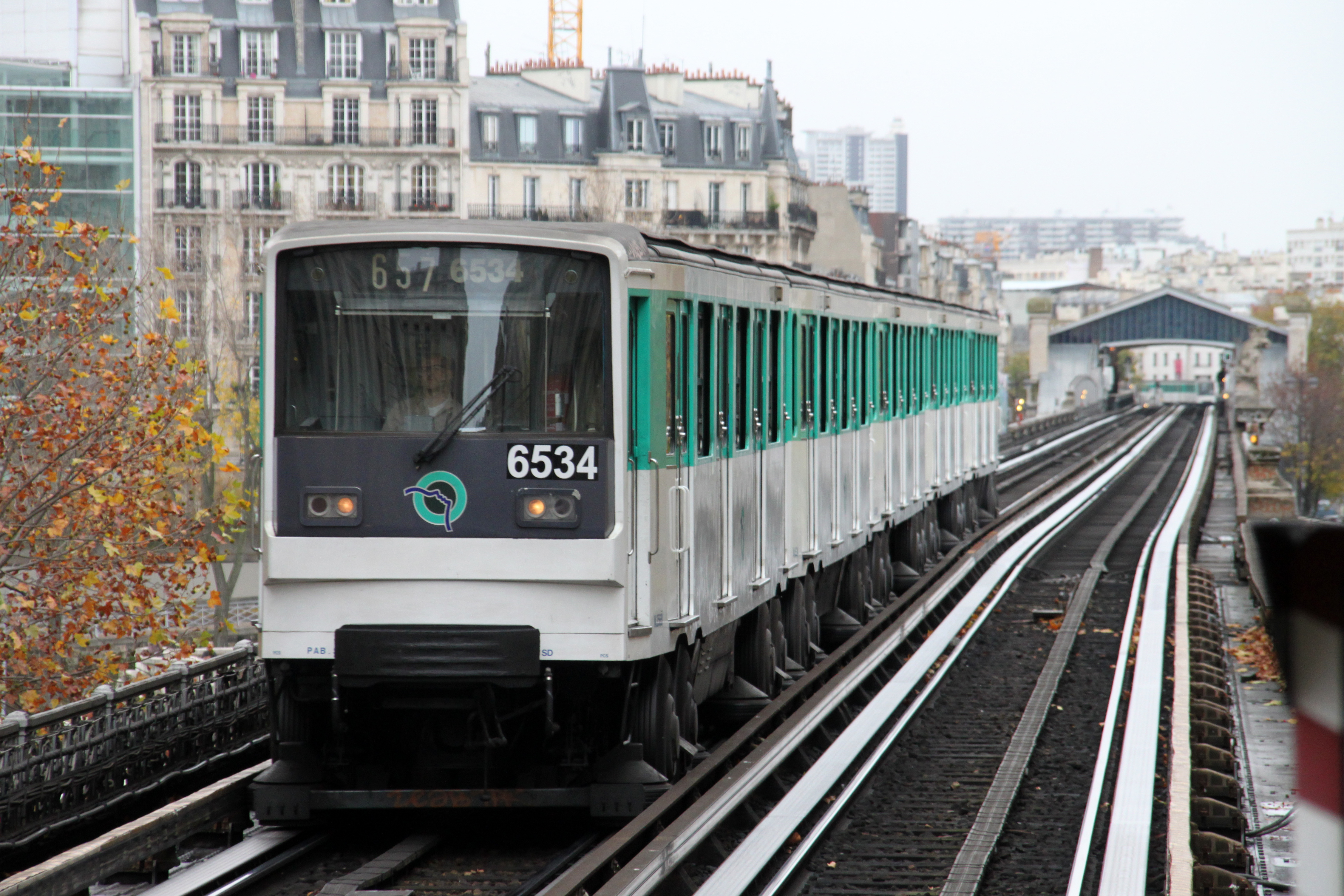
MP 73(inne języki) (od 1974 r.)
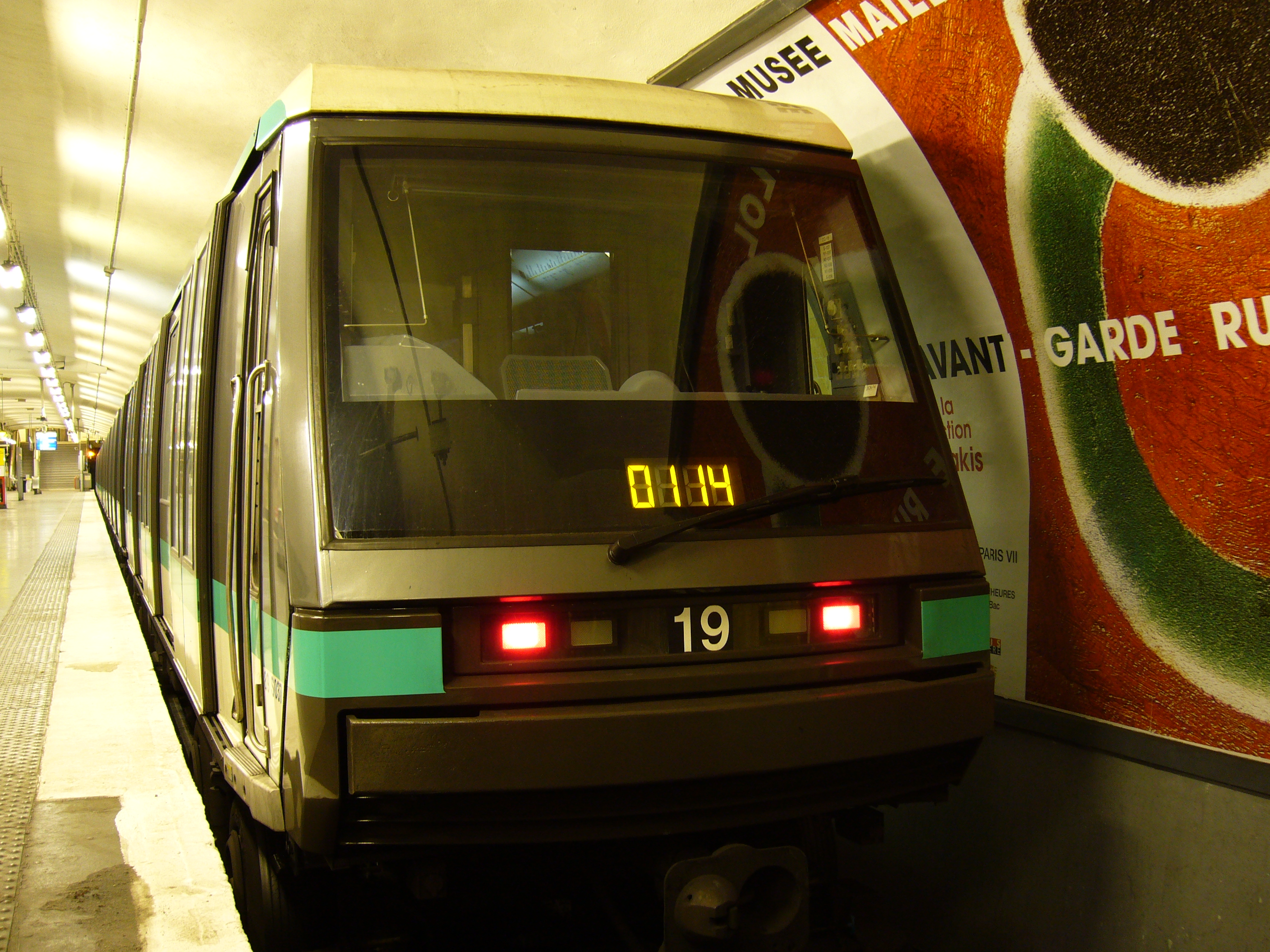
MP 89 CC (od 1997 r.)
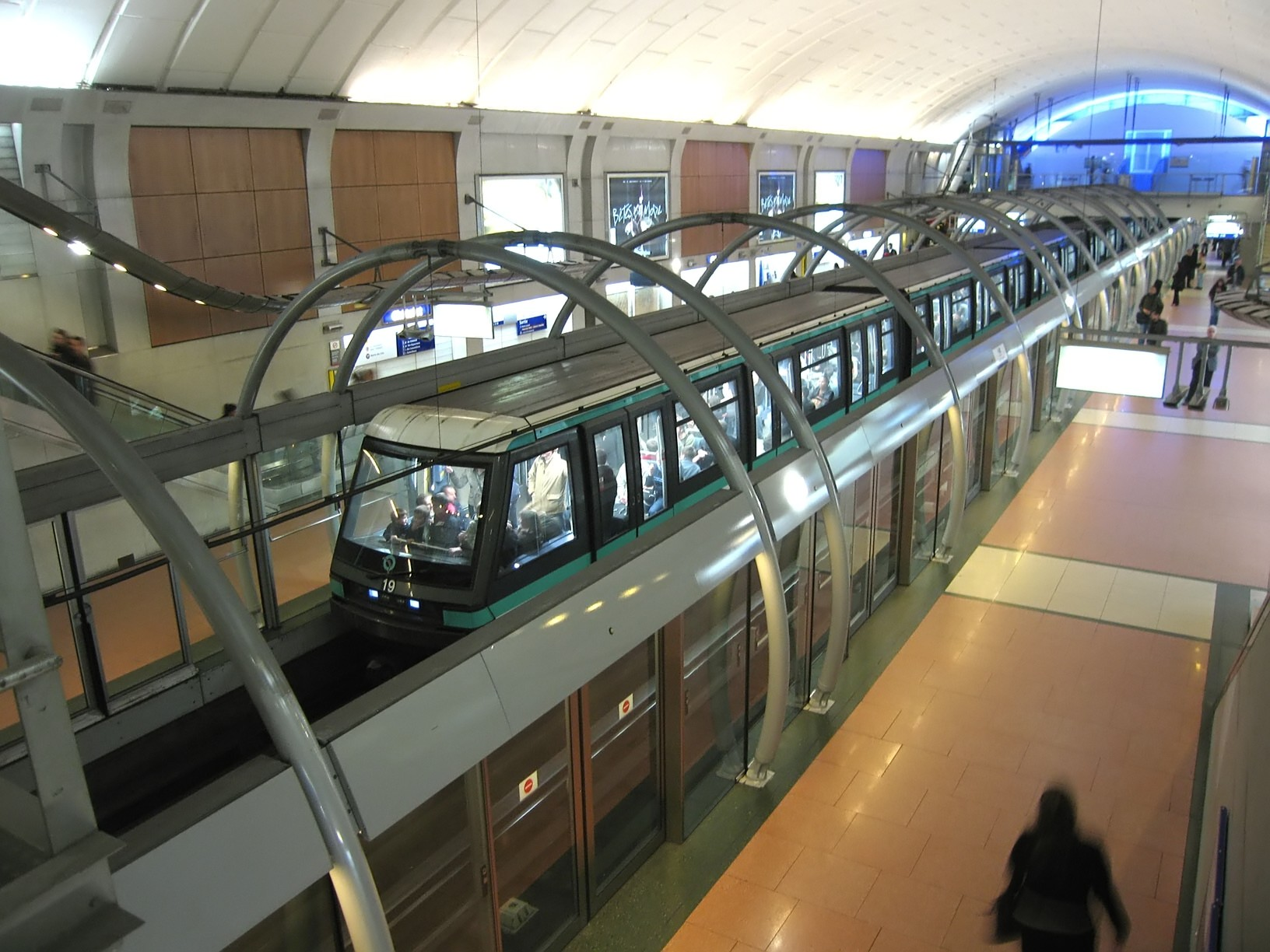
MP 89 CA (od 1998 r.)
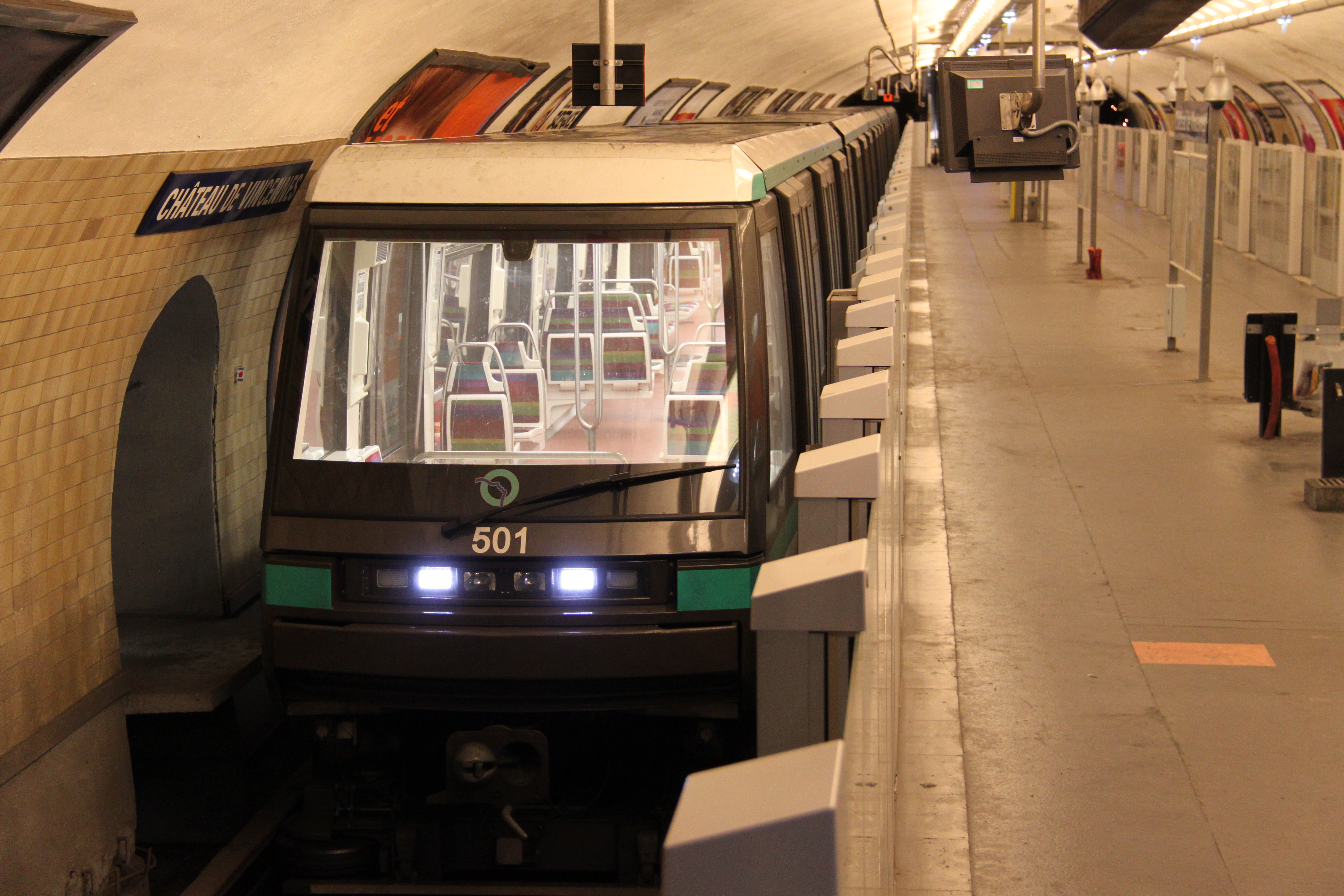
MP 05(inne języki) (od 2011 r.)

Skrajnia w składach paryskiego metra jest stosunkowo niewielka (2,4 m szerokości), w porównaniu do innych tego typu systemów (np. metra w Lyonie ze skrajnią 2,9 m). Pojemność składów wynosi ok. 600–700 pasażerów na liniach 1, 4 i 14, podczas gdy pociągi linii A RER typu MI 2N Altéo mieszczą do 2 600 pasażerów. W przeciwieństwie do metra w Nowym Jorku czy Londynie, w Paryżu wszystkie linie mają taką samą skrajnię. Charakterystyczne dla paryskiego metra jest jego pięć linii w trakcji ogumionej. Ta technologia została opracowana przez RATP i powielona później na innych sieciach (Montreal, Meksyk, Santiago de Chile). W zależności od linii, składy mogą liczyć 3, 4, 5 (na większości linii), 6 (linie 1 i 4) lub 8 (linia 14) wagonów.

### Garażowanie i utrzymanie

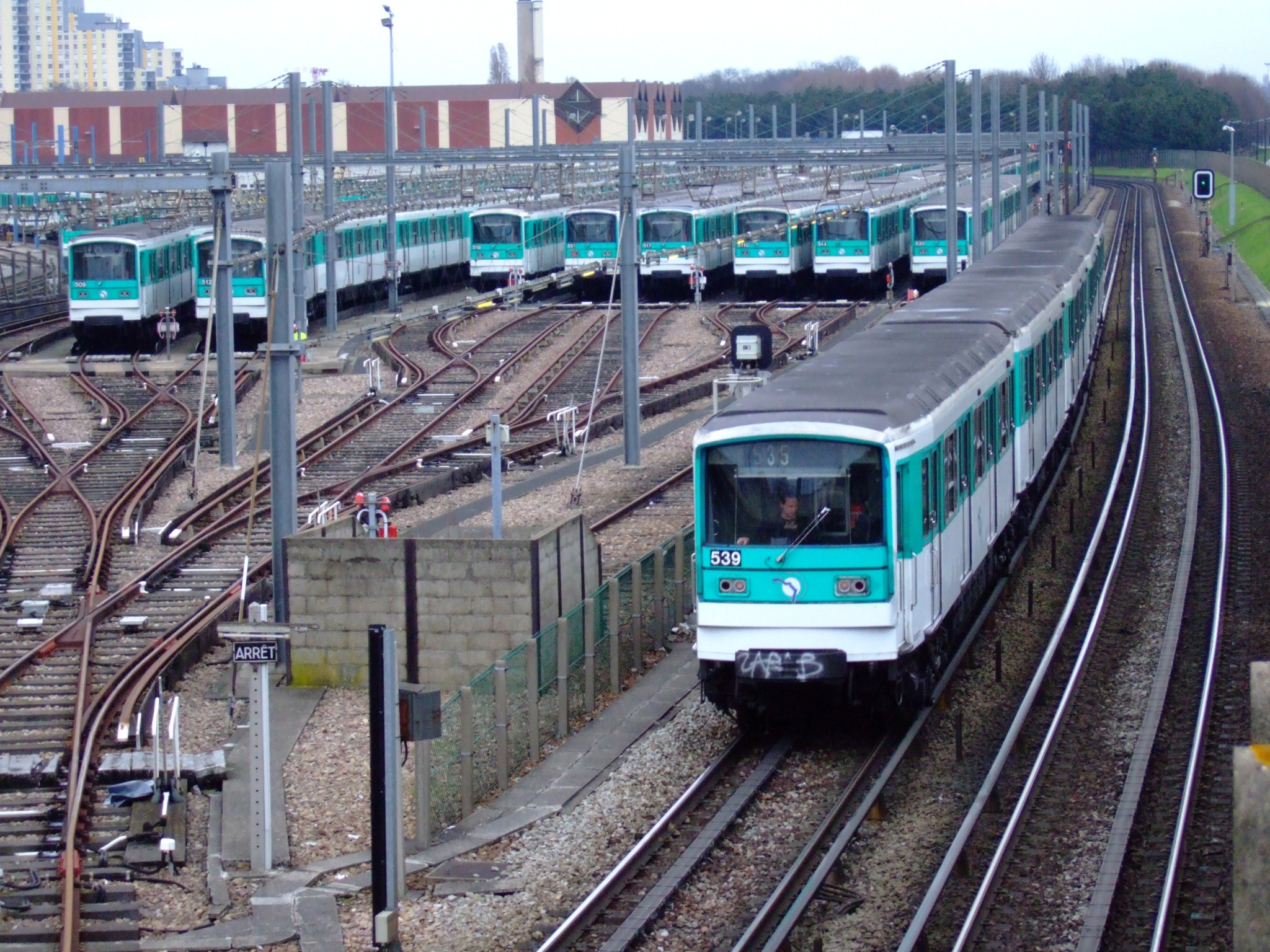
Stacja techniczno-postojowa metra na linii 5 (Bobigny) wypełniona składami MF 67 w marcu 2006 r.

Każda linia metra dysponuje kilkoma podziemnymi torami odstawczymi i stacją techniczno-postojową na ogół znajdującą się na końcu każdej linii, gdzie ma miejsce postój i utrzymanie składów. Stacje techniczno-postojowe zapewniają bieżące kontrole taboru, a w niektórych przypadkach są im przypisane całe serie pociągów – na przykład stacja postojowa Fontenay w miejscowości Fontenay-sous-Bois na przedmieściach zajmuje się utrzymaniem taboru ogumionego (MP 59, MP 73 i MP 89). Podobnie zakład w Saint-Ouen specjalizuje się w składach MF 77, a stacja w Choisy – MF 67 i MF 88.

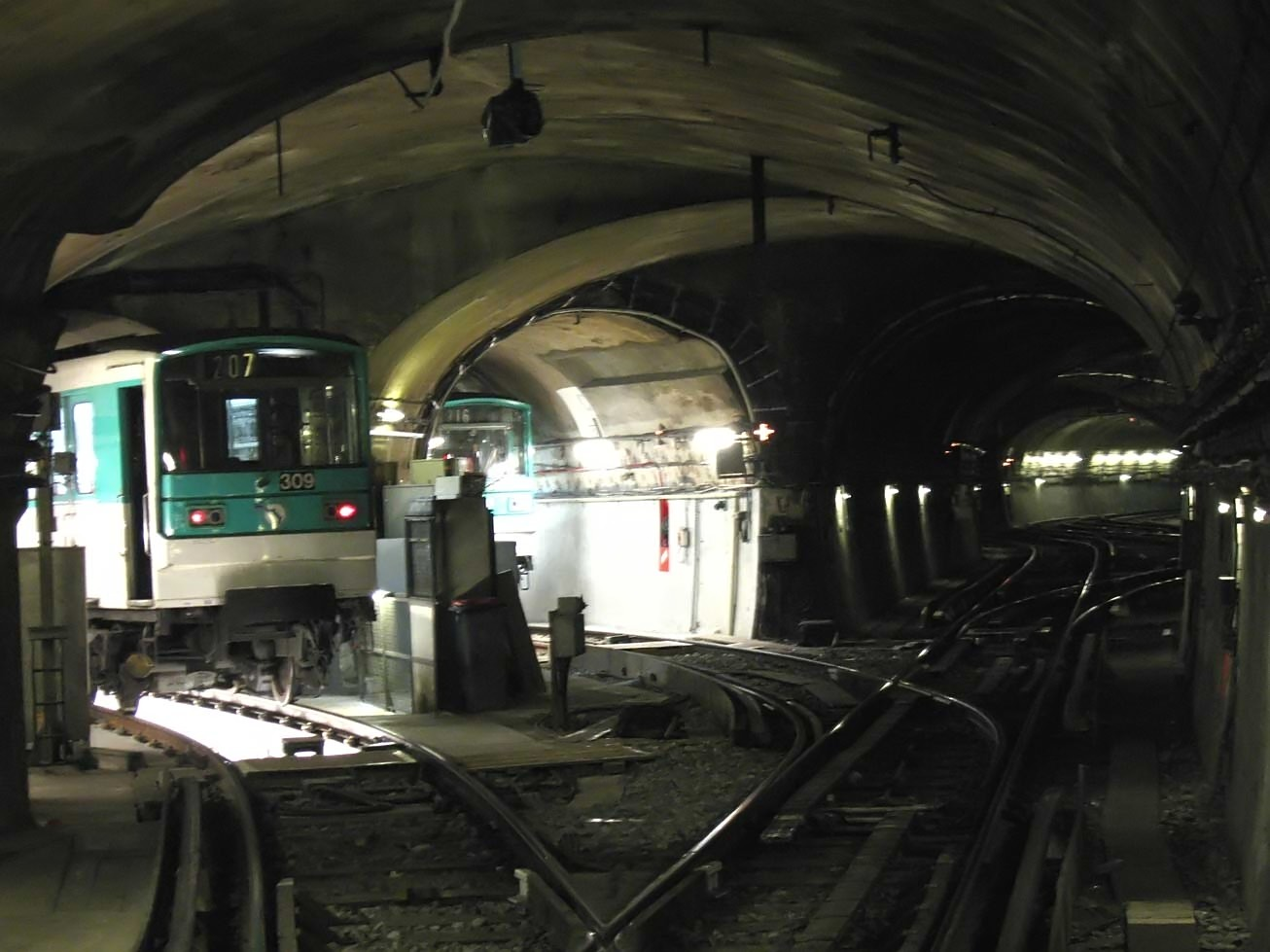
Tory odstawcze przy stacji Nation (linia 2) w październiku 2006 r.
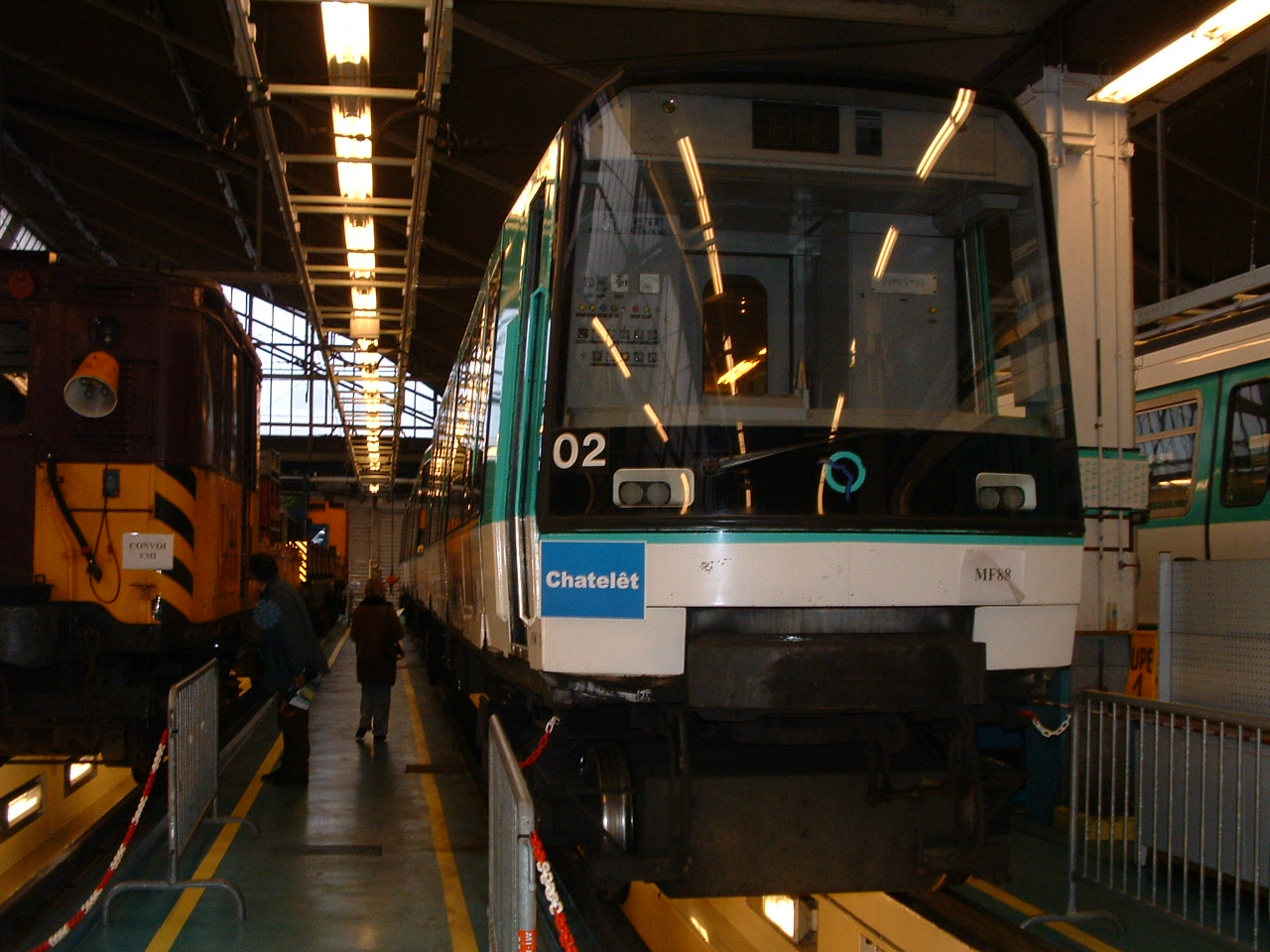
Skład MF 88 na linii 7 bis na torze serwisowym Ateliers de Choisy w 2003 r.
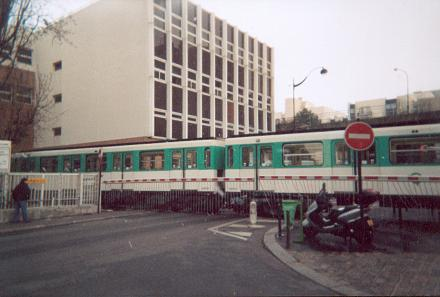
Osobliwość w paryskim metrze – skrzyżowanie jednopoziomowe z ulicą Lagny w 20. dzielnicy, na torze zjazdowym do stacji technicznej (kwiecień 2003 r.)

## Eksploatacja
Eksploatacją metra zajmuje się Autonomiczny Zarząd Transportu Paryskiego (fr. Régie autonome des transports parisiens, RATP), na zlecenie Syndykatu Transportu w Île-de-France (fr. Syndicat des transports d’Île-de-France, STIF), w ramach umowy wieloletniej.
RATP jest przedsiębiorstwem publicznym, które zarządza również częścią kolejki podmiejskiej RER (linie A i B), liniami autobusowymi w Paryżu i na bliskich przedmieściach (petite couronne), jak również ośmioma z dziewięciu linii tramwaju w Île-de-France (T1, T2, T3a, T3b, T5, T6, T7 i T8). RATP jest właścicielem sieci paryskiego metra (stacje i infrastruktura), podczas gdy do STIF należy jego tabor.

### Godziny i częstotliwość kursowania

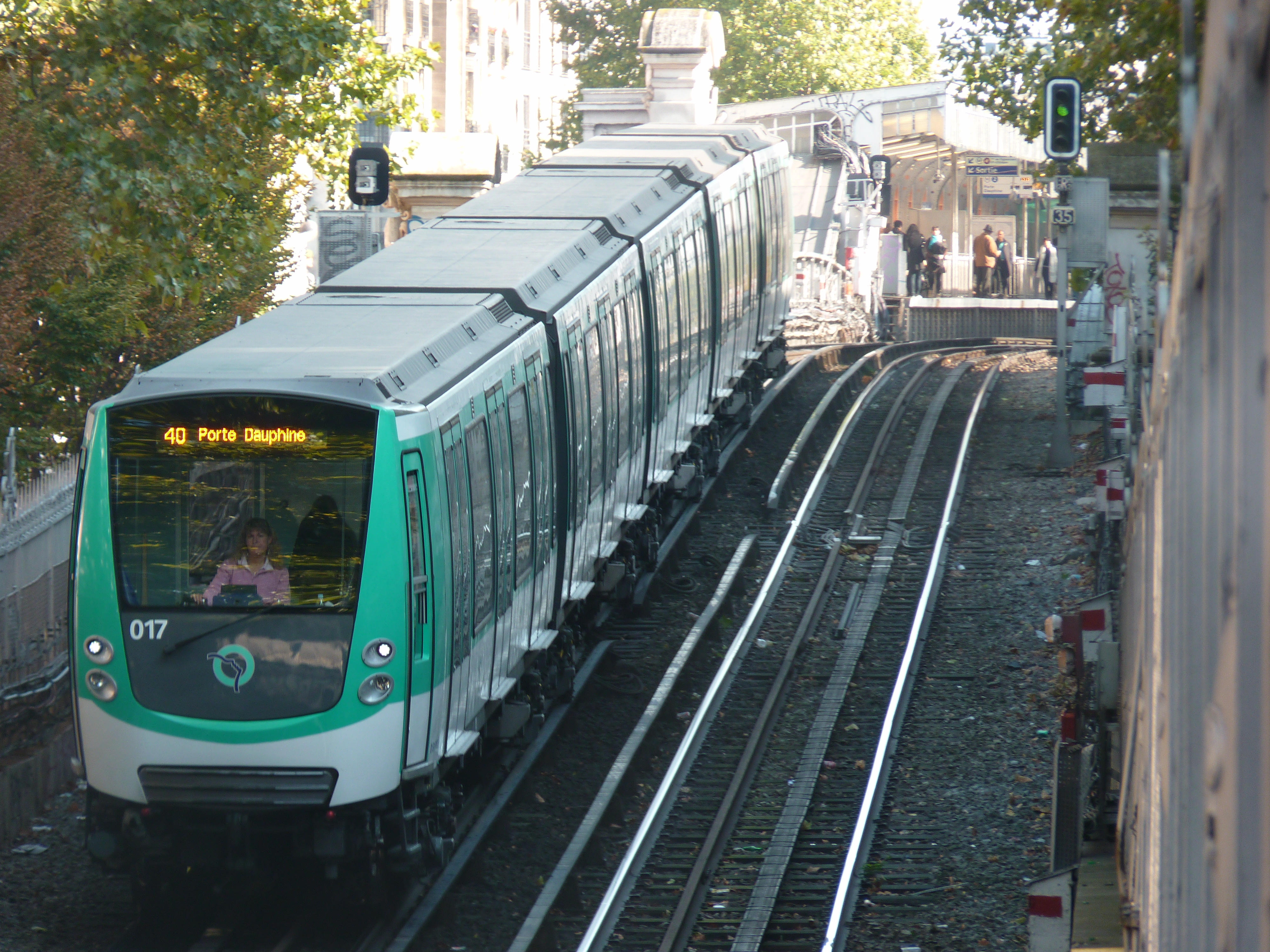
Skład MF 01 na linii 2 opuszczający stację Barbès – Rochechouart w kierunku Porte Dauphine, październik 2010 r.

Wszystkie linie zaczynają kursowanie od stacji końcowych około godz. 5:30 – najwcześniejszy pociąg o 5:27 (linia 3 bis, odjazd z Porte des Lilas), najpóźniejszy zaś o 5:31 (linia 7 bis, odjazd z Pré-Saint-Gervais). Kończy się ono następnego dnia o godz. 1:15, w momencie gdy ostatni pociąg przyjeżdża na stację końcową.
Te godziny kursowania nie były zmieniane przez 50 lat aż do 23 grudnia 2006 r., kiedy wydłużono je do godz. 2:15 w noce z soboty na niedzielę oraz w dni poprzedzające święta (od 30 grudnia 2006 r.). Od 7 grudnia 2007 r. kursowanie jest wydłużone również w noce z piątku na sobotę.
Ostatni pociąg wyrusza w kurs ze stacji końcowej około godz. 0:40 w dni powszednie, a około 1:40 w noce z piątku na sobotę, z soboty na niedzielę i poprzedzające święta.
Składy kursują w odstępie średnio 2 minut w godzinach szczytu (1 min 30 sek na obciążonych liniach 1 i 4). Poza szczytem częstotliwość kursowania wynosi 4 minuty, a wieczorami 8 minut. Przy okazji niektórych imprez kulturalnych i świąt (Nowy Rok, Święto Muzyki itp.) metro kursuje całą noc na liniach 1, 2, 4, 6, 9 i 14, zatrzymując się tylko na niektórych stacjach.

### Taryfa i finansowanie

#### Taryfa

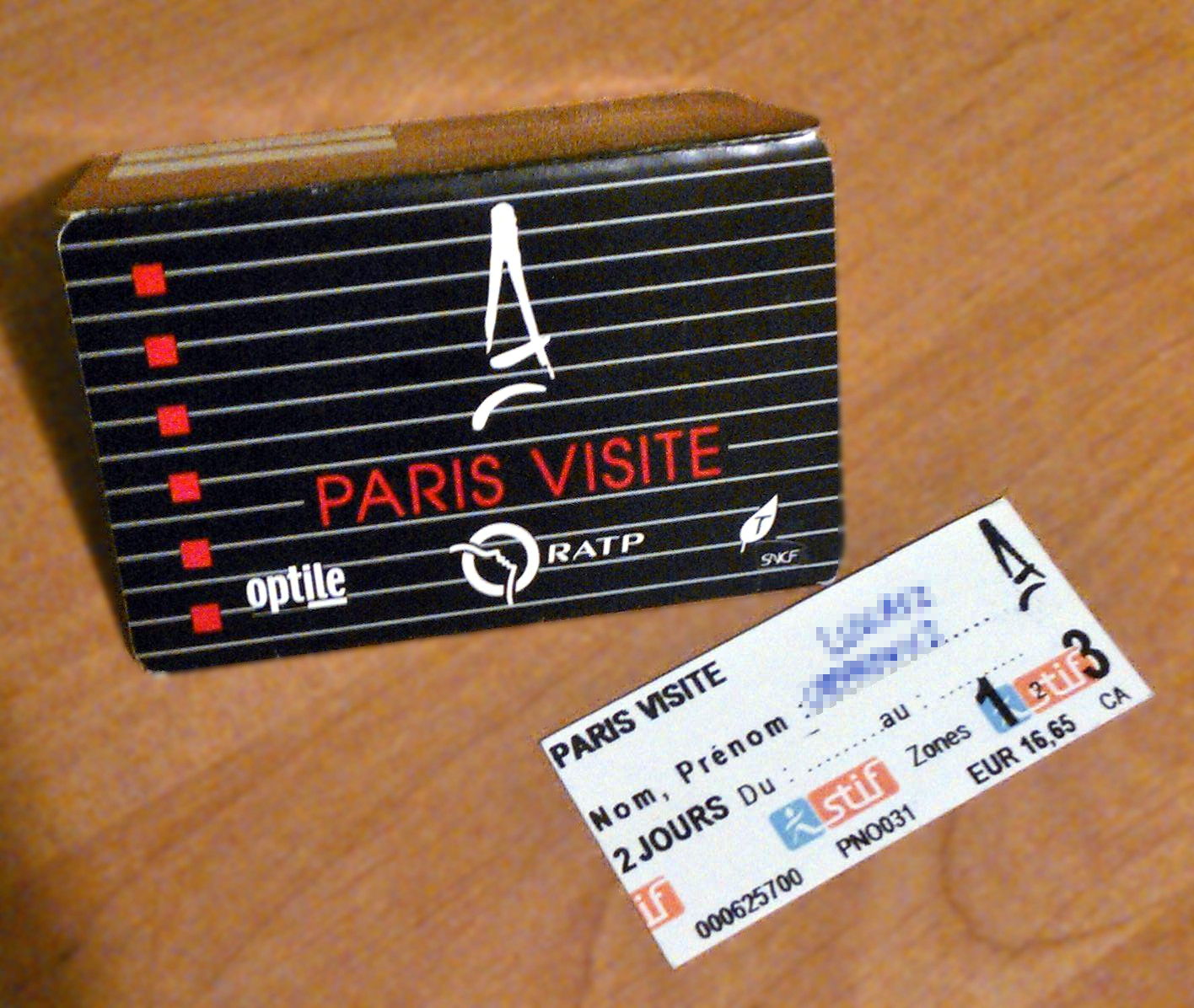
Bilet turystyczny Paris Visite, ważny w strefach 1–3 przez dwa dni

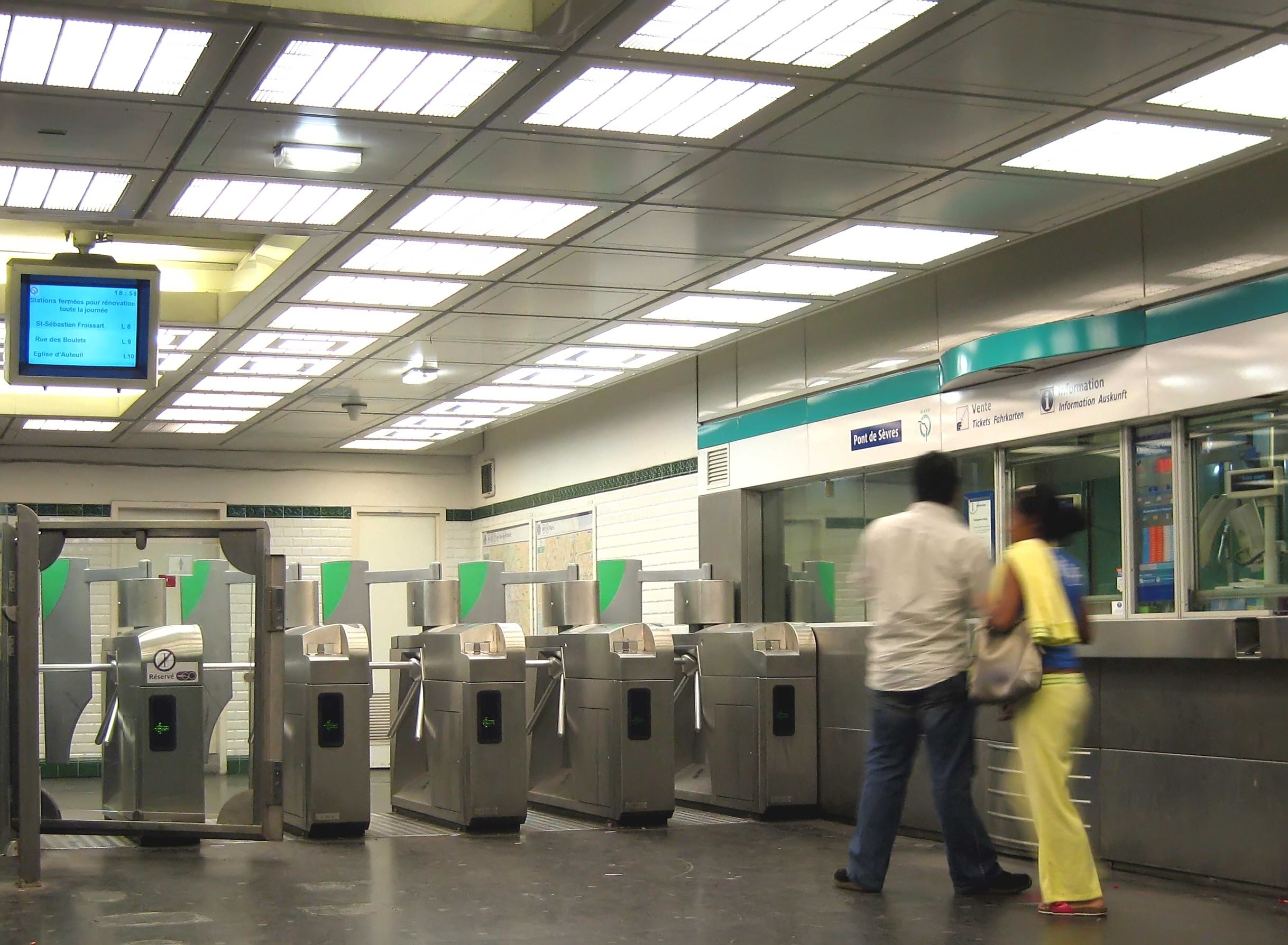
Okienko kasowe i bramki wejściowe na stacji Pont de Sèvres (linia 9) w 2006 r.

Koszt przejazdu w aglomeracji paryskiej zależy od strefy (wyznaczono 5 koncentrycznych stref; do 2007 r. było ich 8). Całość sieci metra jest dostępna z biletem na strefy 1 i 2, w tym także 19 stacji znajdujących się w rzeczywistości w strefie 3
Bilet t+ sprzedawany pojedynczo lub w bloku 10 sztuk pozwala na jeden przejazd na sieci metra i RER w czasie maksymalnie 2 godzin od skasowania. Nie jest on ważny poza Paryżem w pociągach RER i SNCF Transilien. Liczba przesiadek na jednym bilecie jest nieograniczona, ale bilet skasowany w metrze lub RER nie umożliwia przesiadki do autobusu lub tramwaju i vice versa. Bilet t+ może być także użyty w kolejce linowo-terenowej na Montmartre, ale w sposób odrębny – bilet skasowany w metrze nie może zostać ponownie użyty w kolejce linowo-terenowej.

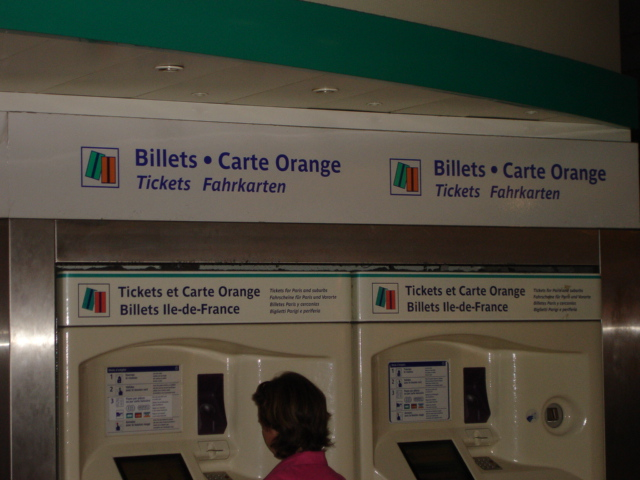
Automaty RATP (2006 r.).

Bilety okresowe umożliwiające nieograniczoną liczbę przejazdów na całej sieci metra, autobusów i kolejki RER (ta ostatnia tylko w granicach Paryża) to bilet Mobilis ważny przez jeden dzień (istnieje kilka rodzajów biletów Mobilis w zależności od stref, w których są ważne, od stref 1–2 aż do 1–5), karta Navigo ważna przez tydzień lub przez miesiąc, abonament roczny Intégrale, karta Imagine R dla uczniów szkół średnich i studentów oraz bilet Jeunes, oferujący osobom poniżej 26. roku życia nieograniczoną liczbę przejazdów przez jeden dzień wolny (w sobotę, niedzielę lub dzień świąteczny) w wybranych strefach.

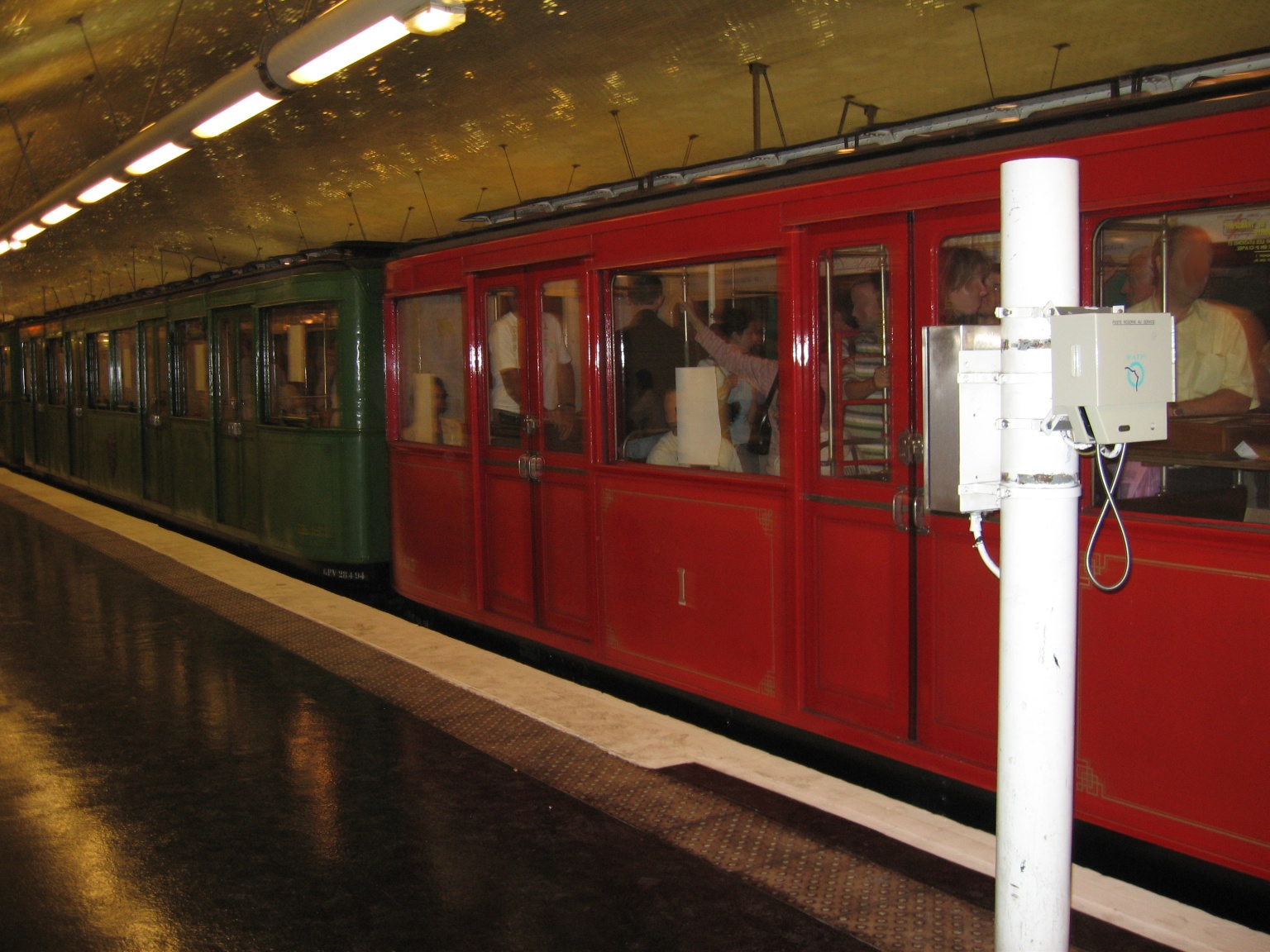
Skład Sprague-Thomson z podziałem na 2 klasy

Istnieje kilka ofert skierowanych do turystów, takich jak „Paris Visite” czy „Open Tour”, które łączą przejazdy komunikacją miejską z wejściami do muzeów itp.
Osoby starsze, rodziny wielodzietne i pewne kategorie osób są uprawnione do ulg na przejazdy. Osoby korzystające z określonych zasiłków podróżują po Île-de-France za darmo.
Bilety można kupić w kasach i automatach RATP lub w zatwierdzonych przez RATP punktach handlowo-usługowych.
Metro paryskie jest jedynym, które na swojej sieci oferowało przejazdy w dwóch klasach. Wagony pierwszej klasy znajdowały się na środku składu (co zwiększało bezpieczeństwo na wypadek kolizji) i posiadały wyściełane siedzenia (po wojnie pojawiły się one także w drugiej klasie). Poza krótkim okresem, w którym pierwsza klasa uległa likwidacji (od 2 lutego 1947 do 30 listopada 1948 r.), bezwzględny podział na klasy funkcjonował do 1982 r. Od tego momentu podróż w pierwszej klasie z biletem drugiej klasy była dozwolona przed godz. 9 i po 17, a także przez cały dzień dla niepełnosprawnych i kobiet w ciąży. 1 sierpnia 1991 r. ze względów ekonomicznych całkowicie zlikwidowano podział na klasy i odtąd istnieje tylko jedna klasa. W 1990 r. bilety pierwszej klasy stanowiły tylko 1% wszystkich sprzedanych biletów, a dzięki ich wycofaniu zaoszczędzono na garażowaniu wagonów i uproszczono taryfę.

#### Finansowanie

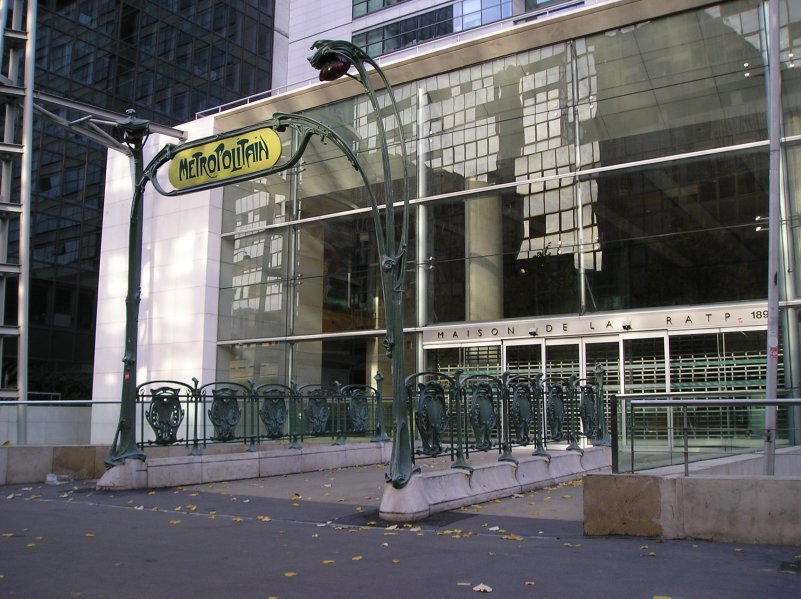
Siedziba RATP w październiku 2004 r.

Finansowanie funkcjonowania sieci (utrzymanie, tabor i personel) jest zapewniane przez RATP. Wpływy z biletów, których ceny zależą od decyzji politycznej, nie pokrywają całkowicie wydatków na transport. Brakująca kwota jest uzupełniana przez jednostkę organizacyjną komunikacji w regionie Île-de-France – STIF, na czele którego stoi przewodniczący Rady Regionu Île-de-France, zasiadają w nim zaś lokalni deputowani. STIF określa ogólne warunki eksploatacji, jak również długość i częstotliwość kursowania. Równowagę finansową w transporcie zapewnia roczna dotacja przekazywana organizatorom transportu przez region, pochodząca z podatku transportowego płaconego przez przedsiębiorstwa.
RATP nie posiada oddzielnej księgowości dla metra, RER, tramwajów i autobusów. Podane liczby finansowe dotyczą więc wszystkich tych usług razem. W 2011 r. bezpośrednie przychody RATP ze świadczonych usług w regionie Île-de-France wynosiły 2,14 mld €, STIF dofinansował RATP kwotą 1,90 mld €, a pozostałe przychody wyniosły 320 mln €. Łączny przychód RATP w 2011 r. wyniósł 4,35 mld €, zaś wydatki na funkcjonowanie transportu w Île-de-France wyniosły 3,29 mld €. Metro w 2011 r. wyświadczyło 246,2 mln wozokilometrów usług.
Duże inwestycje (rozwój sieci) są finansowane w ramach umów na planie państwo-region (fr. contrat de plan État-région, CPER) zawieranych na 6 lat między państwem a regionem Île-de-France: 30% wartości inwestycji w komunikację miejską pokrywa państwo, a pozostałe 70% – region. CPER na lata 2015–2020 jako jedyną inwestycję w metro przewiduje finansowanie przedłużenia linii 11 do Rosny-Bois Perrier: łącznie 900 mln €, w tym 348 mln € z kasy regionu, 149 mln € z kasy państwa, 240 mln € ze środków Société du Grand Paris (państwowego przedsiębiorstwa finansującego realizację projektu rozbudowy metra pod nazwą Grand Paris Express) i 163 mln € z innych źródeł (finansowanie lokalne i operatorzy).
Wymiana taboru jest finansowana w 50% przez STIF i w 50% przez RATP.

### Frekwencja

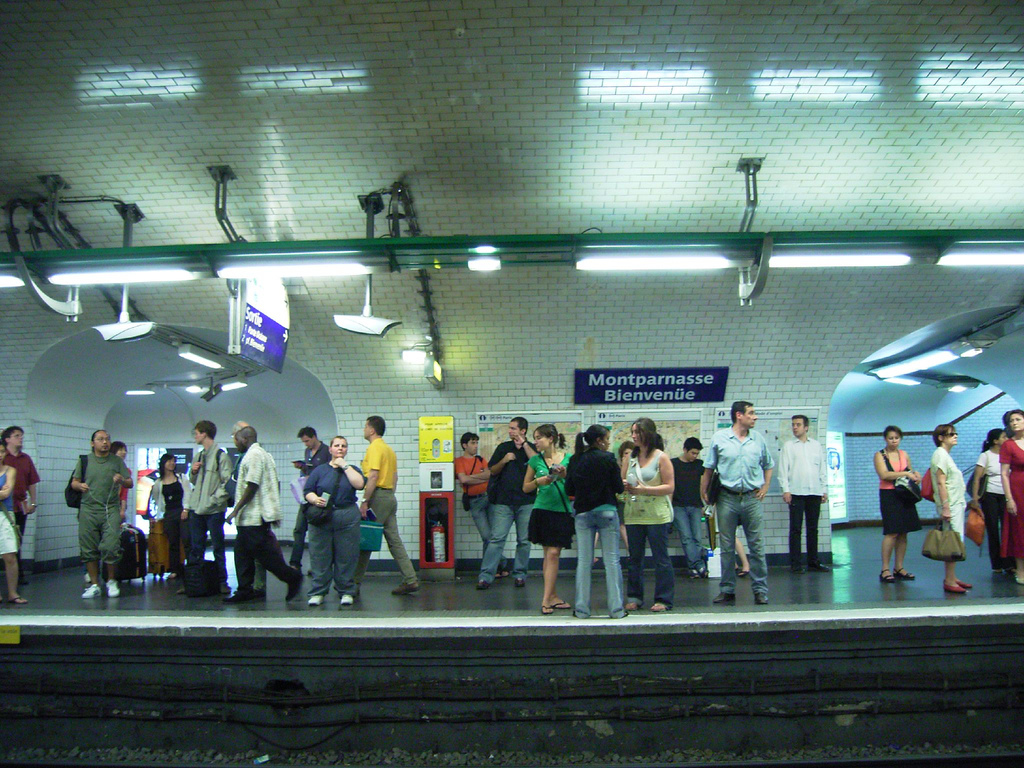
Stacja Montparnasse – Bienvenüe (linia 12) w lipcu 2006 r.

W 2013 r. metro przewiozło 1 527 mln pasażerów, o 0,9% mniej niż w roku poprzednim, a w 2012 r. dziennie przyjmowało ponad 4,7 mln pasażerów. Popularność metra wzrasta – w latach 2000–2013 liczba pasażerów rocznie wzrosła z 1 229 mln do 1 527 mln, czyli o 24%.
| Rok        | 1986 | 1990 | 1991 | 1992 | 1993 | 1994 | 1995 | 1996 | 1997 | 1998 | 1999 | 2000 |
| ---------- | ---- | ---- | ---- | ---- | ---- | ---- | ---- | ---- | ---- | ---- | ---- | ---- |
| Frekwencja | 1168 | 1222 | 1188 | 1201 | 1177 | 1170 | 1029 | 1092 | 1116 | 1156 | 1190 | 1229 |

| Rok        | 2001 | 2002 | 2003 | 2004 | 2005 | 2006 | 2007 | 2008 | 2009 | 2010 | 2011 | 2012 | 2013 |
| ---------- | ---- | ---- | ---- | ---- | ---- | ---- | ---- | ---- | ---- | ---- | ---- | ---- | ---- |
| Frekwencja | 1243 | 1283 | 1336 | 1248 | 1354 | 1406 | 1387 | 1472 | 1479 | 1506 | 1524 | 1541 | 1527 |

W 2014 r. najbardziej uczęszczanymi stacjami były (w milionach zarejestrowanych wejść): Gare du Nord (51,32), Saint-Lazare (44,94), Gare de Lyon (35,16), Montparnasse – Bienvenüe (31,55), Gare de l’Est (20,28), République (18,22), Les Halles (17,99), Bibliothèque François-Mitterrand (15,84), La Défense (14,37), Bastille (13,59). Najmniej używaną stacją była Église d’Auteuil z 179 058 wejść.

### Informacja pasażerska

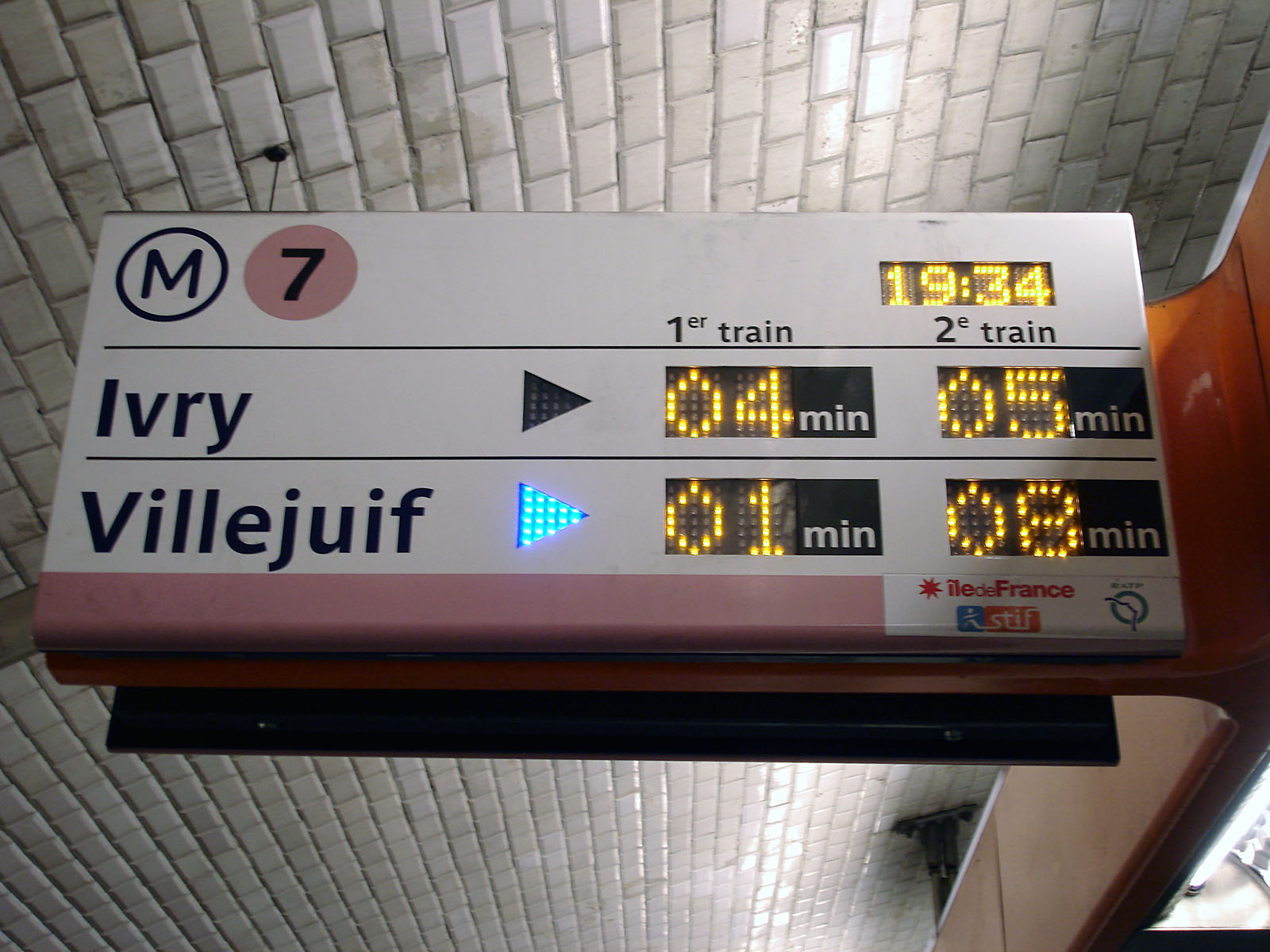
Tablica SIEL na stacji Place Monge (linia 7), listopad 2008 r.

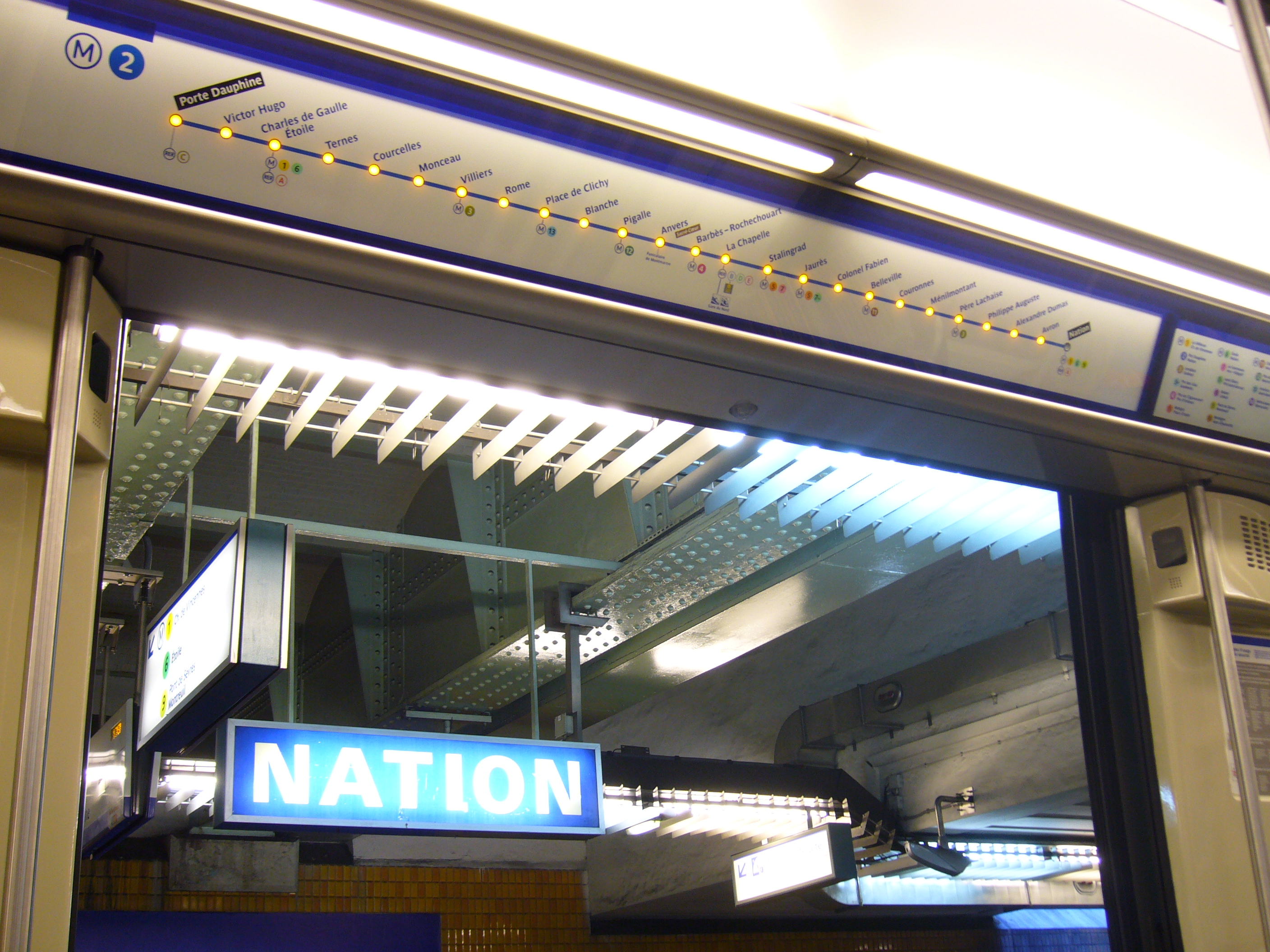
Aktywny plan ASVA na linii 2 w pociągu serii MF 01, wrzesień 2008 r.

SIEL (fr. Système d’information en ligne, system informacji liniowej) stanowi zespół urządzeń zapewniających informację pasażerską. Wskazuje wizualnie i dźwiękowo czas oczekiwania na dwa najbliższe pociągi w każdym kierunku (lub jeden w przypadku stacji początkowych wszystkich linii i na wszystkich stacjach linii 3 bis i 7 bis). Na liniach 7 i 13, które posiadają rozgałęzienia, wewnątrz pociągu jest wyświetlana stacja docelowa pociągu.
System ten działa na wszystkich liniach. Na linii 14 (pierwszej wyposażonej w SIEL) składa się on z ekranów CRT rozmieszczonych na całej długości peronu. Na pozostałych liniach czasy oczekiwania są wyświetlane bezpośrednio na tablicy wskazującej numer i kierunek linii w połowie długości peronu.
Uzupełnieniem tego systemu jest ASVA (fr. Annonces sonores et visuelles automatiques, automatyczne zapowiedzi dźwiękowe i wizualne) na pokładzie wyremontowanych i nowych pociągów, który ma za zadanie wizualnie i dźwiękowo podawać następnej stację obsługiwaną przez skład.

### Personel
Istnieją dwie kategorie personelu paryskiego metra – pracownicy stacji i maszyniści. Zadaniem pracowników stacji jest obsługiwanie kas, kontrola podróżnych, utrzymanie porządku, kontrola instalacji i inne obowiązki w zależności od potrzeb. Praca odbywa się w systemie 3-zmianowym (ranek, popołudnie, wieczór).

### Utrzymanie torów

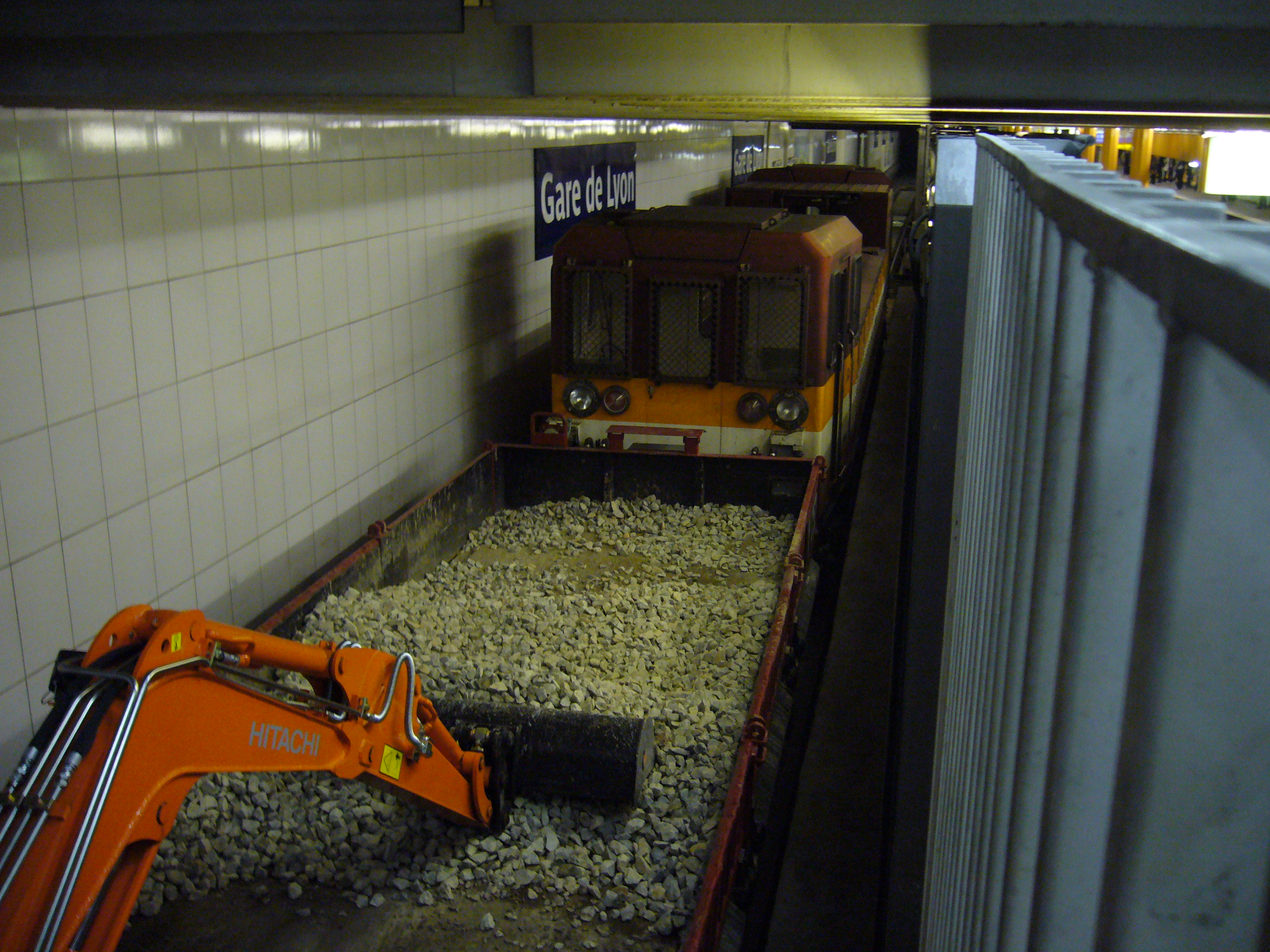
Pociąg techniczny (lokomotywa TMA z wagonem transportującym ładunek tłucznia) na torze odstawczym stacji Gare de Lyon (linia 1) w listopadzie 2008 r.

Utrzymanie torów może się odbywać wyłącznie podczas nocnej przerwy technicznej. Przeprowadzane są bieżące prace takie jak szlifowanie szyn, by wyrównać ich profil, wymiana zniszczonych odcinków szyn, czyszczenie toru specjalnym pociągiem, jak również większe roboty, tak jak remonty torów, stacji i tuneli. Różnego rodzaju pociągi techniczne wyruszają z zajezdni la Villette i przemierzają sieć w nocy, zmieniając linie przy pomocy ok. 40 łączników w celu realizacji różnych prac związanych z utrzymaniem, niezbędnych na tak intensywnie użytkowanej sieci. Pociągi te są prowadzone przez przebudowane wagony silnikowe Sprague-Thomson, lokomotywy elektryczne zasilane akumulatorami lub lokomotywy diesela. Na tory wyjeżdżają także szlifierki torowe i pociągi czyszczące.
Utrzymanie sieci paryskiego metra jest trudne, ze względu na wiekowość infrastruktury (tunele na dużej części sieci liczą około lub ponad 100 lat) i zagrożenie zalaniem, bowiem trasy przebiegają często poniżej zwierciadła wód gruntowych i setki pomp stale usuwają wodę.

### Sygnalizacja

#### Linie klasyczne

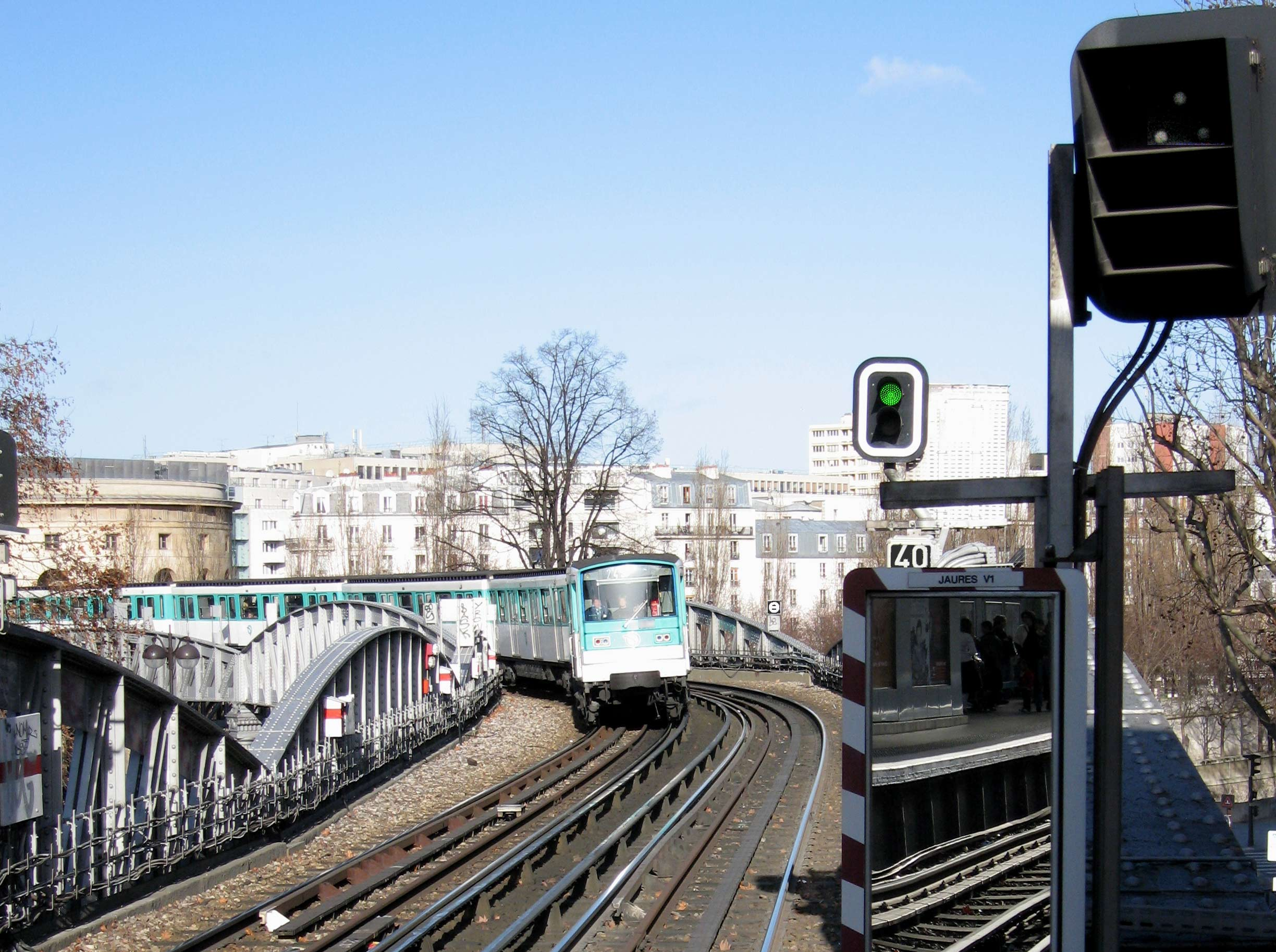
Zielone światło i ograniczenie prędkości do 40 km/h za stacją Jaurès (linia 2), październik 2006 r.

Każda linia jest podzielona na stosunkowo krótkie odstępy zabezpieczone sygnalizacją świetlną. Przy normalnej jeździe nie można mijać sygnalizatora, gdy świeci się czerwone światło. W przypadku ograniczonej widoczności, która nie pozwalałaby maszyniście zareagować na czas, stosowany jest sygnał powtarzający (żółty, jeśli następny sygnalizator jest czerwony).
Normalnie między dwoma jadącymi po sobie składami są co najmniej dwa czerwone sygnały (co oznacza, że zawsze jest jeden wolny odstęp między składami). W celu zwiększenia przepustowości zezwala się jednak na wjazd pociągu na stację na sygnale żółtym z literą E gdy poprzedni skład opuści kilkadziesiąt metrów toru za peronem, a nie cały następny odstęp. Wjazdowi na żółtym świetle towarzyszy ograniczenie prędkości wskazane na tablicy świetlnej obok sygnału.
Istnieją również sygnały na wyjeździe ze stacji oraz sygnały pośrednie, zwane odstępowymi, oznaczone literą I z numerem, w zależności od ich liczby. Sygnały odstępowe mają okrągły kształt i są rozmieszczone pionowo, z zielonym światłem dla wolnego toru, żółtym dla ostrzeżenia i czerwonym dla zatrzymania. Niektóre tunele szlakowe nie posiadają sygnałów I, tylko same sygnały wjazdowy i wyjazdowy.
Prosty przebieg linii (większość z nich nie ma odgałęzień) i niewielka ogólna prędkość pozwoliły na częściową automatyzację sterowania składami i zwiększenie częstotliwości do 90 sekund na najbardziej obciążonych liniach. Od lat 70. ruch pociągów w normalnym trybie jest automatyczny na wszystkich liniach oprócz najmniej uczęszczanych (3 bis, 7 bis i 10). Komputer umieszczony na pokładzie pociągu wyznacza jego bieg dzięki informacjom przekazywanym przez kabel (tapis de pilotage automatique, pot. grecque) biegnący środkiem toru, zwiększając lub zmniejszając szybkość pociągu w zależności od dozwolonej prędkości (zatrzymanie pociągu na stacji odbywa się automatycznie z marginesem błędu poniżej 50 cm).
Na stacji maszynista dostaje wysłany przez komputer centralny sygnał zezwalający na odjazd w zależności od położenia innych składów na linii i przewidzianej częstotliwości w danym momencie. Po zamknięciu drzwi i otrzymaniu sygnału maszynista uruchamia bieg składu, który dalej odbywa się automatycznie. W każdej chwili możliwy jest także powrót do trybu sterowania ręcznego, w szczególności w przypadku nieprzewidzianych zdarzeń na linii. Od wypadku na stacji Notre-Dame-de-Lorette 30 sierpnia 2000 r. obowiązkowo wykonuje się jeden kurs na sterowaniu ręcznym, zazwyczaj w międzyszczycie wczesnym popołudniem. Ma to na celu podtrzymywanie umiejętności prowadzenia ręcznego u maszynistów.

#### Linie całkowicie zautomatyzowane

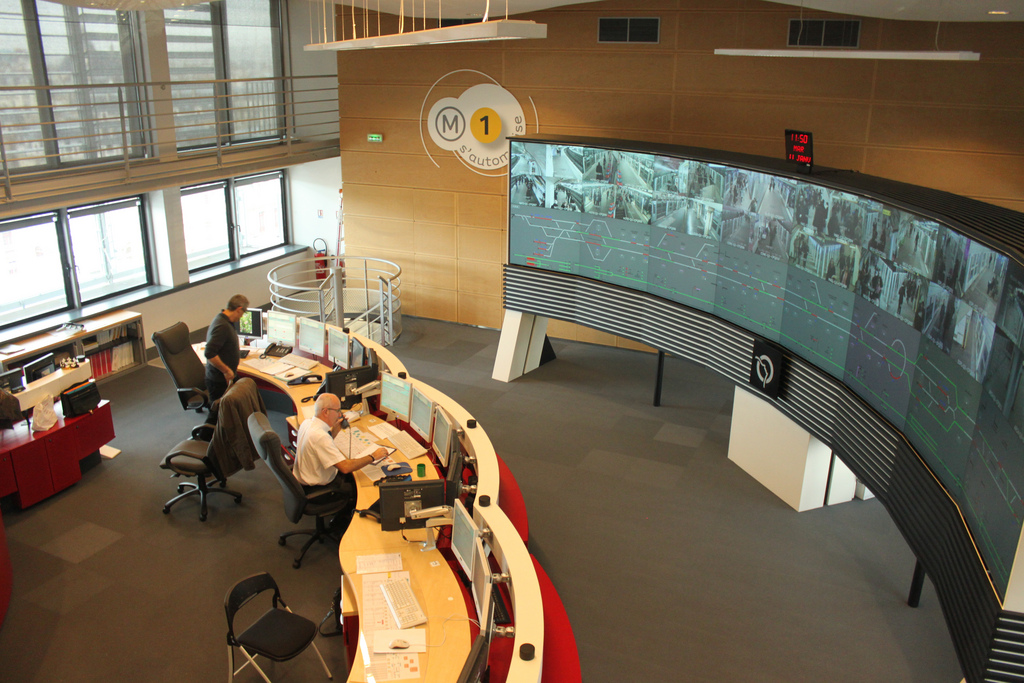
Centralna dyspozytornia linii 1, styczeń 2010 r.

Na liniach całkowicie zautomatyzowanych, takich jak linia 14 widoczna sygnalizacja jest specyficzna i zredukowana, ponieważ nie jest używana na co dzień. Wyjątkiem są sygnały fioletowe, które oznaczają, że przejazd w trybie ręcznym jest zabroniony bez zezwolenia z centralnej dyspozytorni. Wybór koloru fioletowego zamiast czerwonego, stosowanego na klasycznych liniach, ma na celu uniknięcie lęku wśród pasażerów widzących przez przednią szybę składu, że pociąg przekracza sygnalizator na czerwonym świetle.
Linia posiada dwa równoległe systemy odstępów na szlaku – odstępy klasyczne, wyznaczone przez fizycznie istniejącą sygnalizację i krótsze odstępy „wirtualne” widoczne dla systemu SAET (system automatyzacji eksploatacji pociągów). Dzięki temu możliwe jest zmniejszenie interwału do 85 sekund. Pociągi automatyczne nie przestrzegają sygnalizacji bocznej.
Dla pociągów sterowanych ręcznie wszystkie odstępy wirtualne zawierające się w jednym odstępie klasycznym są zajęte. Dla pociągów automatycznych zajęty jest tylko pierwszy odstęp wirtualny, a reszta klasycznego odstępu jest wolna. Klasyczne odstępy na liniach zautomatyzowanych są stosunkowo długie, gdyż ulepszenia w postaci krótkich odstępów i sygnałów powtarzających są niepotrzebne przy sterowaniu automatycznym, przez co sterowanie ręczne, używane tylko w przypadku awarii, jest na tych liniach mniej efektywne.
Pod koniec 2012 r. nastąpiła całkowita automatyzacja linii 1 po okresie przejściowym rozpoczętym w listopadzie 2011 r. Ze zmianą systemu sterowania na linii wiązała się także, obok instalacji drzwi peronowych i wymiany taboru, przebudowa sygnalizacji.

## Jakość usług

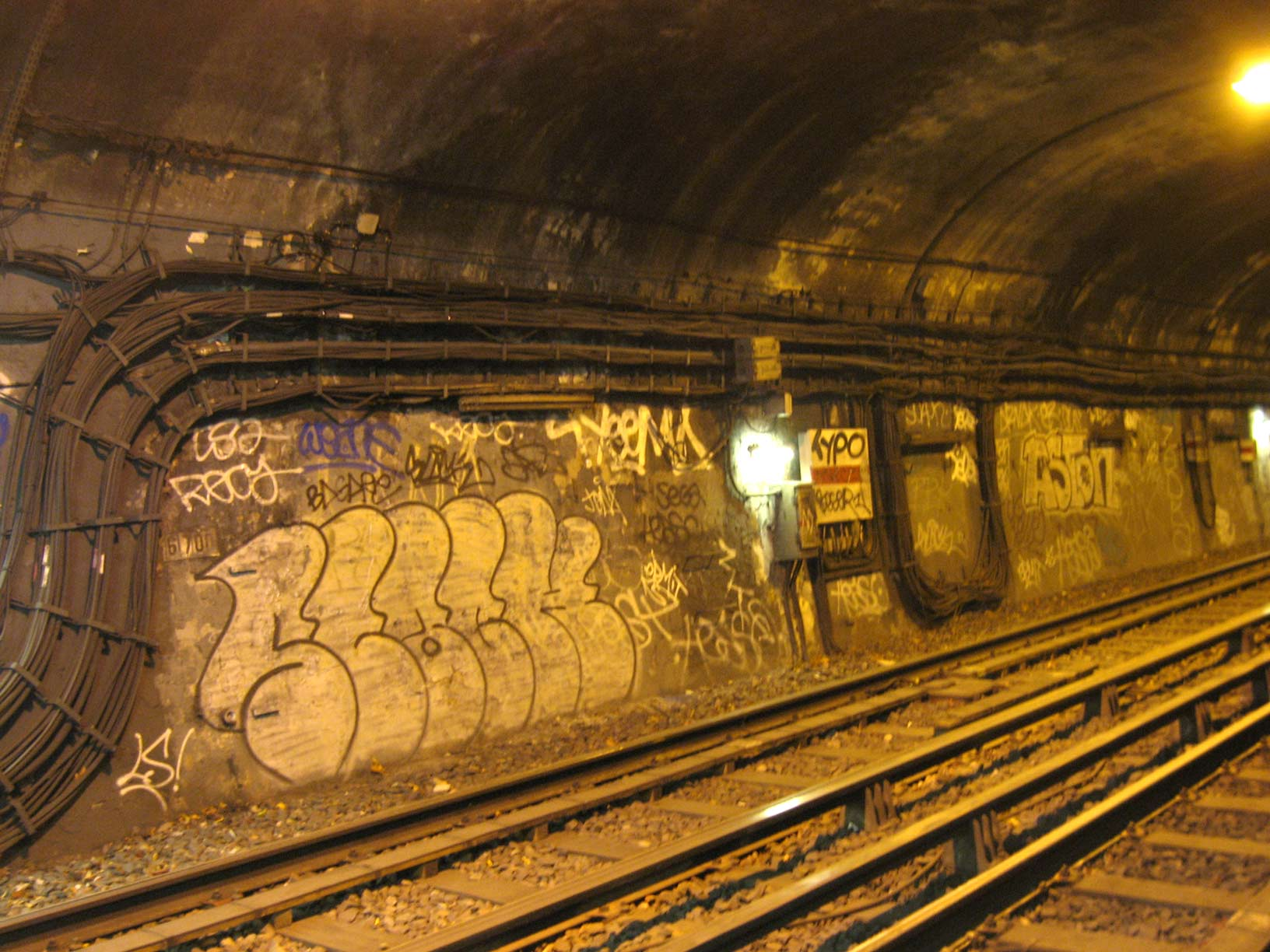
Ściany tuneli są pokrywane tagami od końca lat 80. (tu na linii 2). Służyły one również za nośnik reklamowy, zwłaszcza w latach 50. i 80.

### Punktualność
STIF ocenia punktualność metra na podstawie dwóch wskaźników: liczby pociągów i czasu oczekiwania na pociąg. Oba liczone są w szczycie i podawane w formie procentowego poziomu realizacji przez RATP usług zamówionych przez STIF. Jeśli liczba pociągów w szczycie jest mniejsza niż 95% liczby określonej w umowie, na usługodawcę są nakładane kary, zaś powyżej tego progu przyznaje się gratyfikację. Jej kwota rośnie progresywnie w zależności od osiągniętego wyniku, a po przekroczeniu 96,5% RATP otrzymuje maksymalną przewidzianą sumę. W 2014 r. liczba pociągów w szczycie przekroczyła 100% wymagań nałożonych przez STIF na liniach 1 (100,8%) i 14 (100,5%). Na większości linii przekroczony został próg 96,5%, trzy linie osiągnęły wyniki pomiędzy 95% a 96,5% – 7 i 7 bis (łącznie 96,4%) oraz 5 (96,3%) – a dwie poniżej 95%: 6 (94,5%) i 13 (92,5%). W kategorii czasu oczekiwania próg minimalny wynosi 96,5%, zaś maksymalna gratyfikacja jest przyznawana powyżej 98%. Pod tym względem najlepiej wypadły linie 14 (99,9%) i 1 (99,7%), 5 linii osiągnęło wyniki poniżej 98% – 6, 7, 7 bis, 8 i 9 – a żadna nie spadła poniżej 96,5%.

### Satysfakcja pasażerów
Metro osiąga wyższe wyniki od pozostałych środków komunikacji miejskiej w badaniach poziomu zadowolenia pasażerów przeprowadzanych przez STIF. W 2012 r. poziom ten wynosił dla metra 82,9% (spadek w stosunku w 2004 r., kiedy wynosił 87,2%), wyprzedzając transport naziemny RATP (81,6%), linię tramwajową T4 SNCF (79,6%), sieć kolejową SNCF (78,8%), sieć RER SNCF (76,5%) i sieć RER RATP (75%). Spośród wszystkich mierzonych kategorii (przyjazność otoczenia, dostępność, czystość otoczenia, informacja, punktualność, zarządzanie w sytuacjach kryzysowych, sprzedaż) metro otrzymało najwyższe oceny za informację (94,2%) i przyjazność otoczenia (90,9%). W kategorii informacji (94,2%), punktualności (89%) i zarządzania sytuacjami kryzysowymi (71,4%) wyprzedziło wszystkie pozostałe środki transportu. RATP różnymi sposobami próbuje polepszyć warunki użytkowania metra, zdobywając certyfikaty jakości dla swoich linii i starając się jak najszybciej usuwać zniszczenia taboru i stacji, aby zniechęcić grafficiarzy (codzienne zmywanie graffiti i stosowanie powłok ochronnych). STIF odgrywa w tej kwestii ważną rolę mobilizującą, wyznaczając co roku cele jakościowe wyrażone liczbowo (określone wyniki w kategorii punktualności, czystości, informacji pasażerskiej itd.), przekładające się następnie na nagrody lub kary finansowe.

### Czystość

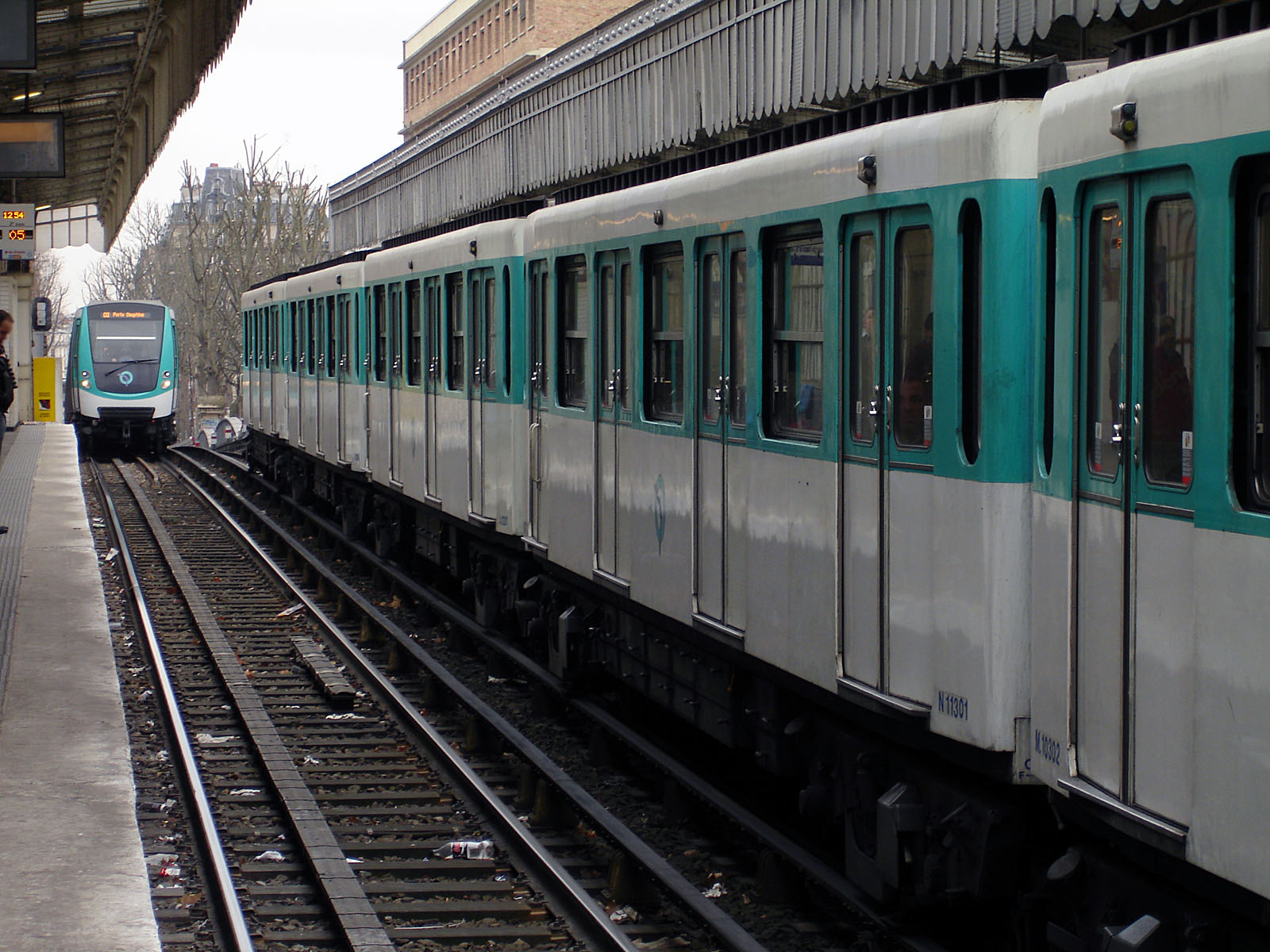
Tor linii 2 pokryty odpadkami

Czystość w metrze jest dla RATP priorytetem. Codziennie 1 800 pracowników spółki dba o czystość na sieci, a budżet przewidziany na oczyszczanie metra w 2014 r. wynosił 70 mln €.

### Higiena
W czerwcu 2007 r., po emisji filmu dokumentalnego w telewizji Canal+, pojawiły się kontrowersje wokół wysokiego stopnia zanieczyszczenia pyłem w paryskim metrze. Dziennikarki tej stacji dotarły do poufnego raportu RATP wskazującego wysokie stężenie szkodliwego pyłu pochodzącego ze szlifowania szyn w celu zmniejszenia hałasu kół na zakrętach i przy hamowaniu składów. Wyemitowany film, jak również liczne pytania, które następnie się pojawiły, skłoniły RATP do przedstawienia zbieranych danych o jakości powietrza na sieci podziemnej podczas konferencji prasowej 22 czerwca 2007 r.
Poziom stężenia pyłu dopuszczony przez Unię Europejską Dyrektywą Parlamentu Europejskiego i Rady 2008/50/WE z dnia 21 maja 2008 r. w sprawie jakości powietrza i czystszego powietrza dla Europy wynosi 50 µg/m³ na dobę nie więcej niż 35 razy w roku kalendarzowym i jest w paryskim metrze stale przekraczany przy wartościach oscylujących między 100 a 150 µg/m³. Jest on wyższy niż w metrze praskim (103 µg/m³), ale niższy niż w berlińskim (147 µg/m³), budapeszteńskim (180 µg/m³), rzymskim (407 µg/m³) czy londyńskim (795 µg/m³). Upowszechnianie się szlifowania elektrycznego pozwala obniżać te wartości.

### Jazda bez biletu i przestępczość
Liczba podróżnych bez biletu spadła z 7,1% w 1991 do 3,9% w 2005 r. W 2012 r. wynosiła jednak ok. 5%, czyli 150 000 przejazdów, co kosztowało RATP blisko 100 mln €. Liczba gapowiczów na sieci naziemnej (autobusy, tramwaje) w dzień powszedni jest około dwukrotnie wyższa niż w metrze.
Kradzieże dokonywane przez kieszonkowców stanowią ponad połowę wszystkich wykroczeń dokonywanych na sieci kolejowej Paryża, zwłaszcza na liniach popularnych wśród turystów (1, 2, 4) i są w 80% popełniane przez obcokrajowców. Pasażerowie ostrzegani są przez głośniki o możliwości kradzieży.
Narodowe Obserwatorium Przestępczości i Ścigania Przestępstw (fr. Observatoire national de la délinquance et des réponses pénales, ONDRP) opracowało bilans przestępczości w komunikacji szynowej w Île-de-France na podstawie około 20 000 skarg, z których 18 500 dotyczyło kradzieży (13 863 zwykłych kradzieży i 4 653 kradzieży z użyciem siły). Zwykłe kradzieże mają miejsce w 68% przypadków w wewnętrznym Paryżu (intra-muros), szczególnie z powodu licznych kradzieży dokonywanych przez kieszonkowców (zwłaszcza telefonów komórkowych, które stanowią 40% kradzieży), podczas gdy odsetek ten wynosi 22,1% na bliskich przedmieściach (petite couronne), a 30% na dalszych przedmieściach (grande couronne). 17,5% skarg z całej sieci metra dotyczy linii 4 (13,3% kradzieży z użyciem siły, 12,6% zwykłych kradzieży). Linia 1 posiada wysoki odsetek zwykłych kradzieży (11,8%), linia 5 – kradzieży z użyciem siły (10,3%), a linia 13 napaści i gróźb (10,7%). Jedna trzecia skarg dotyczy czynów popełnionych w godzinach 17–21. Agresje mają miejsce przede wszystkich między godz. 21 a 6 (19,2% kradzieży z użyciem siły i 19,1% bezpodstawnych ataków).
Na podstawie próby 6 500 osób ONDRP ustaliła, że 53,6% wnoszących skargi stanowią mężczyźni (58,9% w przypadku kradzieży z użyciem siły i 73,4% w przypadku ataków i gróźb bez kradzieży). Niemal połowa (46,4%) wnoszących skargi to osoby młode poniżej 30 roku życia, z czego 7,1% to niepełnoletni. Średni wiek ofiar wynosi 31 lat.

### Strajki
Zważywszy na ważną rolę metra w transporcie osób w Paryżu, przerwanie pracy przez maszynistów istotnie wpływa na warunki poruszania się po Paryżu, i tak trudne w godzinach szczytu. Strajki w 1995 r., które zrodziły modę na poruszanie się na rolkach, pozostają jednymi z największych w ostatnich dziesięcioleciach. Strajki generalne są rzadsze niż strajki spontaniczne lub częściowe – w następstwie ataku na kontrolera lub maszynistę. W 2007 r. na jednego pracownika przypadało 0,4 dnia strajku, zaś w 2008 r. – 0,18 dnia.

### Zapobieganie zalaniom
Aby zapobiec powodzi takiej jak wielka powódź w Paryżu w 1910 r., w 2001 r. RATP przyjęła Plan Przewidywania Ryzyka Powodzi (fr. Plan Prévisionnel des Risques d’Inondation, PPRI), umożliwiający mobilizację 1 200 osób do tamowania 475 możliwych miejsc dostawania się wody do sieci podziemnej (wejścia na stacje RATP i RER, wjazdy do tuneli, otwory wentylacyjne, windy itp.) w celu zabezpieczenia 140 km sieci zagrożonych zalaniem. Stan pogotowia ogłasza się w momencie, gdy poziom wody przy moście Austerlitz osiągnie 5,60 m, zaś akcja uszczelniania rozpoczyna się od 6,60 m. Wówczas przewiduje się zamknięcie linii 1 od Château de Vincennes do Charles de Gaulle – Étoile, a 24 h później – linii 8 i kolejnych według z góry ustalonego planu. Umowa z przedsiębiorstwami z Val-de-Marne przewiduje do dyspozycji RATP 70 000 pustaków, 20 000 worków zaprawy, 9 000 legarów i 250 betoniarek, jak również aluminiowe grodze i inne regulowane zabezpieczenia.

## Wypadki i incydenty

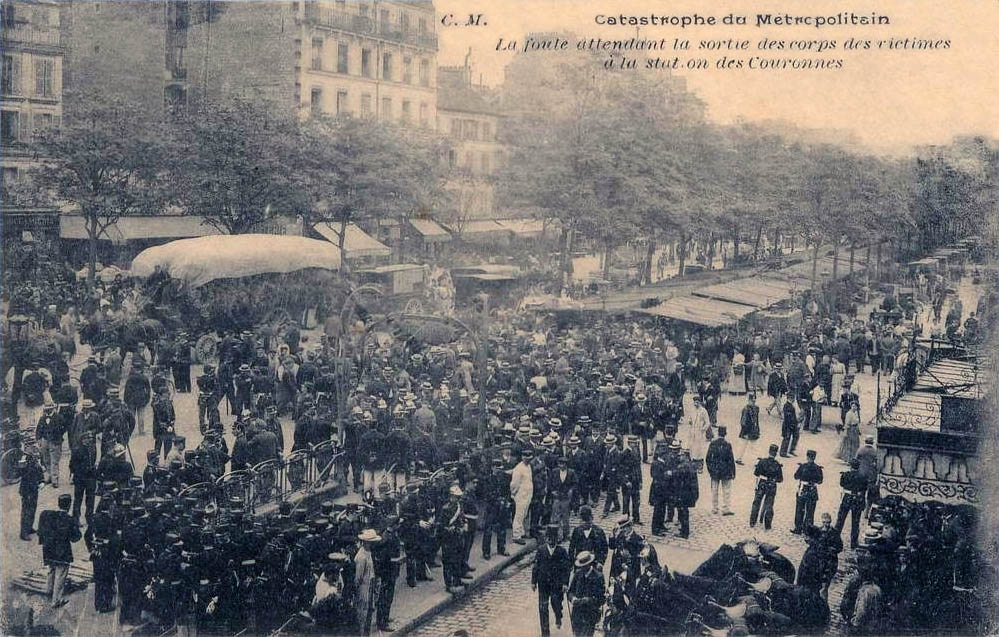
Tłum oczekujący na wydobycie ciał ofiar pożaru na stacji Couronnes 10 sierpnia 1903 r.

Mimo dużej liczby przewożonych pasażerów, od 1930 r. nie było w paryskim metrze wypadku, w którym zginąłby podróżny.

### Wypadki
W historii metra w Paryżu było niewiele wypadków. Najpoważniejszy z nich miał miejsce w początkach istnienia sieci:
- 10 sierpnia 1903 r.: pierwszy wypadek w metrze, 84 zabitych przez uduszenie w pożarze na stacji Couronnes. Nie istniały jeszcze wyjścia ewakuacyjne ani awaryjne obwody elektryczne, a składy były drewniane. W następstwie tej katastrofy wprowadzono szereg środków bezpieczeństwa, takich jak modyfikacja pociągów, wyposażonych początkowo w metalowe kabiny maszynisty[e], a następnie w całości metalowe pudła w 1906 r.
- 23 kwietnia 1930 r.: zderzenie na stacji Porte de Versailles, 2 zabitych.
- 10 stycznia 1963 r.: zderzenie na stacji Porte de Versailles, 40 rannych.
- 30 października 1973 r.: wykolejenie na stacji Louis Blanc, 19 rannych.
- 25 listopada 1976 r.: zderzenie na stacji Opéra, 33 rannych.
- 6 lutego 1981 r.: zderzenie na stacji Nation, 1 zabity (maszynista).
- 18 listopada 1996 r.: wykolejenie na stacji Charles de Gaulle – Étoile, 2 rannych.
- 30 sierpnia 2000 r.: wykolejenie na stacji Notre-Dame-de-Lorette, 24 rannych.

### Pożary
- 6 sierpnia 2005 r.: pożar na stacji Simplon, 19 lekko zatrutych.
- 29 lipca 2007 r.: pożar w zawieszeniu wagonu między stacjami Invalides i Varenne, 35 zatrutych[56].

### Samobójstwa
Samobójstwa i zgony osób, które spadły na tory, nazywane przez RATP eufemistycznie „poważnymi wypadkami podróżnych” (fr. accident grave de voyageur), wywołują liczne przerwy w ruchu, które obniżają regularność usług i często wywołują niezadowolenie pasażerów, a także mogą pociągnąć za sobą traumę u świadków wydarzenia. W 2011 r. w paryskim metrze zginęły 23 osoby, a 7738 zostało rannych. Łącznie miało miejsce 71 prób samobójczych, co oznacza spadek w porównaniu do 2008 r., kiedy zanotowano 195 samobójstw i prób samobójczych. Aby zapobiec wypadkom związanym z obecnością osób na torach, RATP instaluje systemy automatycznie rozsuwanych drzwi peronowych, zapobiegających wtargnięciom lub upadkom na tory. Na torowisku linii 4 wykonano zagłębienie mające zmniejszać ryzyko śmierci w wyniku rzucenia się pod pociąg.

## Plany rozwoju

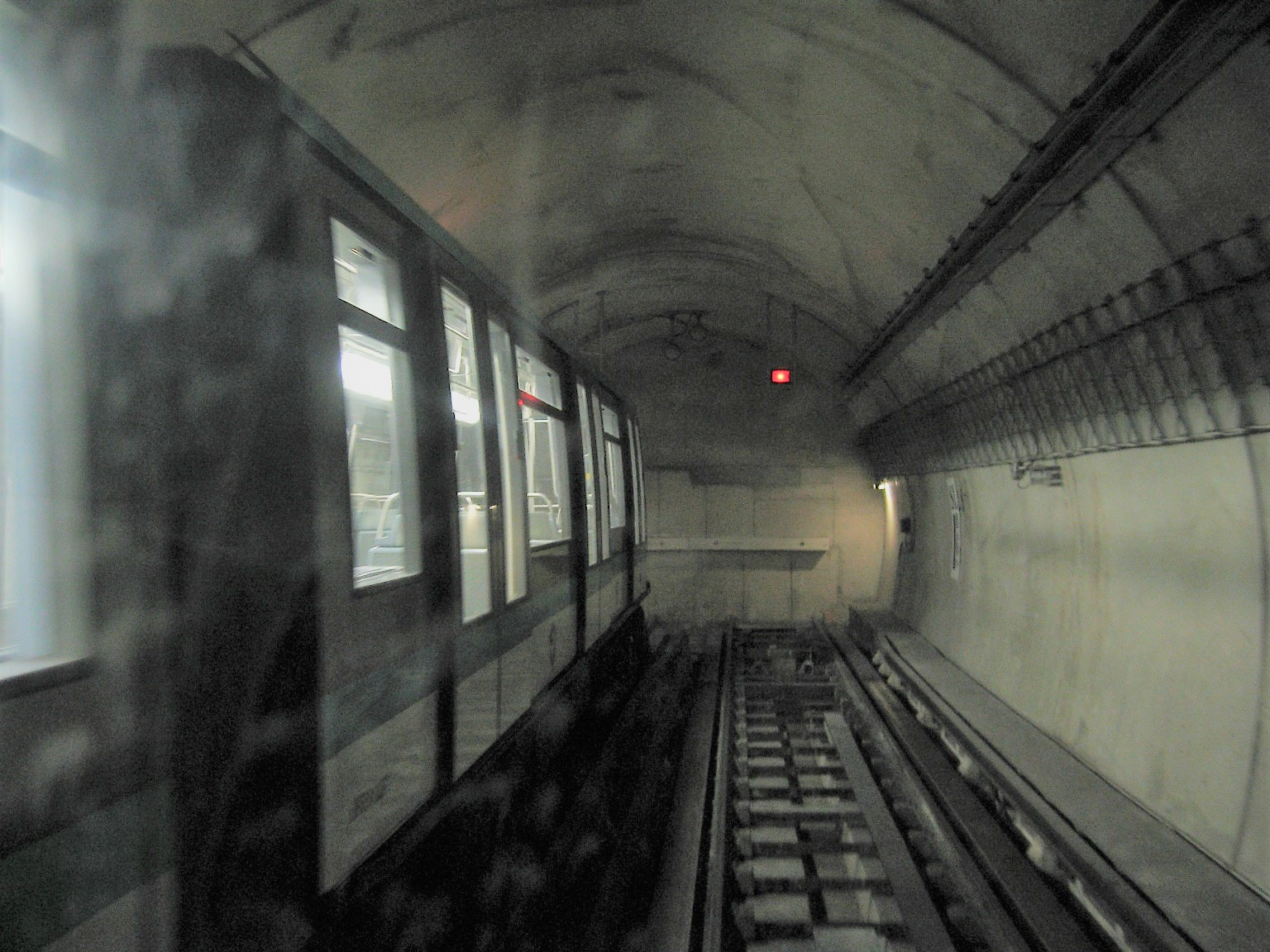
Zakończenie tunelu linii 14 za stacją Saint-Lazare, listopad 2005 r.

Sieć metra w wewnętrznym Paryżu (intra-muros) jest gęsta. Jej rozwój objawia się w modernizacji taboru, wydłużeniach linii (w 2015 r. trwa budowa nowych odcinków linii 4 i 12) czy automatyzacji linii 1, zakończonej pod koniec 2012 r. Głównym przedsięwzięciem na najbliższe lata jest rozbudowa zautomatyzowanych linii w ramach projektu Grand Paris Express – na początku wydłużenie linii 14 na północ, budowa linii obwodowej łączącej departamenty tzw. małej korony (Hauts-de-Seine, Sekwana-Saint-Denis i Val-de-Marne), a następnie pozostałych linii projektu.

### Podnoszenie częstotliwości

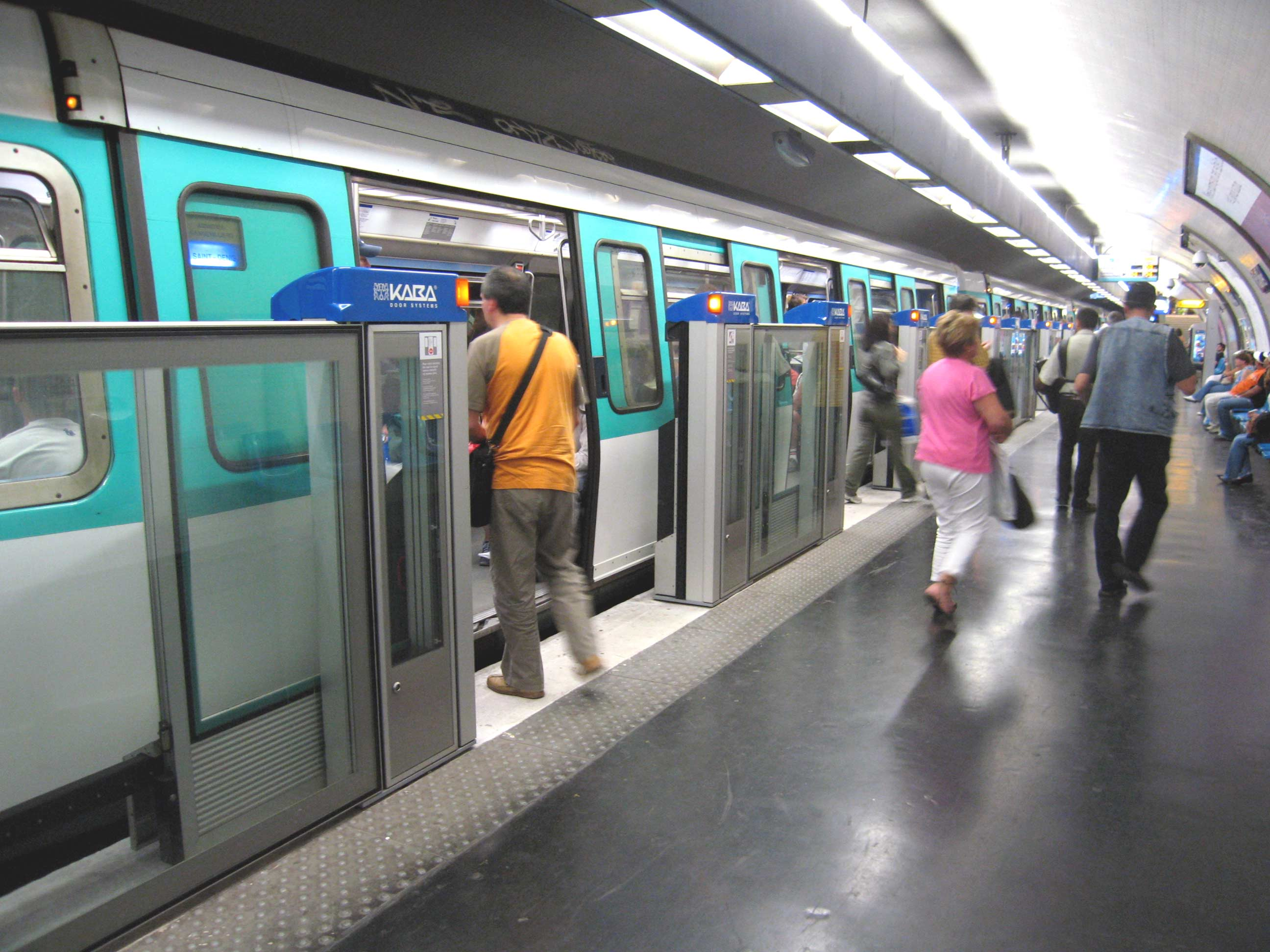
Testy drzwi peronowych na stacji Invalides (linia 13), czerwiec 2006 r.

Aby stawić czoła rosnącemu ruchowi pasażerskiemu w szczycie, wdrażany jest nowy system sterowania pociągami i kontroli ich ruchu. Taki system, nazwany OCTYS (wcześniej OURAGAN) ma umożliwić automatyczne kierowanie pociągiem i tym samym zmniejszenie minimalnego interwału ze 105 do 90 sekund na stacji (czyli 2 minuty w tunelu).
Wprowadzenie tego nowego systemu stałej kontroli prędkości jest dodatkowym środkiem zapewniającym bezpieczeństwo pasażerów i personelu metra. Jest on już stosowany na sieci RER pod nazwą SACEM (Système d’aide à la conduite, à l’exploitation et à la maintenance, system wspomagania jazdy, eksploatacji i utrzymania) i na większości sieci metra na świecie. Umożliwia on kontrolę prędkości pociągu w czasie rzeczywistym w zależności od typologii linii i pozycji poprzedzającego pociągu.
System ten istnieje w dwóch wersjach:
- podstawowa wersja będzie używać sygnalizacji wyświetlanej na pokładzie pociągów wraz z odwołaniem sygnalizacji bocznej w tunelu. Zostanie ona wdrożona na linii 13 w ramach programu zwiększania przepustowości, jak również na liniach 5 i 9 w miarę dostaw nowych składów MF 01(inne języki);
- druga wersja to uproszczony wariant oparty na istniejącej sygnalizacji bocznej. W tej wersji system pojawi się na liniach 3, 10 i 12 w oczekiwaniu na wymianę taboru[61].

Na linii 13 wprowadzenie systemu umożliwi podniesienie przepustowości z 38 do 40 pociągów w szczycie, jednak instalacja OCTYS, początkowo przewidziana na 2007 r., została odroczona do 2011, a następnie do 2013 r. Równolegle rozpoczęła się instalacja systemu automatycznie rozsuwanych drzwi peronowych na północnym odcinku linii w celu lepszej regulacji ruchu pociągów i zwiększenia ich częstotliwości po wdrożeniu OCTYS.

### Przedłużenia istniejących linii

#### Przedłużenia planowane i w realizacji

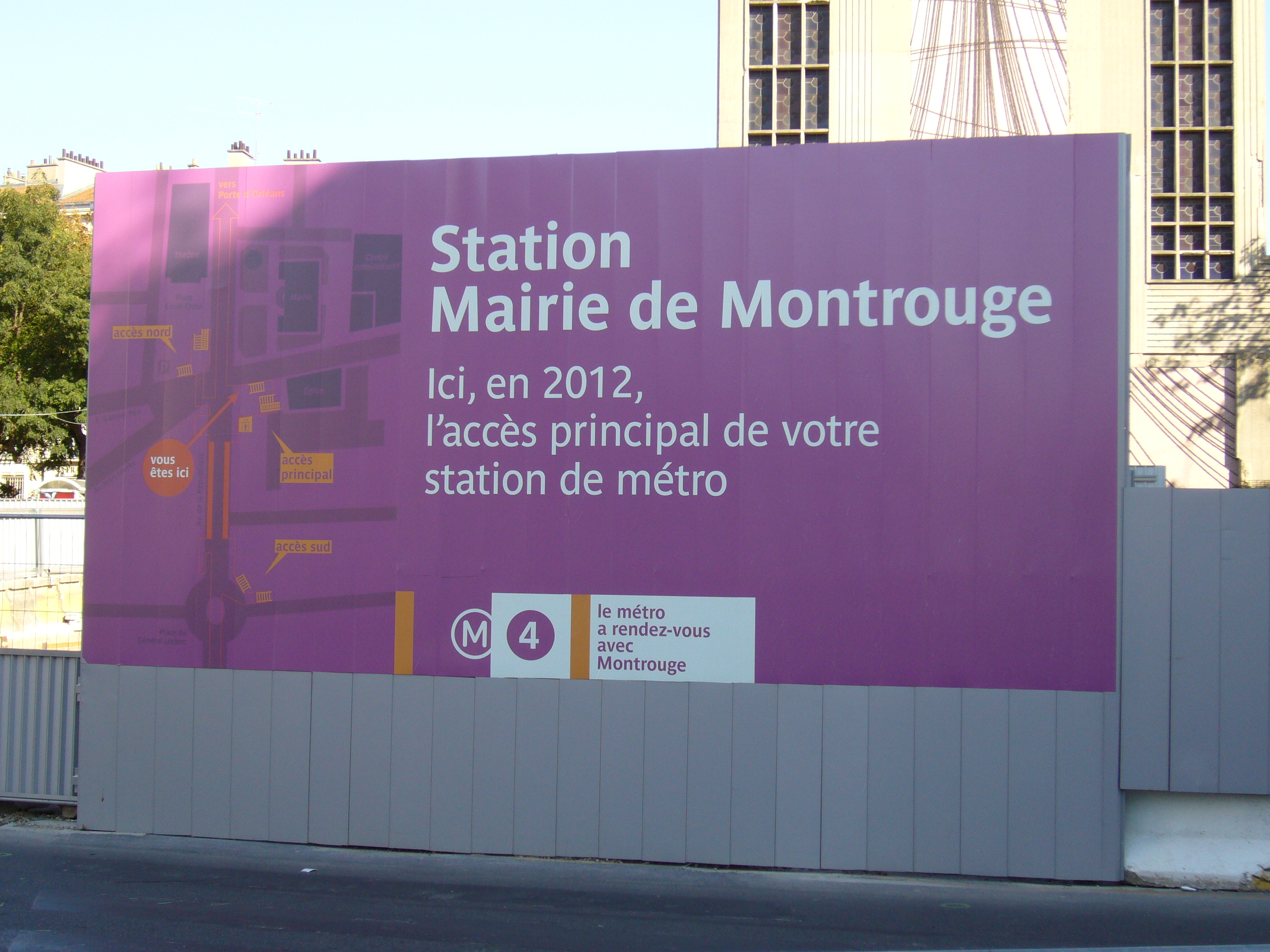
Przyszła lokalizacja głównego wejścia na stację Mairie de Montrouge we wrześniu 2008 r.

Sfinansowanie następujących przedłużeń zostało zatwierdzone przez STIF:
- Linia 4: Przedłużenie (3,2 km[66]) od Porte d’Orléans do Bagneux (Métro) w dwóch etapach – w pierwszej kolejności do Mairie de Montrouge (otwarte 23 marca 2013 r.), a następnie do Bagneux (Métro) w 2019 r.[67];
- Linia 11: Przedłużenie na wschód od Mairie des Lilas do Rosny-Bois-Perrier(inne języki) do 2019 r., a następnie do Noisy – Champs(inne języki) w zastępstwie odgałęzienia dawnej linii pomarańczowej Grand Paris Express(inne języki);
- Linia 12: Przedłużenie na północ (3,1 km) od Porte de la Chapelle do Mairie d’Aubervilliers w dwóch etapach – w pierwszej kolejności do Front Populaire (otwarte 18 grudnia 2012 r.), a następnie do Mairie d’Aubervilliers do końca 2019 r.[68];
- Linia 14: Przedłużenie (5,8 km[69]) od Saint-Lazare do Mairie de Saint-Ouen do 2019 r.[70] W wyniku badań przeprowadzonych przez STIF postanowiono, że przedłużenie linii 14 na północ skrzyżuje się najpierw z odgałęzieniem linii 13 w kierunku Gennevilliers na stacji Porte de Clichy, a następnie z odgałęzieniem w kierunku Saint-Denis na stacji Mairie de Saint-Ouen.

#### Inne przedłużenia zaproponowane przez SDRIF

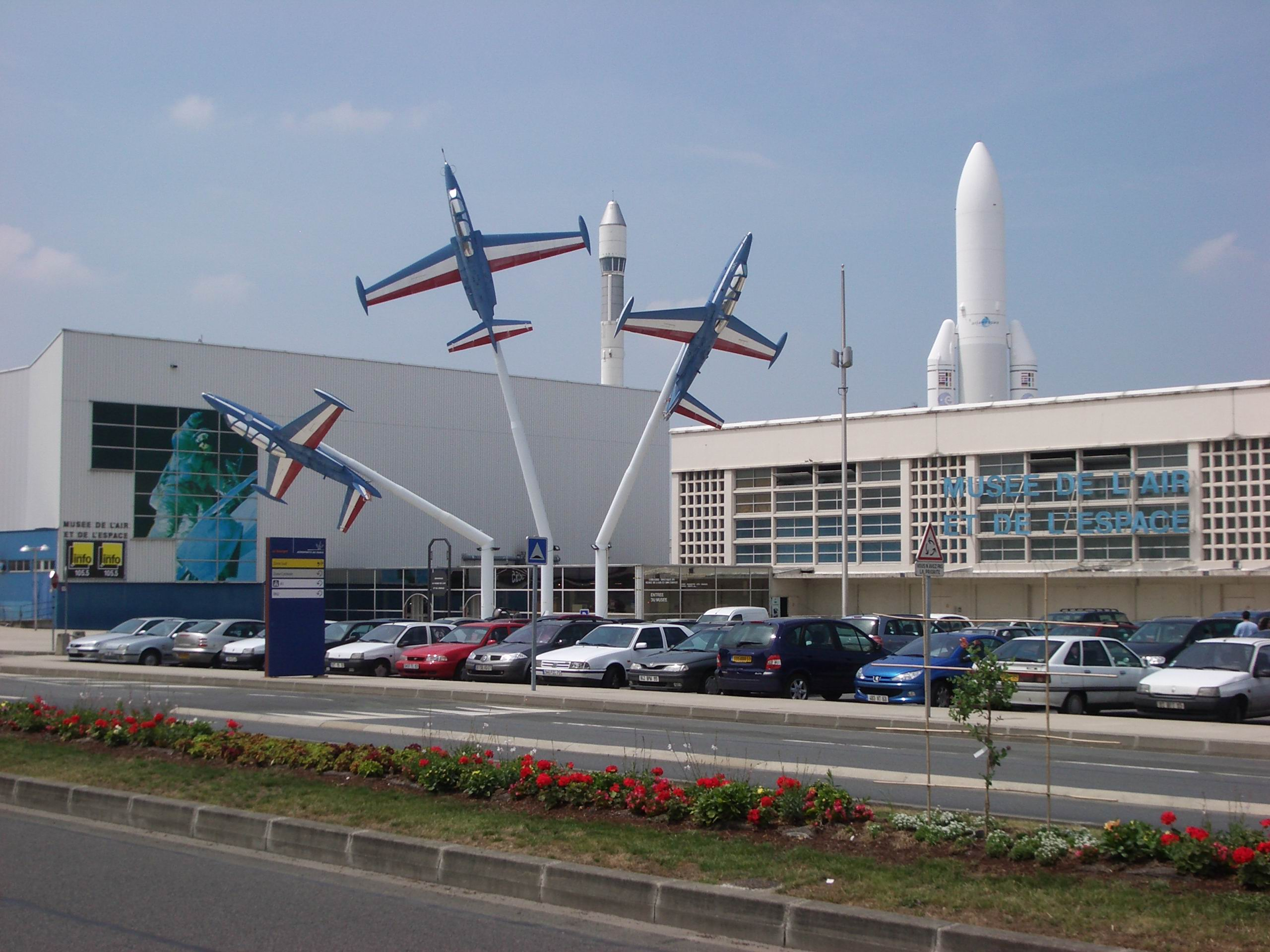
Muzeum Lotnictwa i Astronautyki w Le Bourget, w okolicy proponowanej stacji końcowej po przedłużeniu na północ linii 7 (zdjęcie z sierpnia 2008 r.)

Strategia rozwoju regionu Île-de-France (fr. Schéma directeur de la région Île-de-France, SDRIF) do 2030 r. uchwalona 25 października 2012 r. przewiduje realizację kolejnych przedłużeń:
- Przed 2030 r.:
  - Linia 1 do dworca kolejowego Val-de-Fontenay(inne języki) przez Les Rigollots;
  - Linia 7 do dworca kolejowego Le Bourget RER(inne języki);
  - Linia 9 do Montreuil – Murs à Pêches lub Montreuil – Hôpital(inne języki);
  - Linia 10 do Ivry – Place Gambetta;
  - Linia 12 do dworca kolejowego Issy RER(inne języki);
- Po 2030 r.:
  - Linia 5 do placu Rungis;
  - Linia 5 do Drancy;
  - Linia 7 bis do Château-Landon i połączenie z linią 3 bis;
  - Linia 10 do dworca kolejowego Ardoines(inne języki).

SDRIF zaproponowany w lutym 2006 r. przewidywał realizację innych przedłużeń do 2030 r., które nie pojawiły się w strategii uchwalonej w 2012 r., czyli najprawdopodobniej zostały przełożone na okres po 2030 r. lub zarzucone:
- Linia 4 do Docks de Saint-Ouen przez Mairie de Saint-Ouen;
- Linia 7 do Muzeum Lotnictwa i Astronautyki Le Bourget przez dworzec kolejowy Le Bourget RER(inne języki);
- Linia 12 do La Courneuve – Six Routes(inne języki);
- Linia 12 od dworca kolejowego Issy RER do Moulineaux;
- Linia 13 do Port de Gennevilliers(inne języki) lub do Argenteuil;
- Linia 13 do dworca kolejowego Stains – La Cerisaie.

#### Grand Paris Express
Grand Paris Express to projekt przewidujący między innymi przedłużenie linii 14 na północ od Mairie de Saint-Ouen do Saint-Denis Pleyel jako kontynuacja zaplanowanego już przedłużenia od Saint-Lazare oraz na południe od Olympiades do portu lotniczego Paryż-Orly. Ponadto planowana jest budowa linii obwodowej wokół Paryża – linii 15 – jak również trzech dodatkowych linii o numerach 16, 17 i 18. Prace mają być prowadzone wspólnie przez Société du Grand Paris (SGP) i Syndicat des transports d’Île-de-France (STIF).
Wykaz nowych linii w planach:
| Linia | Przebieg                                        | Uruchomienie | Długość w km | Liczba stacji |
| ----- | ----------------------------------------------- | ------------ | ------------ | ------------- |
|       | Pont de Sèvres ↔ Gare de Noisy – Champs         | 2020–2030    | 33           | 16            |
|       | Saint-Denis Pleyel ↔ Gare de Noisy – Champs     | 2023         | 25           | 10            |
|       | Saint-Denis Pleyel ↔ Le Mesnil-Amelot           | 2023–2030    | 25           | 9             |
|       | Port lotniczy Paryż-Orly ↔ Versailles-Chantiers | 2023–2030    | 35           | 11            |

### Wymiana taboru
Od 2008 r. RATP na dużą skalę wymienia tabor metra w miarę dostaw składów MF 01 na linie 2, 5, a od 2013 r. także 9, gdzie zastąpiły MF 67, jak również dostaw MP 05 na linię 1, co pozwoliło przenieść MP 89 CC z tej linii na linię 4, gdzie zastąpiły MP 59.
16 maja 2013 r. STIF potwierdziła zakup 35 ogumionych składów oznaczonych jako MP 14 na potrzeby przedłużenia linii 14 do Mairie de Saint-Ouen, jak również opcjonalne rozszerzenie zamówienia do 72 pociągów w kontekście realizacji Grand Paris Express i wydłużenia linii 14 do Saint-Denis Pleyel na północy i do portu lotniczego Orly na południu.
30 stycznia 2015 r. RATP, STIF i SGP ogłosiły wybór firmy Alstom jako dostawcy maksymalnie 217 pociągów typu MP 14 na linie 1, 4, 6, 11 i 14. Pierwsze 35 ośmiowagonowych składów, które obsłużą linię 14 na przedłużonej trasie do Saint-Ouen, zostanie dostarczone w 2021 r. Pozostałe przedłużenia będą wyposażane w tabor dostarczony w następnych, opcjonalnych transzach zamówienia.

## Rola w kulturze
W kulturze pojawiają się liczne odniesienia do metra; ono samo również stymuluje rozwój kultury (przestrzeń dla wykonawców muzycznych, inspiracja dla poezji itd.).

### Literatura

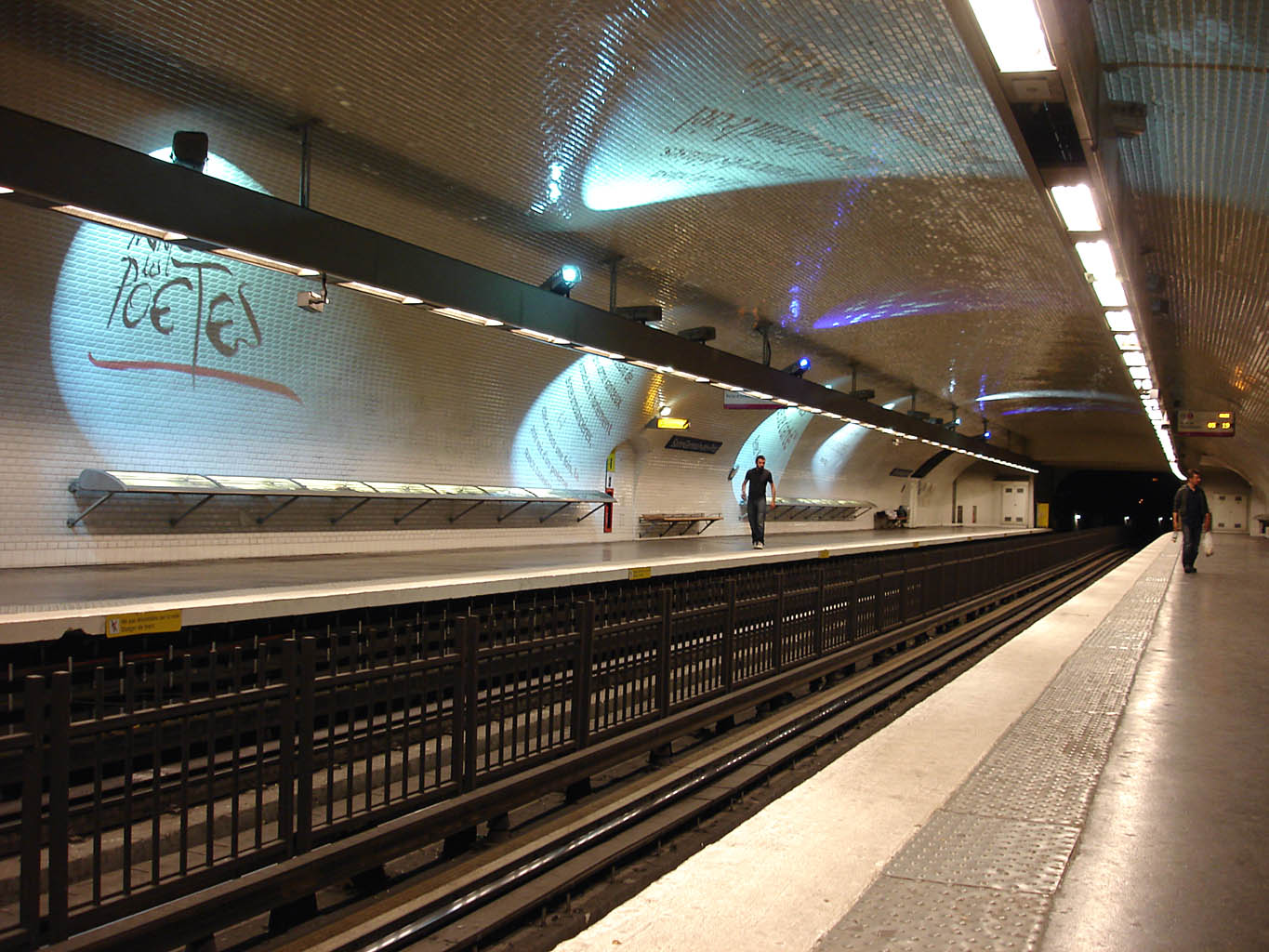
Stacja Saint-Germain-des-Prés w czasie wystawy poezji

Paryskie metro pojawia się w wielu działach literackich, takich jak Le tout sur le tout Henriego Caleta, Les faux frères Paula Guimarda czy Dzienniki Franza Kafki, w których wyjaśnia, że metro jest dla obcokrajowca okazją, by nabrał przeświadczenia, że przeniknął istotę Paryża. Wielu innych autorów wspomina o metrze: Louis Aragon, Jean Cocteau, Jacques Prévert, Claude Roy, Robert Desnos, Léon-Paul Fargue czy Marcel Allain w serii Fantomas, gdzie bohater tytułowy ukrywa skład metra nr 126 między stacjami Anvers i Barbès – Rochechouart (w powieści Fantômas vole des blondes).
Metro jest również motywem przewodnim pierwszej książki francuskiego autora Lorànta Deutscha pod tytułem Métronome, l’histoire de France au rythme du métro parisien poświęconej historii Francji i Paryża. W lutym 2011 r. ukazała się zaś książka Métro parisien, petits plaisirs du soir et du matin Juliena Lootensa, w której pojawia się wiele szczegółów z historii paryskiego metra: liczba pasażerów, historie linii, ceny biletów od początku istnienia sieci, anegdoty na temat budowy. Rodolphe Macia, maszynista metra na linii 2 opisuje swoje doświadczenia w książce Je vous emmène au bout de la ligne, tribulations et secrets d’un conducteur de métro.
Jacques Jouet, członek grupy literackiej OuLiPo, odwołuje się do paryskiego metra w swojej twórczości, zwłaszcza w poèmes de métro (wierszach z metra). Jest to gatunek poezji polegający na pisaniu wiersza podczas przejazdu metrem z punktu A do punktu B – w trakcie jazdy pociągu poeta układa jeden wers, który następnie, podczas postoju pociągu na stacji, zapisuje. Nie można układać wersów w trakcie postoju, ani zapisywać ich w czasie jazdy, a w momencie przesiadki na inną linię należy rozpocząć nową strofę. Ostatni wers jest zapisywany na peronie stacji docelowej. W ten sposób wiersz liczy tyle linijek, ile stacji liczyła podróż (minus stacja początkowa), i tyle strof, ile liczyła linii. 18 kwietnia 1996 r., na podstawie trasy obliczonej przez matematyka Pierre’a Rosenstiehla, Jacques Jouet w ciągu jednego dnia od 5:30 do 21:00 przemierzył całą sieć metra w Paryżu, zatrzymując się na wszystkich stacjach z minimalną liczbą przesiadek i przejazdów przez to samo miejsce. Jednocześnie układał poème de métro – rezultatem jest składający się z 48 strof i blisko 500 wersów wiersz Frise du métro parisien, wydany przez OuLiPo w 1998 r.
Pochodząca z wiersza Couleurs d’usine Pierre’a Béarna fraza métro, boulot, dodo (metro, robota, lulu), opisująca monotonię codziennego rytmu życia paryżan, od lat 50. weszła na stałe do języka francuskiego.
Również RATP wspiera poezję, umieszczając teksty wielkich autorów na stacjach metra. Spółka organizuje także konkursy poetyckie, a zwycięskie wiersze są eksponowane na peronach i w pociągach metra oraz na stronie internetowej RATP. Stacja Saint-Germain-des-Prés na linii 4 co roku przekształcana jest w wystawę tomików poezji, a same wiersze są wyświetlane na ścianach stacji za pomocą projektorów.

### Muzyka

#### Muzycy w metrze

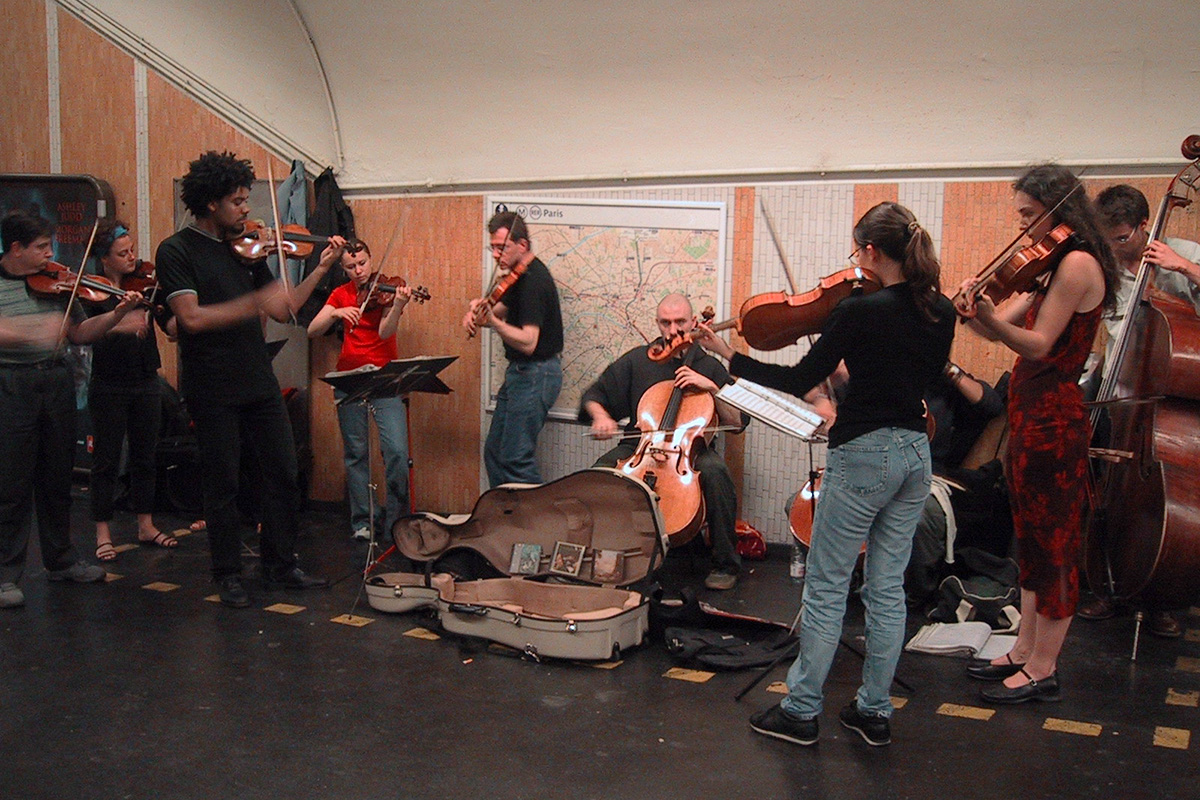
Orkiestra w korytarzu jednej ze stacji, lipiec 2002 r.

Obecność wykonawców muzycznych w metrze paryskim jest długą tradycją, jednak dopiero od 1997 r. granie w korytarzach jest regulowane przez RATP w ramach struktury Espace Métro Accords (EMA) i nie jest dostępne dla wszystkich.
W celu uniknięcia niedogodności dla pasażerów, artyści chcący zdobyć publiczność lub zarabiać graniem w metrze, muszą stawić się na przesłuchanie przed jury Espace Métro Accords. Jeśli przejdą je pomyślnie, dostają kartę muzyka EMA, którą muszą mieć przy sobie podczas działalności artystycznej w metrze. Wykonawcy mają zakaz grania na peronach i w pociągach, muszą także przestrzegać zasad korzystania z przestrzeni.
Ten mechanizm ogranicza pole do popisu amatorom, ponieważ celem RATP jest zaprezentowanie pasażerom jak najlepszych wykonawców. Tradycja grania w metrze od zawsze (także dziś) pozwalała licznym wykonawcom zadebiutować przed publicznością. Od momentu powstania do EMA wpłynęło ponad 10 tys. kandydatur, zorganizowano ponad 4 tys. przesłuchań i akredytowano ponad 3 tys. muzyków. Przesłuchania odbywają się dwa razy w roku (w marcu/kwietniu i wrześniu/październiku), a liczba akredytacji rocznie wynosi ok. 350.
Dzięki partnerom RATP w ramach systemu EMA najbardziej utalentowani wykonawcy z metra mają możliwość trafienia na sceny popularnych festiwali w Île-de-France, takich jak Jeunes talents czy Solidays, oraz Art Rock w Saint-Brieuc.

#### Metro w piosence
Metro jest tematem licznych piosenek, takich jak Le Poinçonneur des Lilas Serge’a Gainsbourga, Le métro Léo Ferrégo, Métro Yves’a Montanda, Y’a d’la joie de Charles’a Treneta, Le Métro de Paris Édith Piaf, Bercy Madeleine Pierre’a Perreta, Métro c’est trop zespołu Téléphone, Mon Métro piosenkarza Anisa czy Métro zespołu Java. Ponadto teledysk do piosenki Un autre monde (1986 r.) zespołu Téléphone został nakręcony na linii 6. W 2000 r. wydany został album Châtelet les Halles Florenta Pagny, a tytułowy utwór doczekał się coveru w wykonaniu zespołu Les Stentors. W teledysku Ma direction grupy hip-hopowej Sexion d'Assaut z 2012 r. pojawiają się sceny nakręcone w pociągu linii 6.
W lipcu i sierpniu 2009 r. teksty artystów występujących na festiwalu Rock en Seine 28 i 30 sierpnia 2009 w Parku Saint-Cloud były pokazywane wewnątrz pociągów metra i RER. W latach 2009–2014 przy okazji wspomnianego festiwalu nazwa stacji Duroc na linii 10 była zmieniana na tydzień na Du rock (jest to gra słów wykorzystująca homofonię między nazwiskiem generała Duroka, do którego odwołuje się nazwa stacji, i sformułowaniem du rock, które znaczy „trochę rocka” lub po prostu „rock”).

### Kino

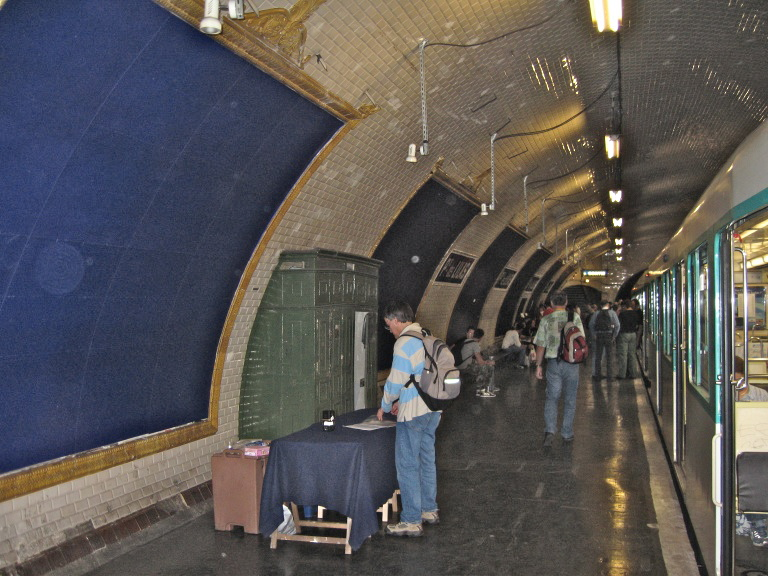
Stacja Porte des Lilas – Cinéma we wrześniu 2006

Paryskie metro jest istotnym elementem filmów Wrota nocy (fr. Les Portes de la nuit, Marcel Carné, 1946), Metro (fr. Subway, Luc Besson, 1985), Strach nad miastem (fr. Peur sur la ville, Henri Verneuil, 1975) czy La Grosse Caisse (Alex Joffé, 1965). Metro pojawia się również w filmach Samuraj (fr. Le Samouraï, Jean-Pierre Melville, 1967), Zła krew (fr. Mauvais sang, Leos Carax, 1986), Amerykański przyjaciel (fr. L’Ami américain, Wim Wenders, 1977) czy À bout portant (Fred Cavayé, 2010).
Nieczynna stacja metra Porte des Lilas – Cinéma na łączniku między liniami 3 bis i 7 bis została zaadaptowana przez RATP na studio filmowe. Jest ona używana przy kręceniu filmów i reklam, co jest trudne przy normalnym ruchu na czynnych stacjach, ponieważ nocna przerwa techniczna jest za krótka, by przygotować plan zdjęciowy. Wystrój stacji, a w szczególności tablice z nazwą, są dostosowane do potrzeb realizowanego filmu. Wśród filmów, które kręcono na stacji Porte des Lilas – Cinéma, są m.in. Amelia (filmowa stacja Abbesses), Une époque formidable..., Les Rois mages czy Zakochany Paryż.
Zazie w metrze (ekranizacja powieści Raymonda Queneau Zazi w metrze, reż. Louis Malle, 1960) i Ostatnie metro (François Truffaut, 1980) odwołują się do paryskiego metra w tytułach, ale pojawia się ono w tych filmach jedynie symbolicznie.

### Numizmatyka
Numizmatyka uczciła metro w Paryżu emisją medali, jak np.:
- w hołdzie budowniczym metra (1912)[88];
- pięćdziesięciolecie metra (1950)[89];
- w hołdzie dla Fulgence’a Bienvenüe[90];
- nagrody departamentu Seine[91][92].

### Gry komputerowe
Stacje metra w Paryżu pojawiają się w grach komputerowych Battlefield 3 i Battlefield 4.

### Fenomen królika RATP
Królik Serge, zwany również królikiem RATP (fr. lapin RATP) lub królikiem z paryskiego metra (lapin du métro parisien), to fikcyjna postać pojawiająca się na naklejkach na drzwiach pociągów od końca lat 70. Ma za zadanie ostrzegać podróżnych, a w szczególności dzieci, przed ryzykiem przycięcia rąk przez drzwi podczas otwierania.
Rysunek postaci ewoluował z czasem, od 2000 r. królik jest ubrany w żółty komplet. Od momentu jego powstania został zaadaptowany także na innych sieciach metra we Francji, na przykład w Lille.
Królik RATP stał się obiektem różnych przeróbek, zwłaszcza „antyreklam”, ale doczekał się również wersji humorystycznych, niekiedy niecenzuralnych. Z biegiem lat zagościł w kulturze popularnej i podobnie jak slogan Mind the gap z metra w Londynie, znalazł się na licznych produktach codziennego użytku, takich jak magnesy czy t-shirty.